# Санкт-Петербург
Санкт-Петербу́рг (рос. Санкт-Петербург) — місто в Росії. Місто федерального значення. Адміністративний центр Північно-Західного федерального округу та, до 2021 року, Ленінградської області. Розташований на північному заході країни, на березі Фінської затоки Балтійського моря. Другий важливий політично-економічний і соціально-культурний центр Росії після Москви. Заснований 1703 року. Колишня столиця Російської імперії (1721—1914). Історичний центр та пов'язані з ним комплекси пам'яток входять до списку об'єктів Всесвітньої спадщини ЮНЕСКО: Ермітаж, Маріїнський театр, Російська національна бібліотека, Російський музей, Петропавлівська фортеця, Ісаакіївський собор тощо. З 2008 року в Санкт-Петербурзі міститься Конституційний суд Російської Федерації. Площа — 1439 км². Населення — 5 383 890 осіб (2019; 2-е за величиною в Росії; 4-е в Європі). Населення Петербурзької агломерації — 5,4 млн осіб (75 місце у світі). Старі назви — Петрогра́д (1914—1924), Ленінгра́д (1924—1991).

## Назва
- Са́нкт-Пітербу́рх (нід. Sankt-Piter-Boerch, «город святого Петра») — початкова назва міста від 16 (27) травня 1703 року до 1720 року[6]. Спочатку так називалася фортеця, закладена на Заячому острові, незабаром назва поширилася на все місто.
- Санкт-Петербу́рг (рос. Санкт-Петербург, нім. Sankt Petersburg) — назва у 1720—1914 роках; також — сучасна назва міста з 1991 року.
- Петрогра́д (рос. Петроград) — назва від 18 (31) серпня 1914 року до 26 січня 1924 року; змінена царем Миколою ІІ на російський лад у зв'язку з початком російсько-німецької війни. Збереглася у міській топоніміці: Петроградський острів, Петроградська сторона, Петроградський район.
- Ленінгра́д (рос. Ленинград) — назва від 26 січня 1924 року до 6 вересня 1991 року; змінена більшовиками на честь свого вождя Леніна.
- Петербу́рг (рос. Петербург, лат. Petropolis)
- Пі́тер — розмовна народна назва[7]; (фін. Pietari) — фінська назва міста.

## Географія

Розташування Санкт-Петербурга в Європі

Санкт-Петербург є найпівнічнішим з міст світу з населенням понад мільйон осіб. Він розташований на північному заході Російської Федерації, в межах Приневської низовини, на прилеглому до гирла річки Неви узбережжі Невської губи Фінської затоки і на численних островах Невської дельти. Висота міста над рівнем моря: для центральних районів — 1—5 м, периферійних районів (північ) — 5—30 м, периферійних районів (південь і південний захід) — 5—22 м. Найвище місце в межах міста — район Красного Села (70—110 м) з Горіховою горою (176 м).
Площа власне міської території становить 605,8 км² (з районами, включеними в міську межу в 1998 р., — 1431 км²).

### Водойми
Загальна протяжність всіх водойм на території Санкт-Петербурга досягає 282 км, а їх водна поверхня становить близько 7 % усієї площі міста. За час існування Санкт-Петербурга гідрологічна мережа міста зазнала істотних змін. Будівництво міста в низькому болотистому місці потребувало спорудження каналів і ставків для осушення. Викопана при цьому земля використовувалася для підвищення поверхні. Наприкінці XIX століття дельта Неви складалася з 48 річок і каналів, що утворювали 101 острів. З плином часу (в міру будівництва міста) багато водойм втрачали своє первісне значення, забруднювалися і засипалися. У XX столітті в результаті засипки каналів, проток і рукавів число островів скоротилася до 42.
Основна водна магістраль міста — річка Нева, яка впадає в Невську губу Фінської затоки, що належить до Балтійського моря. Найбільші рукави дельти: Велика і Мала Нева, Велика, Середня і Мала Невки, Фонтанка, Мойка, Єкатерінгофка, Крестовка, Карпівка, Жданівка, Смоленка, Пряжка, Кронверкська протока; канали — Морський канал , Обвідний канал, канал Грибоєдова, Крюков канал. Основні притоки Неви в межах міста: зліва — Іжора, Славянка, Мурзінка, праворуч — Охта, Чорна річка. Найбільші острови в дельті Неви: Васильєвський, Петроградський, Крестовський, Декабристів; найбільший острів у Фінській затоці — Котлін. Через водні об'єкти міста перекинуто близько 800 мостів (не враховуючи мостів на територіях промислових підприємств), у тому числі 218 пішохідних та 22 розвідних. Серед них частина розташована у колишніх передмістях Санкт-Петербурга: в Кронштадті — 5, Пушкіні — 54, Петергофі — 51, Павловську — 16, Ломоносові — 7 мостів. Найдовший міст — Великий Обухівський (вантовий) міст через Неву (повна довжина мостового переходу — 2824 м), найширший міст — Синій міст на річці Мойці (99,5 м).

### Клімат
Клімат Петербурга — помірний, перехідний від помірно-континентального до помірно-морського. Такий тип клімату з теплим літом і незвично помірною для такої географічної широти зимою пояснюється впливом Гольфстриму та атмосферною циркуляцією, характерною для Ленінградської області. Це обумовлено порівняно невеликою кількістю сонячного тепла, що надходить на земну поверхню і в атмосферу.
Сумарний приплив сонячної радіації тут в 1,5 рази менший, ніж в Південній Україні, і вдвічі менший, як у Середній Азії. За рік в Санкт-Петербурзі буває в середньому 62 сонячних дні. Тому протягом більшої частини року переважають дні з похмурою погодою та розсіяним освітленням. Тривалість дня в Санкт-Петербурзі змінюється від 5 годин 51 хвилини 22 грудня до 18 годин 50 хвилин 22 червня. У місті спостерігаються так звані Білі ночі (починаються 25-26 травня і закінчуються 16-17 липня), коли сонце опускається за горизонт не більше ніж на 9° і вечірні сутінки практично зливаються з ранковими. Загалом, тривалість білих ночей — понад 50 днів.
Річна амплітуда сум прямої сонячної радіації на горизонтальну поверхню при ясному небі від 25 МДж/м ² в грудні до 686 МДж/м ² в червні. Хмарність зменшує в середньому за рік прихід сумарної сонячної радіації на 21 %, а прямої сонячної радіації — на 60 %. Середньорічна сумарна радіація становить 3156 МДж/м².
Для міста характерна часта зміна повітряних мас, зумовлена значною мірою циклонічною діяльністю. Влітку переважають західні і північно-західні вітри, взимку — західні і південно-західні. Петербурзькі метеостанції фіксують різноманітні відомості про погоду ще з 1722 року. Найвища температура, зафіксована в Санкт-Петербурзі за весь період спостережень, — +37,1 °C у 2010 році, а найнижча −35,9 °C у 1883 році.
| Клімат Санкт-Петербурга (норма 1981–2010, рекорди за весь період спостережень — з 1881 року)                     | Клімат Санкт-Петербурга (норма 1981–2010, рекорди за весь період спостережень — з 1881 року) | Клімат Санкт-Петербурга (норма 1981–2010, рекорди за весь період спостережень — з 1881 року) | Клімат Санкт-Петербурга (норма 1981–2010, рекорди за весь період спостережень — з 1881 року) | Клімат Санкт-Петербурга (норма 1981–2010, рекорди за весь період спостережень — з 1881 року) | Клімат Санкт-Петербурга (норма 1981–2010, рекорди за весь період спостережень — з 1881 року) | Клімат Санкт-Петербурга (норма 1981–2010, рекорди за весь період спостережень — з 1881 року) | Клімат Санкт-Петербурга (норма 1981–2010, рекорди за весь період спостережень — з 1881 року) | Клімат Санкт-Петербурга (норма 1981–2010, рекорди за весь період спостережень — з 1881 року) | Клімат Санкт-Петербурга (норма 1981–2010, рекорди за весь період спостережень — з 1881 року) | Клімат Санкт-Петербурга (норма 1981–2010, рекорди за весь період спостережень — з 1881 року) | Клімат Санкт-Петербурга (норма 1981–2010, рекорди за весь період спостережень — з 1881 року) | Клімат Санкт-Петербурга (норма 1981–2010, рекорди за весь період спостережень — з 1881 року) | Клімат Санкт-Петербурга (норма 1981–2010, рекорди за весь період спостережень — з 1881 року) |
| Показник | Січ.                                                                                         | Лют.                                                                                         | Бер.                                                                                         | Квіт.                                                                                        | Трав.                                                                                        | Черв.                                                                                        | Лип.                                                                                         | Серп.                                                                                        | Вер.                                                                                         | Жовт.                                                                                        | Лист.                                                                                        | Груд.                                                                                        | Рік                                                                                          |
| Абсолютний максимум, °C                                                                                          | 8,6                                                                                          | 10,2                                                                                         | 14,9                                                                                         | 25,3                                                                                         | 30,9                                                                                         | 34,6                                                                                         | 35,3                                                                                         | 37,1                                                                                         | 30,4                                                                                         | 21,0                                                                                         | 12,3                                                                                         | 10,9                                                                                         | 37,1                                                                                         |
| Середній максимум, °C                                                                                            | −3,1                                                                                         | −3                                                                                           | 2,0                                                                                          | 9,3                                                                                          | 16,0                                                                                         | 20,0                                                                                         | 23,0                                                                                         | 20,8                                                                                         | 15,0                                                                                         | 8,6                                                                                          | 2,0                                                                                          | −1,5                                                                                         | 9,1                                                                                          |
| Середня температура, °C                                                                                          | −5,5                                                                                         | −5,8                                                                                         | −1,3                                                                                         | 5,1                                                                                          | 11,3                                                                                         | 15,7                                                                                         | 18,8                                                                                         | 16,9                                                                                         | 11,6                                                                                         | 6,2                                                                                          | 0,1                                                                                          | −3,7                                                                                         | 5,8                                                                                          |
| Середній мінімум, °C                                                                                             | −8                                                                                           | −8,5                                                                                         | −4,2                                                                                         | 1,5                                                                                          | 7,0                                                                                          | 11,7                                                                                         | 15,0                                                                                         | 13,5                                                                                         | 8,8                                                                                          | 4,0                                                                                          | −1,8                                                                                         | −6,1                                                                                         | 2,7                                                                                          |
| Абсолютний мінімум, °C                                                                                           | −35,9                                                                                        | −35,2                                                                                        | −29,9                                                                                        | −21,8                                                                                        | −6,6                                                                                         | 0,1                                                                                          | 4,9                                                                                          | 1,3                                                                                          | −3,1                                                                                         | −12,9                                                                                        | −22,2                                                                                        | −34,4                                                                                        | −35,9                                                                                        |
| Температура води, °C                                                                                             | 0,0                                                                                          | 0,0                                                                                          | 0,1                                                                                          | 1,7                                                                                          | 7,9                                                                                          | 14,5                                                                                         | 18,0                                                                                         | 17,4                                                                                         | 12,9                                                                                         | 7,4                                                                                          | 2,1                                                                                          | 0,3                                                                                          | 6,9                                                                                          |
| Норма опадів, мм                                                                                                 | 44                                                                                           | 33                                                                                           | 37                                                                                           | 31                                                                                           | 46                                                                                           | 71                                                                                           | 79                                                                                           | 83                                                                                           | 64                                                                                           | 67                                                                                           | 56                                                                                           | 51                                                                                           | 662                                                                                          |
| Днів з дощем | 9                                                                                            | 7                                                                                            | 10                                                                                           | 13                                                                                           | 15                                                                                           | 17                                                                                           | 17                                                                                           | 17                                                                                           | 20                                                                                           | 20                                                                                           | 16                                                                                           | 10                                                                                           | 171                                                                                          |
| --- | -------------------------------------------------------------------------------------------- | -------------------------------------------------------------------------------------------- | -------------------------------------------------------------------------------------------- | -------------------------------------------------------------------------------------------- | -------------------------------------------------------------------------------------------- | -------------------------------------------------------------------------------------------- | -------------------------------------------------------------------------------------------- | -------------------------------------------------------------------------------------------- | -------------------------------------------------------------------------------------------- | -------------------------------------------------------------------------------------------- | -------------------------------------------------------------------------------------------- | -------------------------------------------------------------------------------------------- | -------------------------------------------------------------------------------------------- |
| Джерело: Климат Санкт-Петербурга. Погода и климат. Архів оригіналу за 24 січня 2012. Процитовано 21 грудня 2011. |                                                                                              |                                                                                              |                                                                                              |                                                                                              |                                                                                              |                                                                                              |                                                                                              |                                                                                              |                                                                                              |                                                                                              |                                                                                              |                                                                                              |                                                                                              |

### Екологія
Основними проблемами екології Санкт-Петербурга є забруднення води, повітря і ґрунтів, а також великий шум, спричинений високою інтенсивністю міського транспорту.
Високий рівень забруднення атмосферного повітря спостерігається передусім поблизу великих автомагістралей і промислових зон. В місті діє 21 автоматична станція моніторингу атмосферного повітря. У 2009 році викиди в атмосферу становили 625 300 тонн. Порівняно з попереднім роком, кількість викидів збільшилася — транспорту на 1 %, від стаціонарних джерел — на 9,8 %. Щільність викиду на душу населення становить 135,9 кг на рік, на одиницю площі 434,5 т на км². 91,9 % всіх викидів дає транспорт.
Санкт-Петербург займає п'яте місце найшумніших мегаполісів світу, середній показник шуму в місті вищий за норму і становить 60 децибелів. Зони, де рівень звуку перевищує норму на 10-15 децибел, розташовані поряд з головними міськими проспектами — Московським, Стачек, Ліговському, Невським, кільцевою автодорогою, залізницею, включають також мікрорайони поруч з промзонами і частина південного заходу, яка примикає до аеропорту Пулково.
Інша проблема міста — часті повені. Значна частина території Санкт-Петербурга (острови дельти Неви, широка смуга між Фінською затокою і лінією Балтійської залізниці, лівобережжя до Фонтанки та ін) розташована на висотах, що не перевищують 1,2-3 м над рівнем моря. Ці райони міста схильні до небезпеки повеней, пов'язаних головно з вітровим нагоном вод в східній частині Фінської затоки. Катастрофічними повені були 7 (19) листопада 1824 (підйом рівня вод вище ординара на 4,21 м) і 23 вересня 1924 (3,69 м). У момент повені 1924 було затоплено близько 70 км² території міста. За трьохсотрічну історію Петербурга було зареєстровано, за різними джерелами, близько 300 повеней. Остання небезпечна повінь (вода піднялася до 187 см від Кронштадтського футштока) була 16 листопада 2010 року, дуже небезпечна (220 см) — 10 січня 2007.

### Рекреаційні зони та природоохоронні території
Зелені насадження Санкт-Петербурга і передмість разом з водною поверхнею займають близько 40 % міської території (за даними 2002 року). До 2000 року на 1 жителя міста припадало близько 65 м² насаджень. Загальна площа зелених насаджень перевищує 31 000 га, в тому числі 68 парків, 166 садів, 730 скверів, 232 бульвару, 750 озеленених вулиць. Парки міста розташовані в різних ландшафтних умовах: на нижній і верхній терасах узбережжя Фінської затоки (парки Стрєльни, Петергофа й Ломоносова), моренній рівнині (парки міста Пушкіна), камових пагорбах (Шуваловський парк, Осикова Роща). Основу ряду парків становлять природні ліси, котрі досі зберегли свій породний склад (Сосновка, Удєльний парк). Багато парків, створені у післявоєнні роки, розбиті на території, де деревна рослинність фактично була відсутня (Московський парк Перемоги, Приморський парк Перемоги). На околицях міста збереглися лісові масиви, що залишилися від підзони південної тайги: Юнтоловська лісова дача, лісові острівці вздовж річок Великої Охти, Ржевки, Жерновки, Талліннського шосе, між річкою Невою і залізницею на Москву.
|                                       |                  |                                                |                           |
| Єкатерининський парк в Царському Селі | Казанський собор | Великий Обухівський (вантовий) міст через Неву | Московський парк Перемоги |

У Санкт-Петербурзі є 7 територій з особливим природоохоронним статусом: 3 державних природних заказника («Юнтоловський», «Гладишевського», «Північне узбережжя Невської губи») і чотири пам'ятки природи («Дудергофські висоти», «Комаровський берег», «Стрельнінський берег», «Парк Сергіївка»). Згідно з генеральним планом розвитку Санкт-Петербурга планується поява ще п'яти заказників і двох пам'яток природи.

## Історія

### 1703—1721

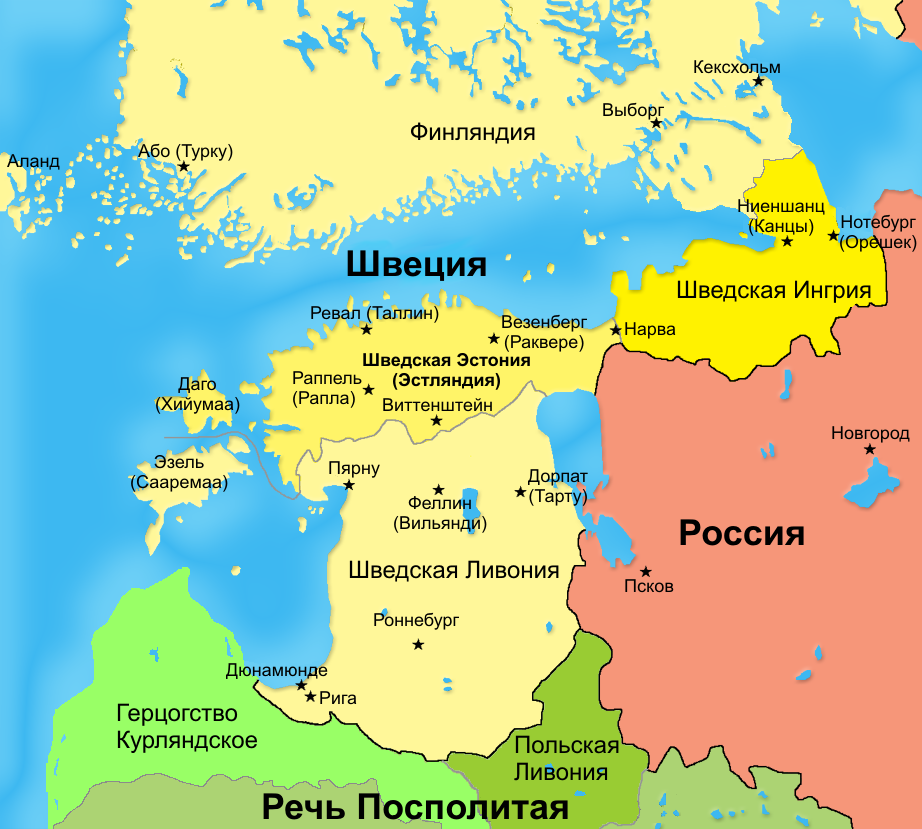
Шведська Інгерманландія

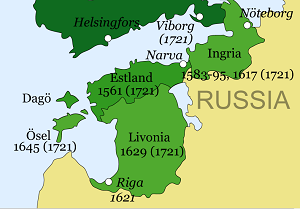
Sankt-Piter-Boerch у 1703 році закладено на території Інгрії, яка до 1721 року належала Швеції

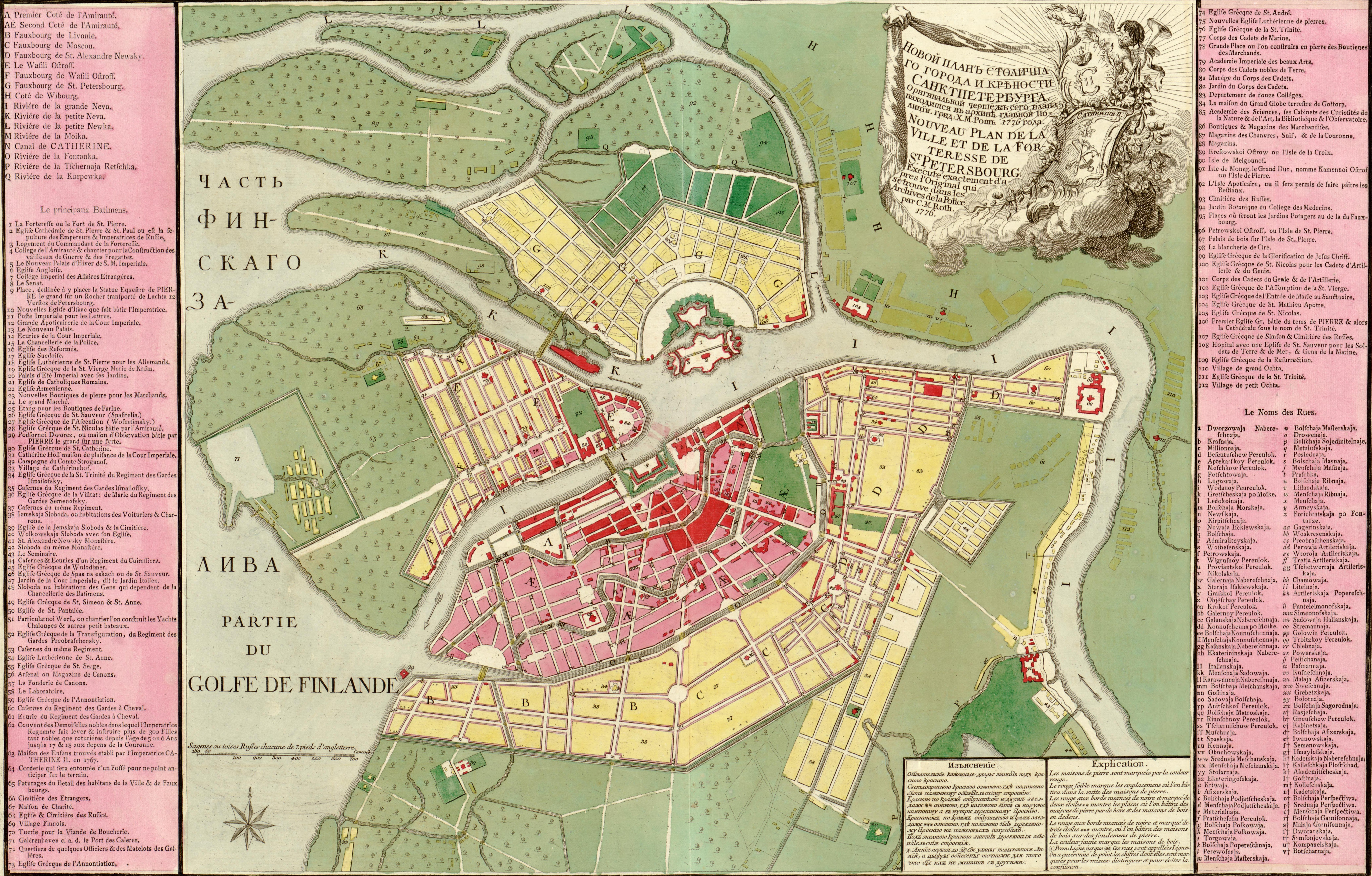
Мапа міста, 1776 рік

Відразу після того, як російські війська 1 травня 1703 року взяли Нієншанц, 16 (27) травня 1703 року, у день Святої Трійці, у гирлі Неви на болотяному Заячому острові («на чухонському болоті»), на території Інгерманландії, Петром I було закладено фортецю Sankt-Piter-Boerch (нині Петропавлівська фортеця).
Пізніше травень 1703 року було оголошено датою заснування Санкт-Петербурга.
За офіційною російською історією, у 1702—1704 роках, після катастрофічної поразки під Нарвою (1700), Росія знову завоювала Інгерманландію.
Водночас російська історія визнає, що до 1721 року Шведська Інгерманландія була територією Шведської імперії.
Санкт-Петербург заснований 1703 року Петром I поруч зі шведським містом Нієн (швед. Nyen) в Інгермландії на землях фіномовного іжорського етносу; названий на честь небесного покровителя московського царя — святого Петра. Перша збудована будівля — Петропавлівська фортеця на Заячому острові — споруджена як фортеця під час Північної війни. Якщо шведи обрали для свого поселення та фортеці Нієншанц (швед. Nyenskans, фін. Nevanlinna) місце в дельті Неви, яке не затоплює навіть під час катастрофічних повеней, то Петро I цю обставину, очевидно через незнання, до уваги не взяв.

### Імперська доба
У 1721—1917 роках Петербург — столиця Російської імперії (за винятком часу правління Петра II, коли статус столиці ненадовго повернувся до Москви) і резиденція російських імператорів.
У 1719 році в Санкт-Петербурзі відкрили перший у Росії публічний музей — Кунсткамера, в 1724 заснована Петербурзька Академія наук, першу російську газету також почали випускати тут.

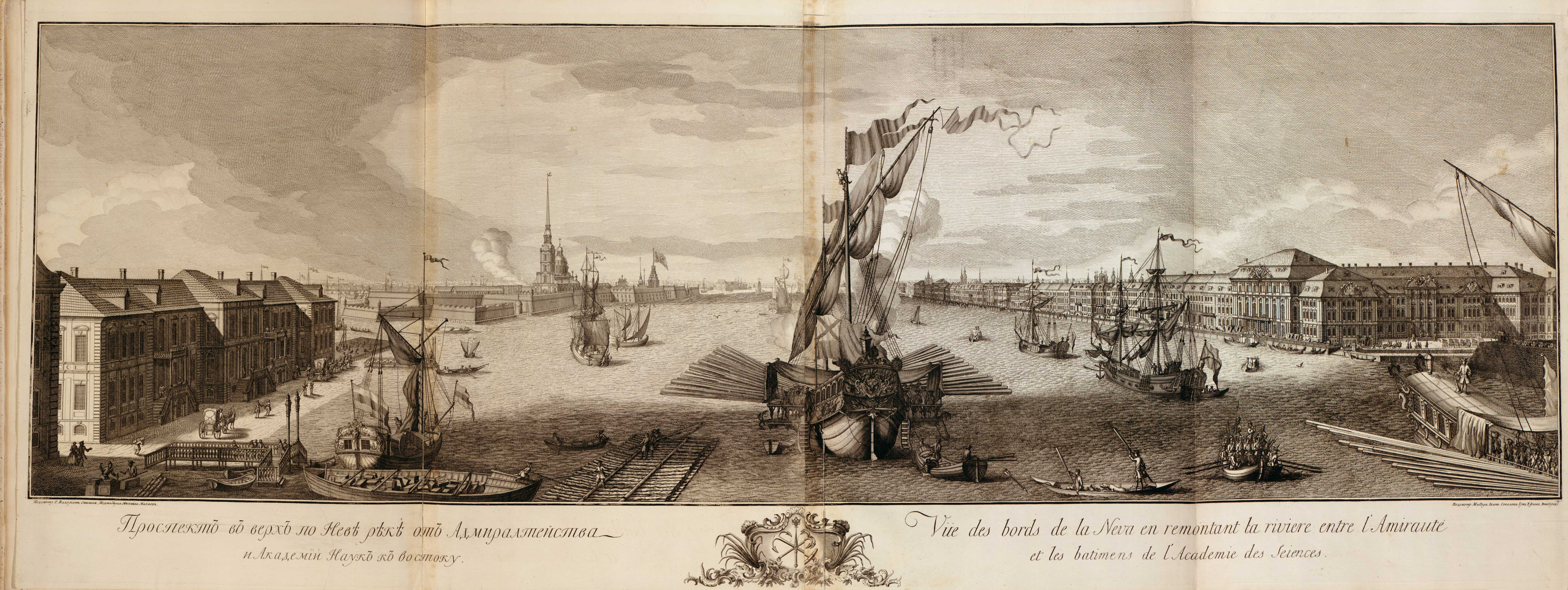
Санкт Петербург у XVIII столітті

У Санкт-Петербурзі відбулося грудневе повстання 1825 року. У 1837 була відкрита перша російська залізниця Санкт-Петербург — Царське село (нині місто Пушкін).
18 (31) серпня 1914 року прийняте друге в історії міста офіційне ім'я — Петроград у зв'язку зі вступом Росії до Першої світової війни як «патріотичніше» замість «німецької» назви Санкт-Петербург. Раніше воно зустрічалося як в поетичній мові (Є. А. Баратинський, О. С. Пушкін), так і в найменуваннях деяких установ (Старообрядницька єпархія Петрограду).
У Санкт-Петербурзі почались революція 1905 — 07, Лютнева революція 1917, Жовтнева революція 1917.

### Радянський період
26 січня 1924 року II Всесоюзний З'їзд Рад СРСР задовольнив прохання Петросовета і перейменував своєю ухвалою Петроград на Ленінград. Місто було назване в честь В. І. Леніна, російського революціонера, організатора і учасника Жовтневого перевороту 1917, що став засновником і першим керівником Радянської держави (Російська Республіка, РРФСР, СРСР).
1 серпня 1927 року місто увійшло до складу і стало центром знов створеної Ленінградської області. У грудні 1931 Ленінград був виведений зі складу області і перетворений в місто республіканського підпорядкування.
В роки Другої Світової війни місто витримало 29-місячну блокаду нацистських військ.

### Пострадянський період
Постарадянський період ознаменувався певною дерадянізацією і відновленням історично-культурних традицій міста. У 1991 році, за результатами референдуму, 54 % мешканців міста висловилися за повернення історичної назви міста Санкт-Петербург. 6 вересня 1991 указом Президії Верховної Ради РРФСР воно було повернуто, 21 квітня 1992 внесено у Конституцію РФ. У 1991–2007 роках було встановлено багато пам'ятників, відреставровано і відновлено Костянтинівський палац, храм Спаса-на-Крові та багато інших. Вперше 25 травня 1991, після довгої перерви, церковна служба пройшла в Казанському соборі. На початку 1990-х років зі здобуттям незалежності України пожвавилось українське культурно-громадське життя в Петербурзі.
26 червня 1991 Анатолія Собчака обрали першим і останнім мером Петербурга, 13 березня 1996 виконавчу владу передали Адміністрації Санкт-Петербурга, яку формує губернатор Санкт-Петербурга, посаду ж мера була скасована. 31 серпня 2011 року губернатором Санкт-Петербурга став Георгій Полтавченко.
З 1997 року в Санкт-Петербурзі проводиться щорічний економічний саміт Росії та країн СНД — Петербурзький міжнародний економічний форум — важливий міжнародний економічний і політичний захід, що отримало неофіційну назву «Російський Давос». З 2006 року форум поміняв формат, ставши заходом за участю керівників найбільших російських і іноземних компаній, глав держав і політичних лідерів, голів уряду, віце-прем'єрів, міністрів, губернаторів (у 2012 році: понад 4 тисяч осіб з більш ніж 60 країн). З 15 по 17 липня 2006 року в Костянтинівському палаці в Стрєльні відбувся 32-й саміт «Великої вісімки».

## Уряд

### Адміністративно-територіальний устрій
| Санкт-Петербург ділиться на 18 районів: | |
| 1. Адміралтейський 2. Василеостровський 3. Виборзький 4. Калінінський 5. Кіровський 6. Колпінський 7. Червоногвардійський 8. Красносєльський 9. Кронштадтський | 1. Курортний 2. Московський 3. Невський 4. Петроградський 5. Петродворцовий 6. Приморський 7. Пушкінський 8. Фрунзенський 9. Центральний |
| В межах районів розташовані 111 внутрішньоміських муніципальних утворень: 81 муніципальний округ (деяким з них присвоєні назви, деякі називаються за номерами), 9 міст (Зеленогорськ, Колпіно, Красне Село, Кронштадт, Ломоносов, Павловськ, Петергоф, Пушкін, Сестрорецьк) і 21 селище. | |

### Органи влади

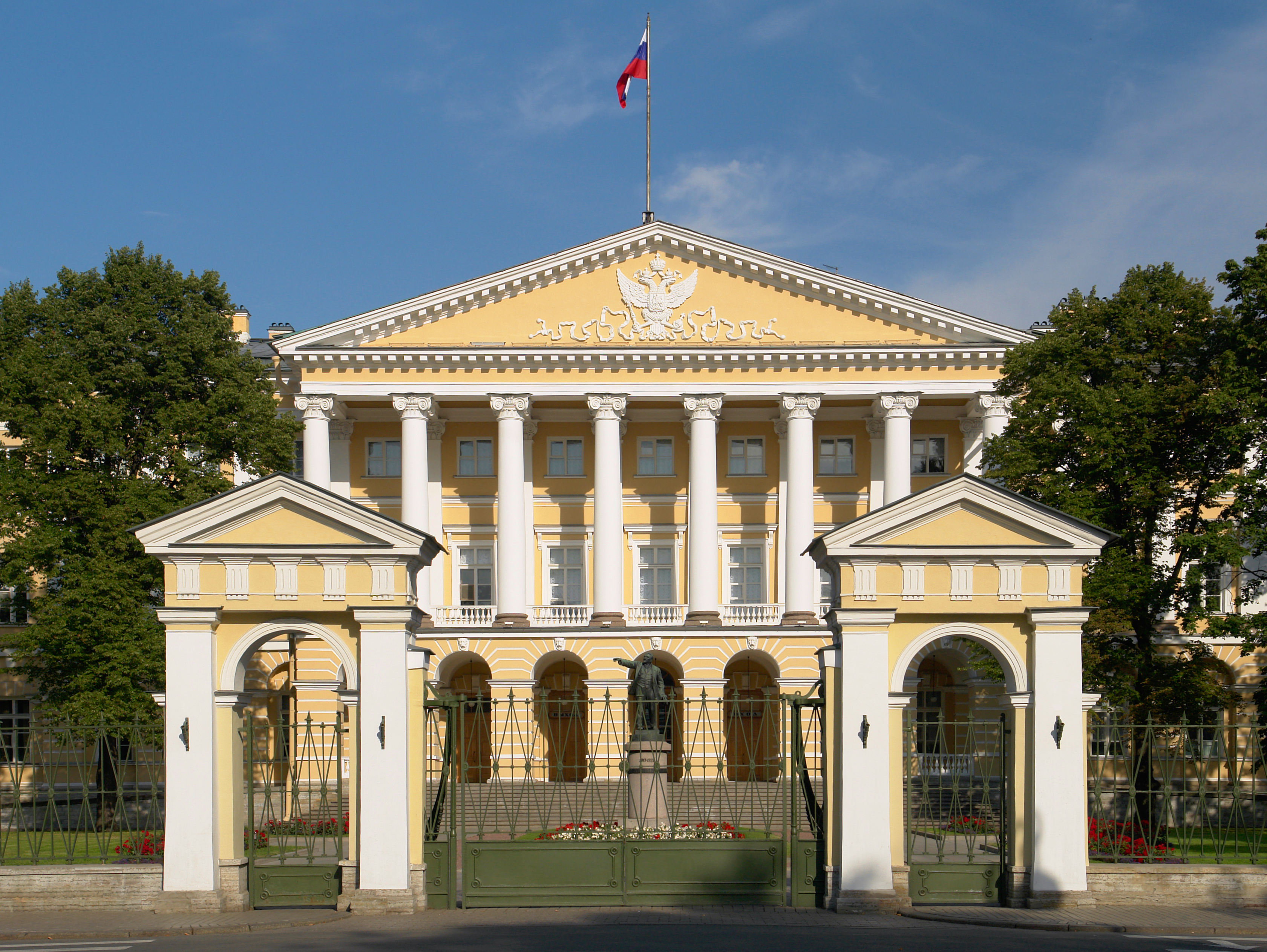
Смольний — Влада міста

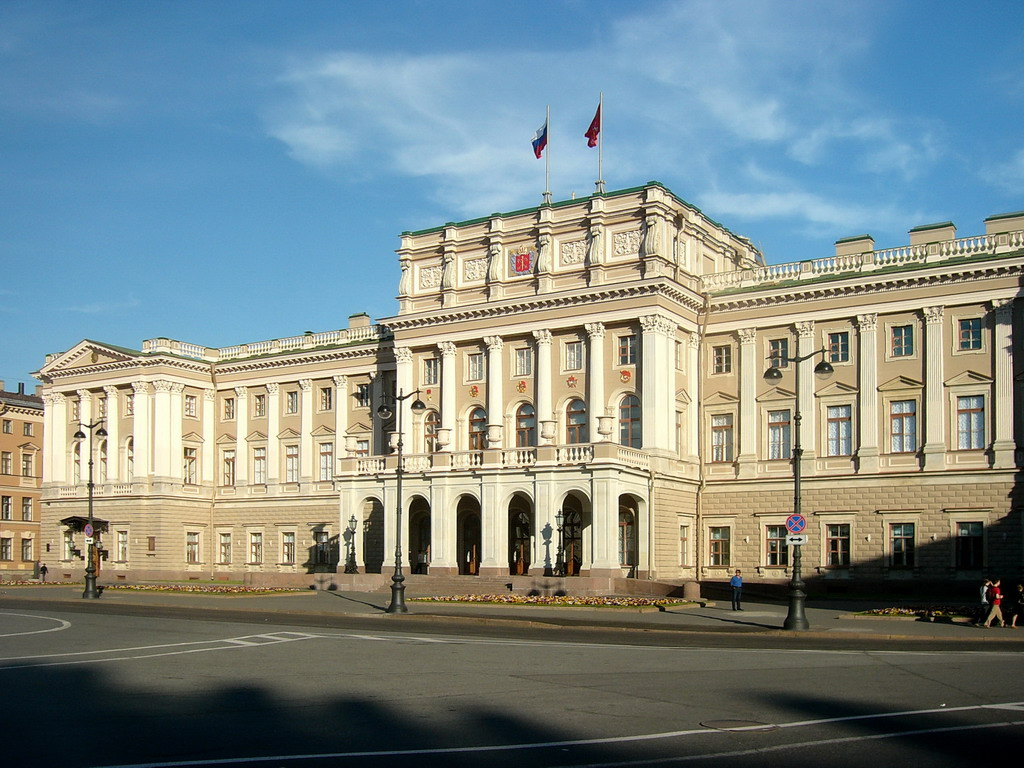
Маріїнський палац — Законодавчі збори

Державна влада в місті здійснюється на підставі Статуту міста, який був прийнятий Законодавчими зборами 14 січня 1998 року.
Вищою посадовою особою міста є губернатор, якого призначають Законодавчі збори за пропозицією Президента Російської Федерації на термін 5 років. 3 жовтня 2018 року губернатор міста Олександр Бєглов (тимчасовий виконувач обов'язків). Виконавчу владу в місті здійснює Уряд, який очолює губернатором, і інші виконавчі органи державної влади Санкт-Петербурга, що разом утворюють систему виконавчих органів державної влади міста — Адміністрацію Санкт-Петербурга. Уряд міста розміщується в будівлі Смольного інституту.
Законодавчу владу в місті здійснюють Законодавчі збори, що складається з 50 депутатів, котрі обираються жителями міста за пропорційною системою терміном на 5 років. У 2011 році сформовано Законодавчі збори п'ятого скликання, де присутні 5 фракцій: «Єдина Росія» (20 місць), «Справедлива Росія» (12), КПРФ (7), «Яблуко» (6) і ЛДПР (5). Головою Законодавчих зборів є В'ячеслав Макаров (з грудня 2011 року). Законодавчі збори розташовані у Маріїнському палаці. Для організації та здійснення контролю за виконанням бюджету міста, витрачанням коштів позабюджетних фондів створюється Контрольно-рахункова палата Санкт-Петербурга. Судову владу здійснюють статутний і мирові судді.

### Бюджет
В останні кілька років бюджетні доходи міста ростуть швидкими темпами; не в останню чергу це пов'язано з перереєстрацією в Санкт-Петербурзі ряду найбільших платників податків — в основному державних компаній. Зокрема, тепер у місті зареєстровано такі великі державні та приватні компанії, як «Совкомфлот», «Газпром нафта», «Сибур Холдинг», «Поліметал» та інші.
До числа основних дохідних джерел бюджету Санкт-Петербурга належать: податок на прибуток організацій і податок на доходи фізичних осіб (66 %), акцизи (3,5 %), податок на майно організацій (5,6 %), доходи від використання майна, яке перебуває у державній та муніципальній власності (6,0 %). Основні статті витрат: розвиток дорожньо-транспортної інфраструктури (23 %, в тому числі: будівництво, реконструкція та утримання доріг, дотації на роботу пасажирського транспорту, розвиток петербурзького метрополітену), охорона здоров'я (14 %), освіта (12 %), будівництво житла та утримання житлового фонду (9 %), підтримка інвалідів та пенсіонерів (8 %), підтримка сімей, які мають дітей (8 %), розвиток комунально-інженерної інфраструктури (7 %), благоустрій (3 %), культура (3 %). Державний борг Санкт-Петербурга на 1 січня 2011 року становив 6,61 млрд рублів. У зв'язку зі зміною федерального законодавства стосовно оподаткуванню в травні 2012 року бюджет був секвестрованим зі зменшенням доходів до обсягу 378,9 мільярда рублів, витрати — 430,4 мільярда рублів, дефіцит бюджету — 51,5 мільярда рублів.
| Виконання бюджету Санкт-Петербурга, млн руб. | Виконання бюджету Санкт-Петербурга, млн руб. | Виконання бюджету Санкт-Петербурга, млн руб. | Виконання бюджету Санкт-Петербурга, млн руб. | Виконання бюджету Санкт-Петербурга, млн руб. | Виконання бюджету Санкт-Петербурга, млн руб. | Виконання бюджету Санкт-Петербурга, млн руб. | Виконання бюджету Санкт-Петербурга, млн руб. | Виконання бюджету Санкт-Петербурга, млн руб. | Виконання бюджету Санкт-Петербурга, млн руб. | Виконання бюджету Санкт-Петербурга, млн руб. | Виконання бюджету Санкт-Петербурга, млн руб. | Виконання бюджету Санкт-Петербурга, млн руб. |
|                                              | 2003                                         | 2004                                         | 2005                                         | 2006                                         | 2007                                         | 2008                                         | 2009                                         | 2010                                         | 2011                                         | 2012 план                                    | 2013 план                                    |                                              |
| -------------------------------------------- | -------------------------------------------- | -------------------------------------------- | -------------------------------------------- | -------------------------------------------- | -------------------------------------------- | -------------------------------------------- | -------------------------------------------- | -------------------------------------------- | -------------------------------------------- | -------------------------------------------- | -------------------------------------------- | -------------------------------------------- |
| Дохід                                        | 75 734                                       | 87 337                                       | 116 125                                      | 215 220                                      | 278 055                                      | 339 059                                      | 315 597                                      | 347 443                                      | 399 502                                      | 386 980                                      | 380 828                                      |                                              |
| Витрати                                      | 76 720                                       | 91 762                                       | 133 875                                      | 183 380                                      | 259 302                                      | 355 844                                      | 322 254                                      | 358 567                                      | 404 032                                      | 418 351                                      | 405 880                                      |                                              |
| Дефіцит/профіцит                             | — 986                                        | — 4 425                                      | — 17 750                                     | + 31 840                                     | + 18 753                                     | — 16 786                                     | — 6 658                                      | — 11 125                                     | — 4 530                                      | — 31 371                                     | — 25 052                                     |                                              |

### Зовнішні зв'язки

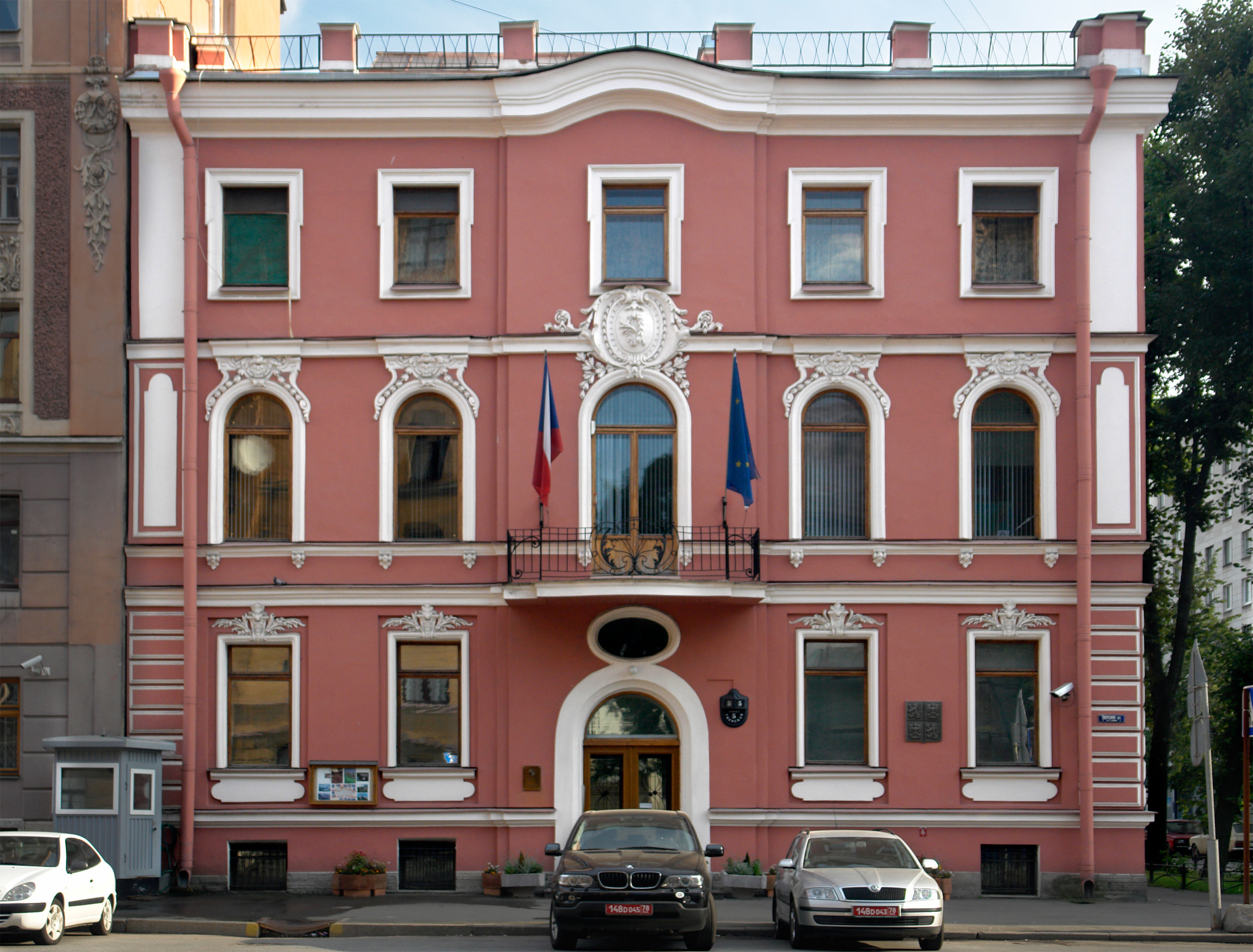
Консульство Чехії в Санкт-Петербурзі

Місто має великі зовнішні зв'язки. У місті періодично проводяться дні культури інших міст і країн. На 2011 рік у Санкт-Петербурга було 79 міст-побратимів.
У Санкт-Петербурзі розташовані: Генеральні консульства 34 країн світу (зокрема Генеральне консульство України), 3 почесних Генеральних консульства, 19 Почесних консульств; представництва міжнародних організацій: Міжпарламентська асамблея держав-учасниць СНД, представництво Європейського банку реконструкції та розвитку, філія Євразійського банку розвитку, Міжпарламентська асамблея Євразійського економічного співтовариства; представництва 28 суб'єктів Російської Федерації; зареєстровано 17 національно-культурних автономій, 51 національно-культурне об'єднання, 20 земляцтв.

## Міська символіка

### Офіційна символіка
Історичний герб Санкт-Петербурга, затверджений у 1730 році, підтверджений у 1780 році, доповнений в 1857 році, ніколи не відмінявся і знову введений у вживання у 1991 році, є найстарішим і основним офіційним символом Санкт-Петербурга. Сучасний прапор міста прийнятий 8 червня 1992 внесений до Державного геральдичного реєстру Російської Федерації з присвоєнням реєстраційного номера 49.
На гербі і прапорі Санкт-Петербурга зображені: скіпетр як символ столиці та імператорської влади, морський якір як символ морського порту і річковий якір як символ річкового порту. Прообразом послужив герб Ватикану, як міста Святого Петра.
Прапор Санкт-Петербурга — офіційний символ суб'єкта Російської Федерації, що позначає його конституційно-правовий статус, єдність жителів Санкт-Петербурга, культурне надбання Санкт-Петербурга. Прийнятий 8 червня 1992 року, через дев'ять місяців після виходу відповідного рішення.
Гімн Санкт-Петербурга є одним із символів міста (музика — «Гімн Великому місту» з балету «Мідний вершник» Рейнгольда Глієра, в редакції Григорія Корчмара, слова — Олега Чупрова). Повністю був затверджений 13 травня 2003.
Згідно зі статтею 7 Статуту Санкт-Петербурга, історичними символами міста є кораблик на шпилі Адміралтейства, Мідний вершник, ангел на шпилі Петропавлівського собору. Згідно зі статтею 8 Статуту Санкт-Петербурга, петербурзькою традицією є полуденний гарматний постріл сигнальної зброї з бастіону Наришкіна Петропавлівської фортеці.

### Свята та пам'ятні дні
Окрім загальноросійських і міжнародних свят, в Санкт-Петербурзі відзначаються міські свята та пам'ятні дати:
- 14 січня — День Статуту Санкт-Петербурга (прийнятий у 1998 році);
- 18 січня — День прориву блокади Ленінграда (у 1943 році);
- 27 січня — День повного звільнення Ленінграда від ворожої блокади (в 1944 році);
- 10 лютого — День пам'яті Олександра Сергійовича Пушкіна (день смерті поета у 1837 році);
- 27 травня — День міста — День заснування Санкт-Петербурга (у 1703 році);
- 5 червня — День прориву морської мінної блокади Ленінграда (в 1946 році; святкується з 2006 року);
- 9 червня — День народження Петра Першого (у 1672 році);
- 20-ті числа червня — Свято випускників петербурзьких шкіл «Червоні вітрила» (святкується з 1968 по 1979 рік і з 2005 року);
- 1 липня — День реставратора (святкується з 2006 року)[35];
- 15 серпня — День Ладоги — за російськими уявленнями, першої столиці Русі, попередниці Санкт-Петербурга (заснована в 753 році);
- 8 вересня — День пам'яті жертв блокади (початок блокади Ленінграда в 1941 році);
- 12 вересня — День перенесення мощей святого благовірного князя Олександра Невського (1724 рік) — день Ніштадського миру (1721 рік).

## Населення
За даними Петростата, на 1 січня 2012 року населення міста становило 4 951 600 осіб, а 22 вересня знову перевищило 5 мільйонів. З початку 1990-х по 2007 рік спостерігалася стійка депопуляція: у 1990 році населення міста становило понад 5 млн осіб, в 2007 — 4 571 184. З 2008 року знову спостерігається приріст населення (+0,3 % у 2008 році і +0,4 % у 2009 році), проте, головно завдяки перевазі міграційному приросту над природним спадом. У підсумку з 2002 року по 2010 рік приріст населення становив трохи більше 4 % (з 4661,2 до 4879,6 тис.). За даними Росстату на 2010 рік показник народжуваності становив 12,0 проміле, показник смертності — 14,2 проміле. За результатами Всеросійського перепису 2010 року чисельність населення становила 4879566 осіб, з них чоловіків — 45,6 %, жінок — 54,4 % (тобто на 1000 чоловіків припадає 1194 жінки). Перше місце серед районів міста за чисельністю населення займає Приморський район: 507 200 мешканців. Очікувана тривалість життя петербурзців в 2007 році становила 64 роки у чоловіків і 75 років у жінок (ці показники на один рік перевищують показники 2006 року).
За Всеросійським переписом населення 2010 року в Санкт-Петербурзі проживають представники понад 200 національностей і народностей: росіяни — 3 909 тис. (92,5 % від усього населення, яке вказало свою національність), українці — 64 тисячі (1,52 %), білоруси — 38 тисяч (0,9 %), татари — 31 тисяча (0,73 %), євреї — 24 тисячі (0,57 %), узбеки — 20,3 тисячі (0,48 %), вірмени — 20 тисяч (0,47 %), азербайджанці — 17,7 тисячі (0,36 %), таджики — 12,1 тисячі (0,29 %), грузини — 8,3 тисячі (0,2 %), молдовани — 7,2 тисячі (0,17 %), казахи — 3,4 тисячі (0,08 %), фіни — 2,6 тисячі (0,06 %). 31,7 % від населення міста старшого за 15 років мають вищу або незакінчену вищу освіту, 26,7 % — середню спеціальну освіту, 13,8 % — середню загальну освіту, 2287 осіб (0,06 %) — неписьменні. Рівень зареєстрованого безробіття на кінець грудня 2011 року становив 1,9 % від економічно активного населення. Середня номінальна заробітна плата, нарахована за грудень 2011 року, становила 41 653 рублів (115,4 % до рівня грудня 2010 року). Розмір прожиткового мінімуму в розрахунку на душу населення на IV квартал 2011 року, встановленого постановою Уряду Санкт-Петербурга від 14.03.2012 року, становив 6220,6 рублів.

### Злочинність
У 2011 році рівень злочинності в Санкт-Петербурзі становив 1218 зареєстрованих злочинів на 100 тисяч жителів (122 місце серед міст Росії), зниження в порівнянні з 2010 роком на 13,6 %. Розкриваність злочинів становила 53,2 % і її частка в останні роки знижується. Спостерігалося зростання злочинів, пов'язаних з незаконним обігом наркотиків (на 29,3 %). Кількість тяжких та особливо тяжких злочинів знижується, їх частка в загальній кількості зареєстрованих злочинів становила 41,7 %. Питома частка злочинів економічної спрямованості у загальній чисельності зареєстрованих злочинів становила 6,9 %. Знижується рівень «вуличної» злочинності, де переважають майнові злочини, крадіжки, грабежі (67,5 %), при цьому зростає частка злочинів, пов'язаних з незаконним обігом наркотиків (12,9 %). Зменшується частка крадіжок з осель і об'єктів різних форм власності (37,9 % від загальної кількості злочинів у місті). У 2011 році в Санкт-Петербурзі відбулося 7451 ДТП, в яких були потерпілі (більше на 1 % в порівнянні з 2010 роком), при цьому кількість загиблих зросла на 18,1 %. У структурі адміністративних правопорушень: 71 % — порушення у сфері благоустрою; 17 % — порушення правил торгівлі; 12 % — порушення закону про тишу. За результатами опитувань мешканців міста зберігається загальна незадовільна оцінка роботи правоохоронних органів.
На території Санкт-Петербурга 4 слідчих ізолятори (в тому числі знамениті «Хрести»), 4 виправні колонії і 1 виховна колонія (Колпіно).

### Релігія
У Санкт-Петербурзі 268 конфесій і релігійних об'єднань: Російської православної церкви — 131 громада, Старообрядницької церкви, Вірменської Апостольської церкви — 2 парафії, Римо-Католицької церкви — 7 парафій, Євангелічно-Лютеранської церкви — 19 громад, мусульманських — 3 громади, буддійських — 5 об'єднань, юдейських — 9 об'єднань, Євангельських християн-баптистів — 13 громад, Церкви адвентистів сьомого дня — 6 парафій, П'ятидесятників — 23 об'єднання та інші. 229 культових споруд перебувають у власності або відомстві релігійних об'єднань.
|                                           |                              |                          |                                      |
| Троїцький собор Александро-Невської лаври | Соборна і кафедральна мечеть | Велика Хоральна синагога | Буддійський храм «Дацан Гунзечойней» |

## Господарство
Санкт-Петербург — один з найважливіших економічних центрів Російської Федерації. Валовий регіональний продукт (ВРП) міста у 2011 році, за оцінкою Комітету економічного розвитку, промислової політики і торгівлі Санкт-Петербурга, становив 1,927 трлн рублів (у 2010 році — 1,662 руб.). Основними видами економічної діяльності є (у дужках — частка у ВРП за 2010 рік): виробнича промисловість (24,1 %), оптова та роздрібна торгівля (18,7 %), операції з нерухомим майном (18,2 %), транспорт і зв'язок (9,9 %), будівництво (7,8 %), інші види діяльності (21,3 %). Фінансовий ринок міста є другим за величиною регіональним фінансовим ринком Росії. У місті діють Санкт-Петербурзька валютна біржа, Товарна біржа «Санкт-Петербург», Фондова біржа «Санкт-Петербург», Санкт-Петербурзька Ф'ючерсна біржа, Нафтова біржа «Санкт-Петербург». У місті зареєстровано 42 комерційних банки (найбільші з них: ВТБ, банк «Санкт-Петербург», «Росія», КІТ Фінанс, Балтінвестбанк, Міжнародний банк Санкт-Петербурга) і близько 100 філій банків інших регіонів, понад 400 фінансових і брокерських компаній.

### Промисловість
Основу промисловості становлять понад 700 великих і середніх підприємств, також понад 20 тисяч малих підприємств. У 2011 році обсяг відвантаженої продукції промисловістю міста сягнув 1 965,9 мільярда рублів, що на 34,5 % перевищило показники попереднього року. У структурі відвантаженої продукції 48 % займає виробництво коксу та нафтопродуктів, 22 % — продукція машинобудування (транспортні засоби, машини, різні види устаткування), 13 % — харчові продукти, напої та тютюн, 6 % — продукція металургії та готові металеві вироби.
Основа промисловості Санкт-Петербурга — важка індустрія. У місті працюють такі суднобудівні підприємства, як «Адміралтейські верфі» (кораблі для ВМФ, танкери, підводні човни), «Балтійський завод» (судна для Морфлоту, криголами), «Північна верф» (судна для ВМФ і Морфлоту), машинобудування — «Ленінградський металічний завод» (парові, газові і гідравлічні турбіни), «Електросила» (електромашини, генератори), завод «Електропульт» (електрична апаратура), «Севкабель» (силові кабелі, мідний прокат), «Кіровський завод» (трактори, металопродукція, сільськогосподарська техніка), «Арсенал» (космічні супутники, артилерійські установки, компресорні станції), «Іжорські заводи» (прокатне обладнання, спеціальне обладнання, атомні реактори), «Ленінець» (обладнання для авіації та озброєння, радіоелектронне устаткування), «Світлана» (рентгенівські трубки, радіоелектронна апаратура, комплектуючі), ЛОМО (оптичні прилади) і інші. Розвинене транспортне машинобудування: «Вагонмаш» (пасажирські вагони для залізниць і електровагони для метрополітену), Петербурзький трамвайно-механічний завод, автомобільні заводи компаній Ford, Toyota, General Motors, Scania, Nissan і Hyundai Motor. Значний обсяг промислового виробництва формується підприємствами галузі виробництва озброєнь. У місті розвинена чорна (Іжорський трубний завод компанії «Северсталь») і кольорова металургія («Червоний Виборжец»), хімічна, легка, поліграфічна промисловість.
Серед найбільших підприємств харчової промисловості: «Балтика» (пиво, безалкогольні напої, мінеральні води), «Пивоварня Хейнекен» (пиво), «Пивоварний завод імені Степана Разіна», «Хлібний дім» (хлібобулочні, борошняні та кондитерські вироби), «Кондитерська фабрика імені Н. К. Крупської» (цукерки і шоколад), Парнас-М (ковбасні вироби, м'ясні консерви і напівфабрикати), Ленінградський комбінат хлібопродуктів ім. С. М. Кірова (крупа, борошно, хлібобулочні та кондитерські вироби), «Петмол» (молочні продукти), «Полюстрово» (мінеральна вода), «Бритіш Американ Тобакко-СПб», «Петро» (тютюнові вироби), м'ясокомбінати, підприємства з виробництва кондитерських виробів, рибної продукції та багато інших.
|                  |                                          |                                           |                                  |
| Кіровський завод | Північна прохідна Адміралтейських верфей | Фінляндський вокзал. Пам’ятник В.І.Леніну | Туристичний катер на річці Мойці |

### Споживчий ринок
Оборот роздрібної торгівлі у 2011 році становив 765,4 млрд рублів, що на 3,6 % більше, ніж у попередньому році. У структурі обороту харчові продукти (включаючи напої та тютюнові вироби) у 2011 році склали 38 %, непродовольчі товари — 62 %. У 2011 році населенню було надано платних послуг на 295,1 мільярда рублів. Споживчий ринок Санкт-Петербурга забезпечує роботою п'яту частину зайнятого в міському господарстві населення і становить п'яту частину валового внутрішнього регіонального продукту. Він має у своєму складі близько 15 900 підприємств роздрібної торгівлі (зокрема, продовольчі товари повсякденного попиту населенню реалізують понад 6,5 тисяч підприємств торгівлі), 6800 — громадського харчування, понад 8,5 тисяч — побутового обслуговування. У місті діють 171 комплекс дрібнороздрібної торгівлі, 22 ринки (з них 16 спеціалізованих на реалізації сільгосппродукції). У Санкт-Петербурзі представлені торгові мережі: міжнародні (METRO, Ашан, Real, Prisma, Супер Сіва), федеральні (X5 Retail Group, О'Кей, Лента, Діксі-V-mart, Вікторія-Квартал, Патерсон, Сьомий Континент, Магніт), міжрегіональні (7Я сім'я, Норма, Норман), місцеві (Полушка, Находка, Питерское, MaxMix, Сезон, Нетто, Смарт, Лэнд, Риомаг, Диета 18, Пловдив, Центральные булочные, Гастроном 811) та інші.
Санкт-Петербург є одним з міст, що визначають розвиток медіапростору країни, для друкованого ринку Північної столиці характерні високі кількісні та якісні показники. У Санкт-Петербурзі випускається понад 100 газет (разовий тираж близько 10 мільйонів екземплярів) і 150-ти журналів (понад 7 мільйонів екземплярів). Приблизний річний обсяг реалізації періодичної друкованої продукції в місті — 185 мільйонів екземплярів: 132 мільйони екземплярів — реалізація в роздріб і 53 мільйонів екземплярів — за передплатою. У Санкт-Петербурзі розташований головний офіс федерального телевізійного «П'ятого каналу». Крім того, в місті працюють регіональні телеканали «100ТВ», «Санкт-Петербург». Є також ряд регіональних телестудій: Ленінградська обласна телекомпанія, НТВ-Петербург, СТС-Петербург, ТНТ-Петербург.

### Будівельна галузь
Санкт-Петербург один з лідерів Росії у будівництві. У 2011 році в місті було виконано будівельних робіт на суму 335,7 млрд рублів, введено в експлуатацію 2705,7 м² житла. У 2011 році обсяг інвестицій в основний капітал склав 293,6 мільярда рублів, у тому числі іноземних 6,121 мільярда $ (71,5 % обсягу прийшло в виробництво), основні інвестиції прийшли з Великої Британії (17 % загального обсягу), Південної Кореї (9 , 5 %), Кіпру (9,3 %), Китаю (8,8 %) Німеччини (6,8 %), Австрії (5,1 %) і Казахстану (4,9 %). Інвестиційні рейтинги Санкт-Петербурга: у Moody's Investors Service — BBB стабільний (з 2011 року), Standard & Poor's — BBB стабільний (з 2009 року), Fitch Ratings — BBB стабільний (з січня 2012 року). Найбільшими країнами-контрагентами в Санкт-Петербурзі є Китай, Нідерланди, Німеччина, Італія, Фінляндія, США. Найбільшими інвестиційними проектами міста до 2015 року є: будівництво Західного швидкісного діаметра, розвиток аеропорту Пулково, будівництво морського пасажирського терміналу та освоєння територій в західній частині Васильєвського острова, будівництво комплексу «Балтійська перлина», реконструкція територій Апраксиного двору і Нової Голландії, будівництво комплексу «Невська ратуша», розвиток Ново-Адміралтейського острова, будівництво другої сцени Маріїнського театру і футбольного стадіону на Крестовському острові, будівництво Південно-Західної ТЕЦ, будівництво об'єктів в промислових зонах «Іжорські заводи» і «Металлострой».

### Туризм

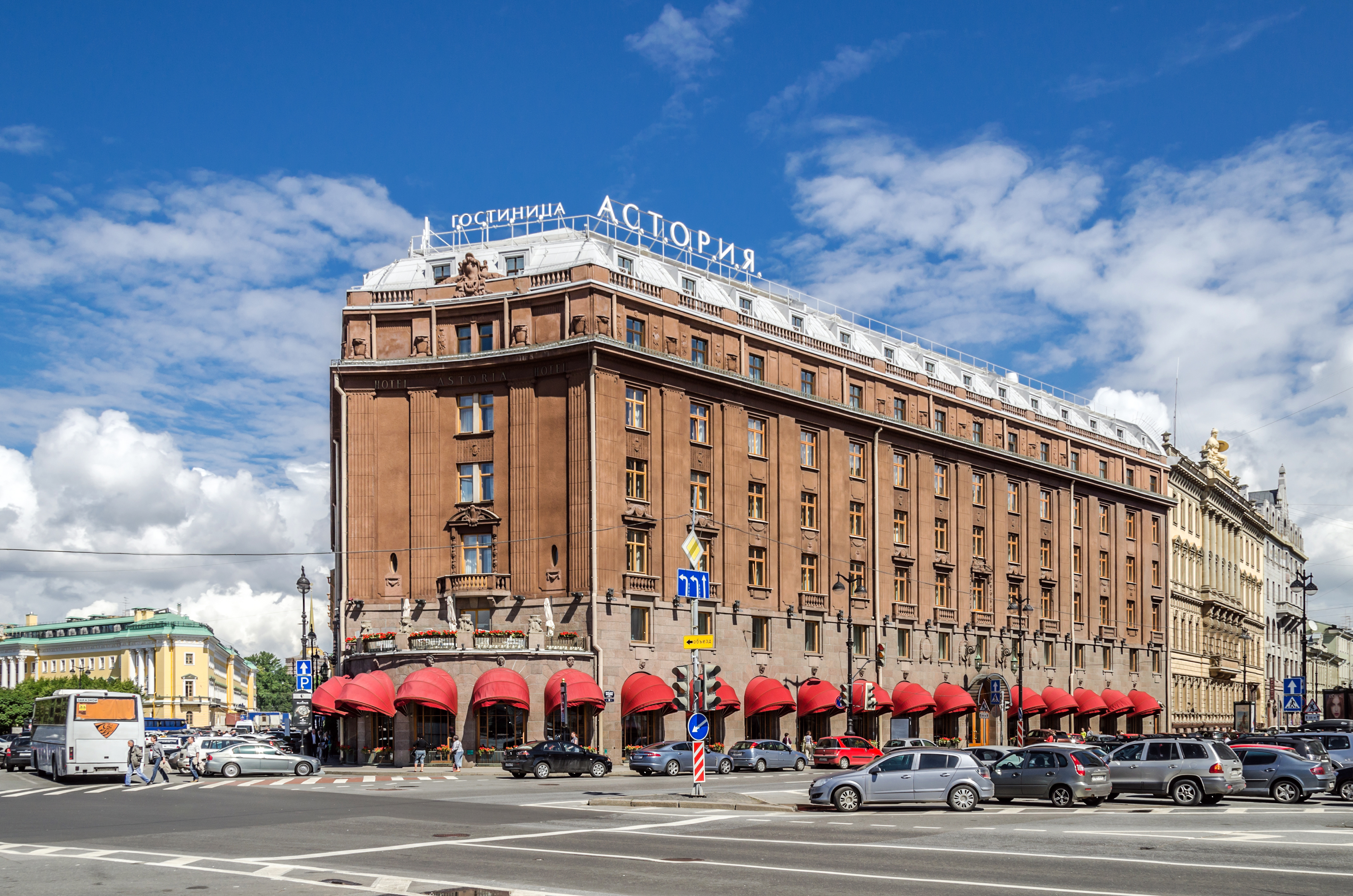
Готель «Асторія»

Істотну роль в економіці міста грає туристичний бізнес, пов'язаний з прийомом гостей з Росії та зарубіжних країн, а також пов'язана з цим економічна активність у сфері обслуговування. У 2005 році Санкт-Петербург відвідали близько 2,18 млн іноземних туристів. Всього, з урахуванням російських туристів, місто в 2005 році відвідало близько 4,5 млн осіб. У місті працює багато великих та малих готелів (у тому числі готелі «Гранд Готель Європа», «Гранд Готель Емеральд», «Асторія», «Корінтія Невський Палас Готель», «Прибалтійська», «Пулковська», «Санкт-Петербург», «Москва», «Росія», «Октябрська», «АЗИМУТ Готель Санкт-Петербург» тощо), пансіонів. Здача квартир і кімнат приїжджим і туристам є важливим джерелом доходу для багатьох петербуржців. Адміністрація Петербурга підтримує і розвиває туристичний бізнес в Санкт-Петербурзі. Міська влада збирається витратити на рекламу Петербурга 150 мільйонів рублів. Крім того, близько 45 мільйонів рублів Петербург витратить на розміщення зовнішньої реклами в європейських столицях і Токіо. Ще 45 мільйонів заплановано виділити на участь у міжнародних виставках та організацію презентацій.

### Комунальне господарство
Водопостачанням та аерацією міста займається підприємство ГУП «Водоканал Санкт-Петербурга». Основним джерелом водопостачання Санкт-Петербурга і передмість є річка Нева. З неї забирається понад 96 % води, яка проходить обробку на 5 найбільших водопровідних станціях: Головна водопровідна станція, Північна водопровідна станція, Південна водопровідна станція, Волковська водопровідна станція, Водопровідні очисні споруди міста Колпіно. З 26 червня 2009 Санкт-Петербург став першим мегаполісом, в якому вся питна вода проходить обробку ультрафіолетом і який повністю відмовився від використання рідкого хлору для знезараження води. У місті 21 каналізаційна очисна споруда, найбільші з них: Центральна станція аерації, Північна станція аерації і Південно-Західні очисні споруди, працюють три заводи спалювання осаду стічних вод. Стічна вода в Петербурзі очищають з 1979 року. До кінця 2008 року Петербург очищає 91,7 % стічних вод. До 2015 року 98 % стічних вод міста буде проходити очищення (у 2010 році — 93 %). Забір води з природних водних об'єктів у 2009 році становив 1267,7 млн м³ (96 % від попереднього року), скинуто стічних вод 1233,3 млн м³ (в тому числі без очищення 178,6 млн м³), дощових вод 219,6 млн м³ (в тому числі без очищення 92,4 млн м³). Скидання в 2009 році зменшилося на 80,1 мільйонів м³ порівняно з попереднім роком завдяки переключення випусків у колектори, з наступною передачею стоків на очисні споруди.
У системі теплопостачання Санкт-Петербурга працюють 8 ТЕЦ «ТГК-1», 3 відомчих ТЕЦ, 377 котелень «ПЕК СПб», 48 котелень «Лентеплоснаб», 140 котелень «Петербургтеплоенерго», 28 котелень «Петербургенергосбит», 179 відомчих котелень. Протяжність теплових мереж становить понад 6000 км. На території міста розташовуються 118 високовольтних підстанцій сумарною потужністю понад 15 тисяч мегават. Основним видом котельно-пічного палива в міському господарстві є природний газ (частка якого становить 94 %), решту становлять мазут і вугілля. Найбільш великі тепло- і енергогенеруючі підприємства міста належать «ТГК-1»: Центральна ТЕЦ, Правобережна ТЕЦ № 5, Виборзька ТЕЦ № 17, Північна ТЕЦ № 21, Першотравнева ТЕЦ № 14, Південна ТЕЦ № 22, Автовська ТЕЦ № 15.

## Транспорт
Санкт-Петербург — великий транспортний вузол північного заходу Росії і другий в країні після Москви. В місті сходяться ряд важливих залізничних і автомобільних магістралей, є великі морські та річкові порти; аеропорт Пулково.
У Санкт-Петербурзі функціонує метрополітен з 1955 року. Воно є найглибшим у світі за середньою глибиною залягання станцій. Також це метро є 12-им за завантаженістю в світі.

### Автомобільний транспорт

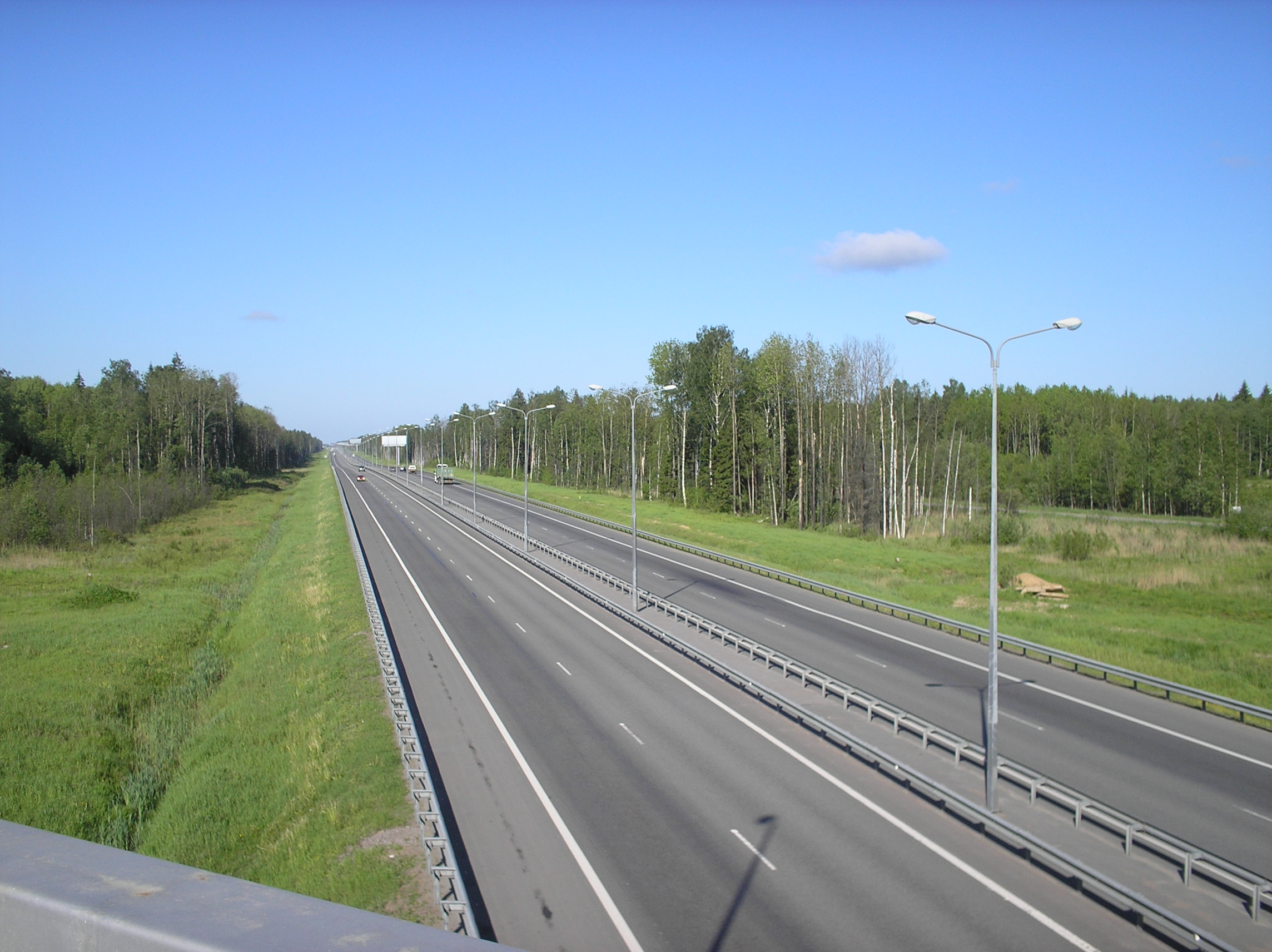
Петербурзька кільцева автомобільна дорога

Санкт-Петербург — важливий осередок автомобільних перевезень, розташований на перетині транспортних шляхів, що сполучають Скандинавію і Європу, центральні райони Росії і країни Балтії. Автомобільні магістралі сполучають Санкт-Петербург з Москвою і фінським кордоном (автомагістраль М10 «Скандинавія»), з естонським кордоном (автомагістраль А180 «Нарва»), з Мурманськом автомагістраль Р21 (колишня — М18 «Кола»), з Псковом і білоруським кордоном автомагістраль «Псков» (колишня — М20) та іншими.
Серйозну проблему для міських жителів представляють автомобільні затори. Для зниження завантаженості міських автомагістралей транзитним транспортом реалізується проєкт будівництва Петербурзької кільцевої автодороги (ПКАД). Почато будівництво Західного швидкісного діаметра, проєктується новий шляхопровід під Невою — Орловський тунель, плануються й інші внутрішні міські швидкісні дороги, тунелі та мости.

### Водний транспорт

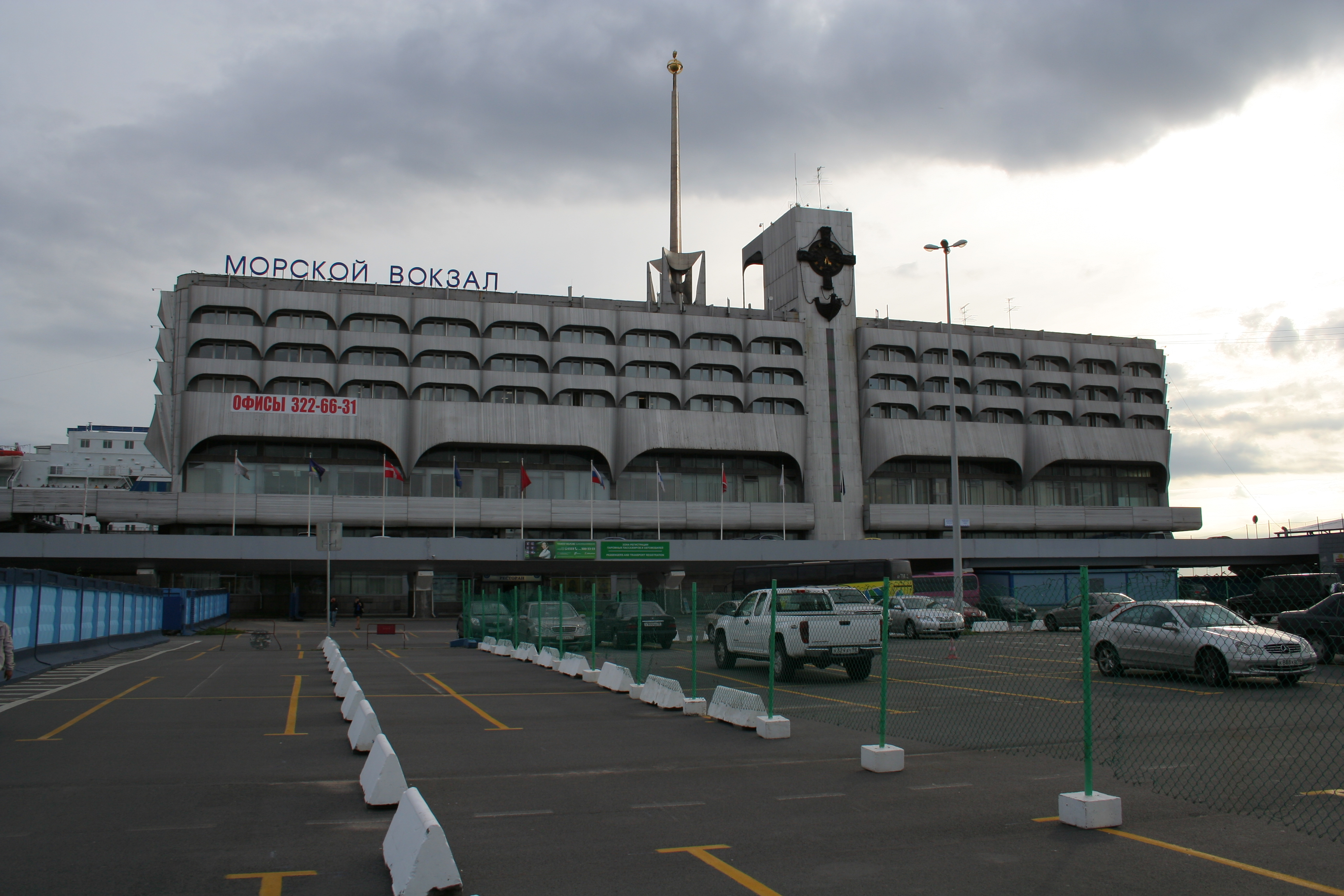
Морський вокзал

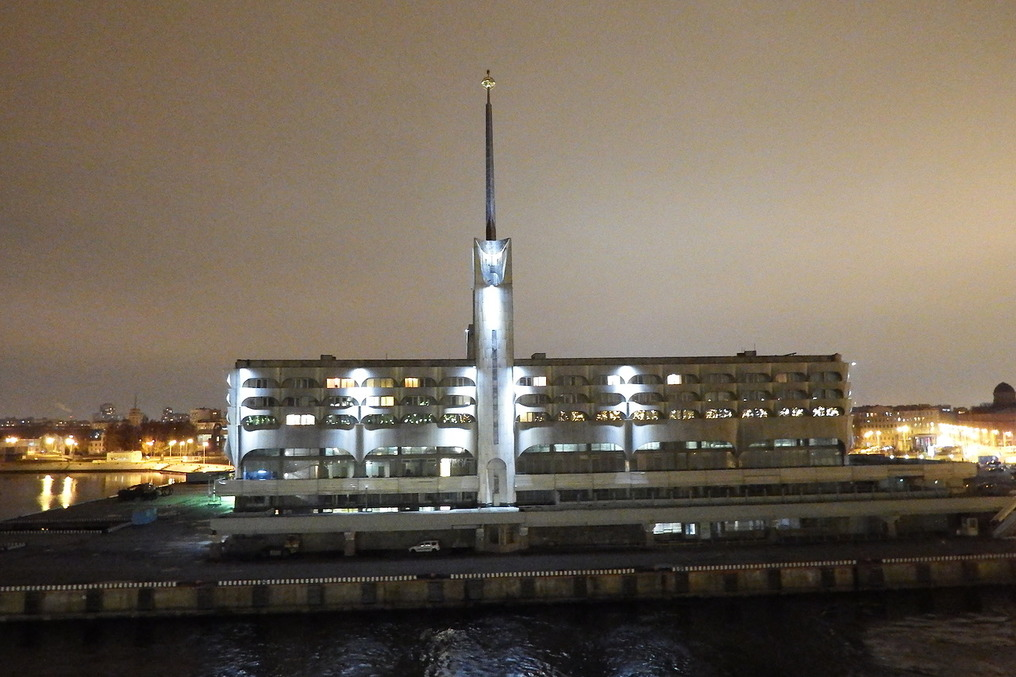
Морський вокзал вночі

Державне підприємства «Адміністрація морського порту Санкт-Петербург» займається організацією судноплавства на території цілої низки портів, розташованих на території Санкт-Петербургу в східній частині Фінської затоки Балтійського моря:
- Великий порт Санкт-Петербург (включає 5 басейнів: Східний, Барочний, Пасажирський, рейд Лісового молу і Вугільну Гавань; Василеострівний вантажний порт)
- Кронштадтський порт
- Ломоносовський порт

Порт Санкт-Петербург сполучений з морем Морським каналом протяжністю 27 миль і відкритий для заходження суден цілий рік. На західному краю Василівського острова розташований пасажирський Морський вокзал.
Істотна доля перевезень водним транспортом припадає на річкові перевезення Невою, що зв'язує місто з Ладозьким озером і є кінцевим відрізком Волго-Балтійського водного шляху. Розвинене мале судноплавство річками і каналами.

## Освіта, наука і культура

### Освіта

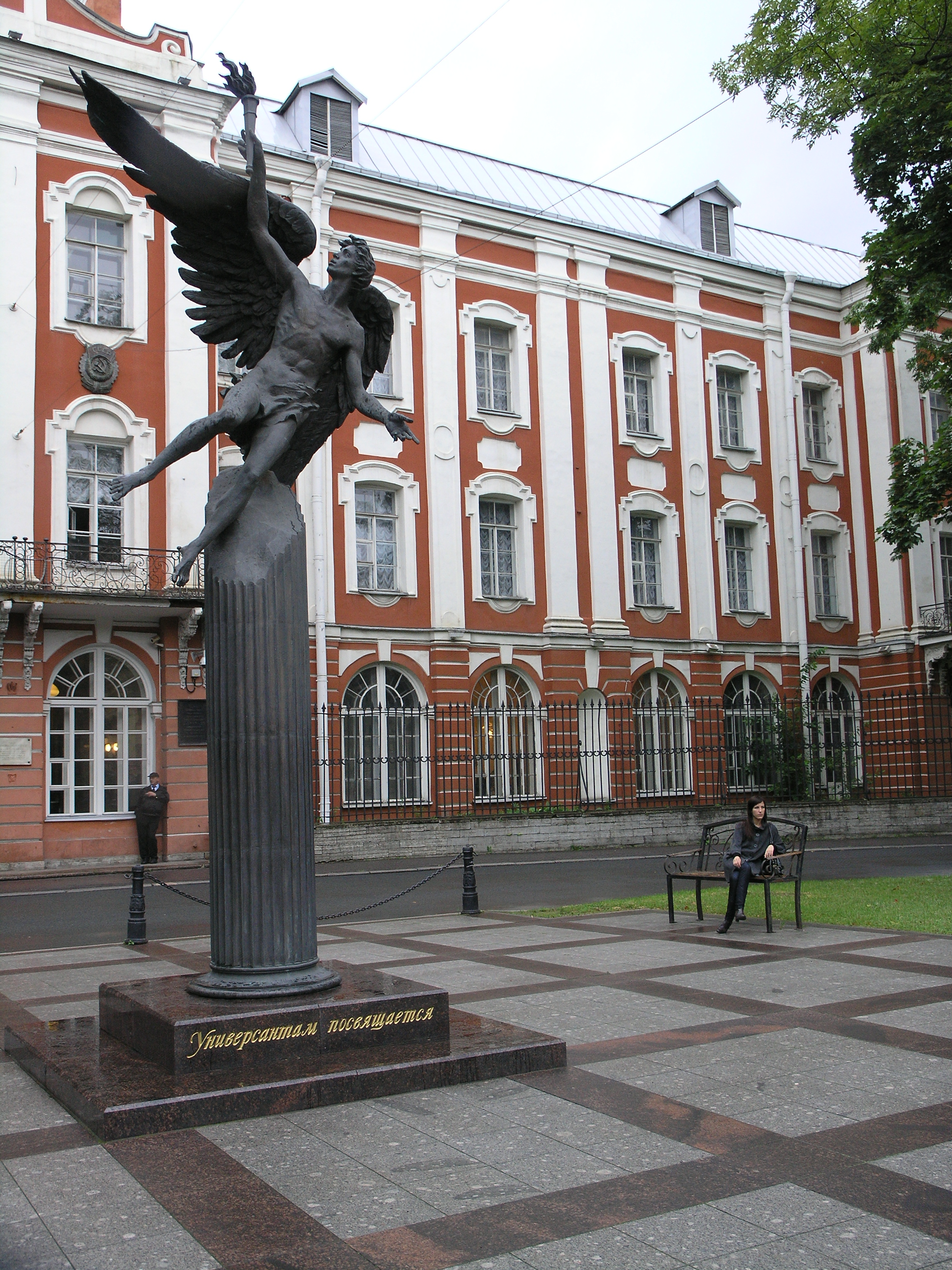
Монумент універсантам (монумент на честь студентства Петербурзького університету), Ск. Белов М. В. та ін.

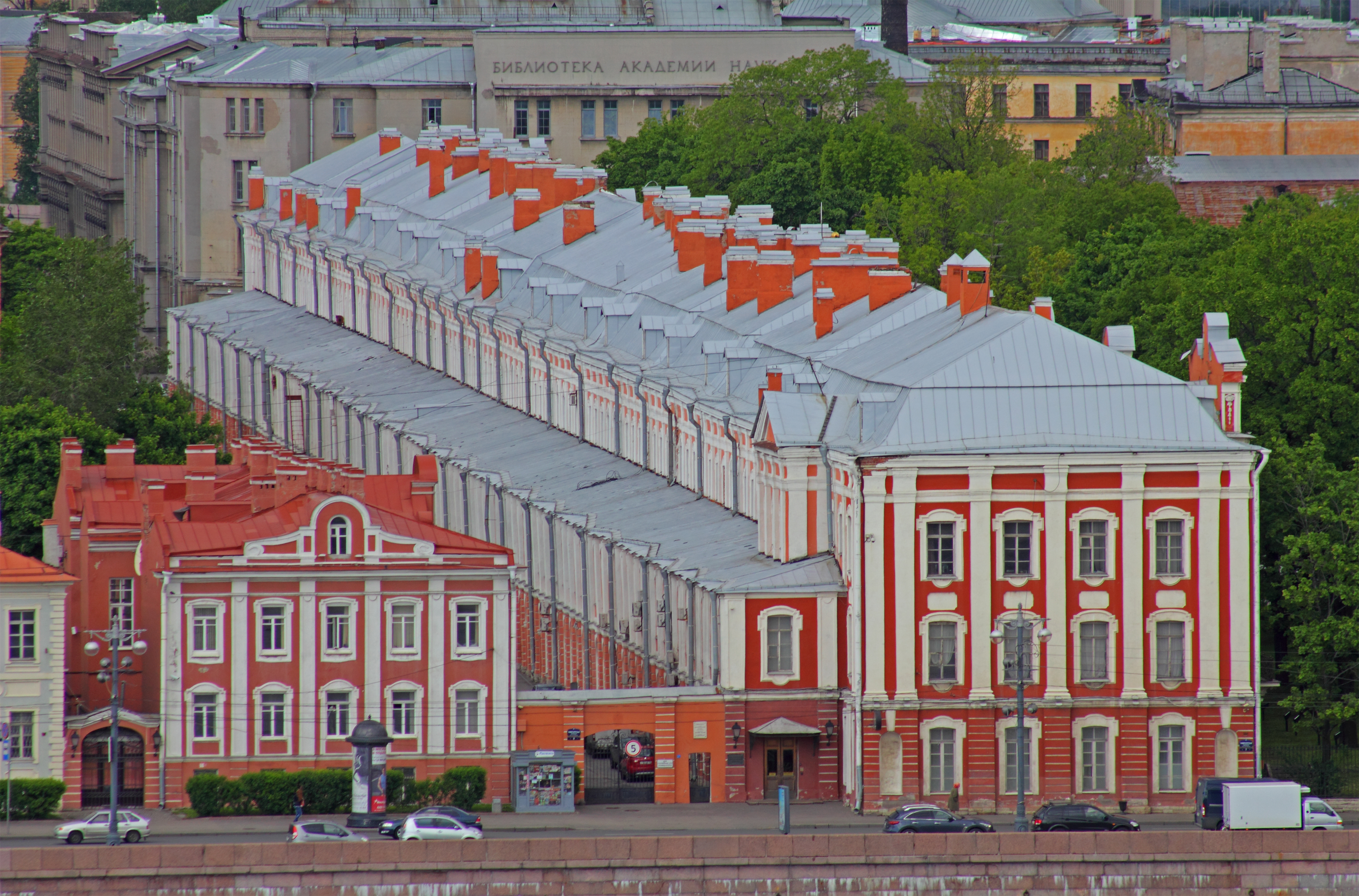
Будівля Дванадцяти колегій.
Санкт-Петербурзький державний університет

На січень 2012 року у системі дошкільної освіти було 1054 дитячих садків і ясел. Практично всі вони, за винятком одиничних приватних закладів, перебувають на балансі муніципалітету. У місті 690 загальноосвітніх установ (з них 609 шкіл, у тому числі 135 з поглибленим вивченням певних предметів, 72 гімназії, 45 ліцеїв, 21 вечірня школа; 40 корекційних шкіл; 8 шкіл-інтернатів; 19 спецшкіл), 58 закладів додаткової освіти дітей, 48 установ початкової та середньої професійної освіти. Серед них відзначимо Академію російського балету ім. А. Я. Ваганової, Санкт-Петербурзький музичний коледж імені М. П. Мусоргського, з військових закладів — відомі Санкт-Петербурзьке суворовське військове училище, Нахімовське військово-морське училище , Військово-космічний Петра Великого кадетський корпус, Морський кадетський корпус та інші.
У місті 56 державних і 45 приватних вищих навчальних заклади, серед яких найвідоміші: Санкт-Петербурзький державний університет, Санкт-Петербурзький державний архітектурно-будівельний університет, Санкт-Петербурзький державний інженерно-економічний університет, Санкт-Петербурзький державний медичний університет імені академіка І. П. Павлова, Санкт-Петербурзький державний морський технічний університет , Санкт-Петербурзький державний політехнічний університет, Санкт-Петербурзький державний електротехнічний університет, Санкт-Петербурзький державний університет сервісу та економіки, Санкт-Петербурзький державний університет телекомунікацій імені проф. М. А. Бонч-Бруєвича, Санкт-Петербурзький державний університет економіки і фінансів, Санкт-Петербурзький державний гірничий інститут, Санкт-Петербурзький національний дослідницький університет інформаційних технологій, механіки та оптики та інші. У місті функціонує також цілий ряд військових вищих навчальних закладів: Військово-космічна академія імені А. Ф. Можайського, Військово-медична академія імені С. М. Кірова, Михайлівська військова артилерійська академія, Санкт-Петербурзький військово-морський інститут, Військовий інженерно-технічний університет, Санкт-Петербурзьке вище військове училище радіоелектроніки та інші.

### Наука
Санкт-Петербург — один з найбільших науково-освітніх центрів Росії, в якому розташовані понад 10 % наукового потенціалу країни: це понад 350 наукових організацій (у тому числі 70 організацій Академії наук РФ та інших державних академій), в яких працюють 170 тисяч наукових співробітників, у тому числі 9 тисяч докторів наук і 26 тисяч кандидатів наук. За кількістю зайнятих у науково-освітній сфері у складі загальної чисельності населення міста, Санкт-Петербург займає друге місце в Російській Федерації. У місті розташовані Санкт-Петербурзький науковий центр Російської академії наук, який об'єднує понад 60 академічних інститутів та інших науково-дослідних установ; численні науково-дослідні інститути. На південній околиці міста розташовується «Головна (Пулковська) астрономічна обсерваторія Російської академії наук».

### Культура
Санкт-Петербург є культурним центром світового значення, часто його називають «Культурною столицею». У місті 8464 об'єкти культурної спадщини (пам'ятки історії та культури), в тому числі 4213 об'єктів культурної спадщини федерального значення, що становить майже 10 % всіх пам'яток, що охороняються державою на території Російської Федерації. У Санкт-Петербурзі працюють: понад 200 музеїв та їх філій (у тому числі Ермітаж (близько трьох мільйонів творів мистецтва і пам'яток світової культури), Російський музей (найбільший музей російського мистецтва), Центральний військово-морський музей, музей Академії мистецтв Росії, музей міської скульптури, музей історії Санкт-Петербурга, музей антропології і етнографії імені Петра Великого (Кунсткамера), палацово-паркові музеї-заповідники Петергофа, Оранієнбаума, Царського Села, Павловська, Артцентр «Пушкінська, 10», музей сучасного мистецтва Ерарта, Всеросійський музей О. С. Пушкіна, музей оборони і блокади Ленінграда і інші); виставковий комплекс Ленекспо; понад 70 театрів (в тому числі Маріїнський театр, Олександринський театр, Михайлівський театр, Великий драматичний театр імені Г. А. Товстоногова, Санкт-Петербурзький академічний театр комедії імені М. П. Акімова, Малий драматичний (Театр Європи), Санкт-Петербурзький академічний театр імені Лєнсовета, «Балтійський дім», Академічний драматичний театр імені В. Ф. Коміссаржевської, театр клоунади «Лицедії», Великий Санкт-Петербурзький державний цирк та багато інших); 1100 бібліотек (найбільші серед них Російська національна бібліотека (Публічна), Бібліотека Російської академії наук, Президентська бібліотека імені Б. М. Єльцина); більш 50 культурно-дозвіллєвих закладів; понад 50 кінотеатрів. У Санкт-Петербурзі кілька творчих вишів: Санкт-Петербурзька консерваторія імені Римського-Корсакова, Санкт-Петербурзька академія театрального мистецтва, Санкт-Петербурзький інститут живопису, скульптури та архітектури імені Рєпіна, Санкт-Петербурзька художньо-промислова академія імені Штігліца, Санкт-Петербурзьке художнє училище імені Реріха. У місті діють близько 10 кіностудій, серед них найстаріші: «Ленфільм», «Леннаукфільм».
У 2011 році в Санкт-Петербурзі проходило майже 1000 виставок, понад 120 прем'єр, майже 300 фестивалів, серед них: міжнародний фестиваль балету «Маріїнський», міжнародний фестиваль мистецтв «Зірки білих ночей», міжнародний зимовий фестиваль «Площа мистецтв», міжнародний фестиваль балету «Dance Open», міжнародний музичний фестиваль «Палаци Санкт-Петербурга», міжнародний фестиваль джазу «Свінг білої ночі», міжнародний фестиваль мистецтв «Від авангарду до наших днів», міжнародний кінофестиваль «фестиваль Фестивалів», міжнародний фестиваль байкерів в Ольгине, міжнародний театральний фестиваль «Балтійський будинок». З 1981 до початку 1990-х років у Ленінграді діяв Ленінградський рок-клуб, що поклав початок легалізації рок-колективів міста. В організації клубу брали участь групи «Пікнік», «Аквариум», «Зоопарк», «Міфи», а пізніше брали участь у його роботі групи «АукцЫон», «Кіно», «Аліса», «Поп-механіка», «ДДТ», «Нуль» та багато інших. Нині у місті діє клуб-музей Віктора Цоя «Камчатка», могила співака на Богословському кладовищі є місцем паломництва його шанувальників.

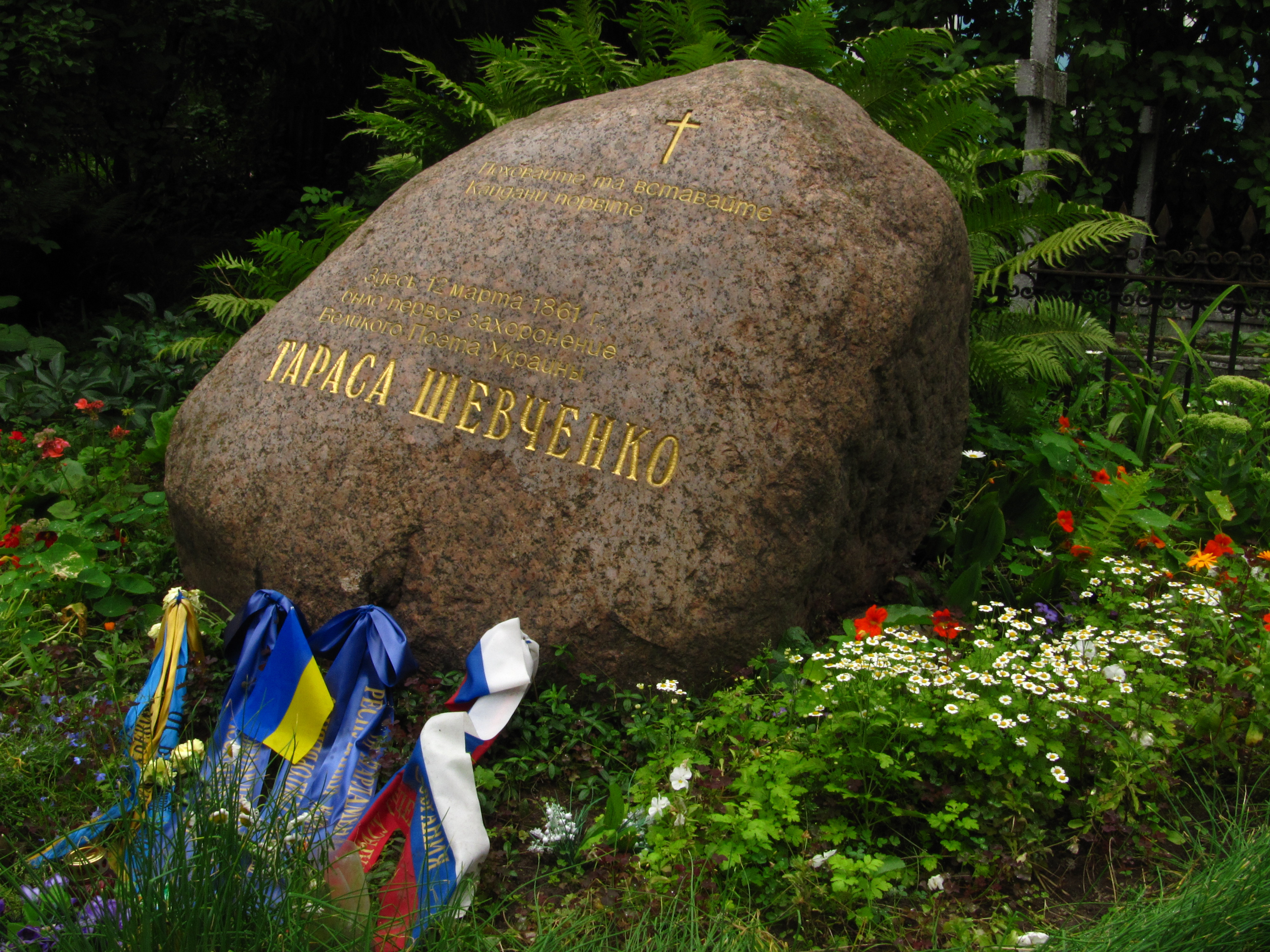
Могила Тараса Шевченка на Смоленському цвинтарі.

У місті є музей-квартира Тараса Шевченка (Університетська наб., 17). В однойменному сквері йому споруджено пам'ятник. На
Смоленському цвинтарі знаходиться могила першого поховання Тараса Шевченка.

### Архітектура

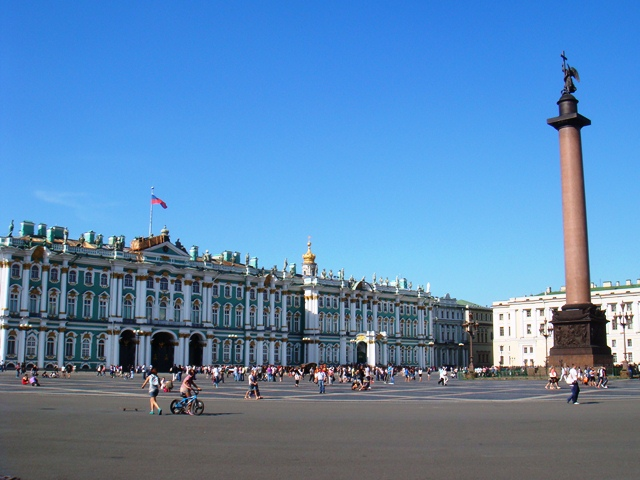
Дворцова площа із Зимовим палацом

У 1990 році історичний центр Санкт-Петербурга і палацово-паркові ансамблі передмість були включені в списку об'єктів Всесвітньої спадщини ЮНЕСКО. Під охороною держави в Санкт-Петербурзі близько 8 тисяч пам'яток архітектури. У 2005 році прийнята Петербурзька стратегія збереження культурної спадщини. Величний вигляд Санкт-Петербурга визначають архітектурні ансамблі, строгі прямі вулиці, просторі площі, сади і парки, річки і численні канали, набережні, мости, візерунчасті огорожі, монументальні і декоративні скульптури. Архітектурні ансамблі XVIII — XX століття, зокрема: Петропавлівська фортеця, Олександро-Невська лавра, Смольний інститут, Палацова площа з Зимовим палацом, Адміралтейство, Невський проспект, Стрілка Васильєвського острова з будівлею Біржі, Сенатська площа з пам'ятником Петру I, вулиця зодчого Россі і площа Островського, площа Мистецтв, Ісакіївська площа і, сформована у другій половині XX століття, площа Повстання.
З перших днів свого існування місто стало викликом традиційному уявленню про місто з багатовіковою історією, що росте і розвивається повільно. Петро I задумував місто за зразком Венеції і Амстердама: замість вулиць, мощених каменем, Санкт-Петербург повинна була покрити мережа каналів, по яких жителі перебиралися б на легких судах. Хоча мрії Петра не судилося збутися цілком, саме зарубіжний досвід ліг в основу подальшої забудови. Автором першого Генерального плану міста 1716 року був італійський архітектор Доменіко Трезіні: прямі перпендикулярні вулиці, широкі «прошпекти» стали характерною рисою нової столиці. Таке планування чітко прослідковується на прикладі Василівського острова і «тризуба»: Адміралтейство — Невський проспект, Горохова вулиця, Вознесенський проспект. Майже вся забудова центральної частини міста з'явилася пізніше, але геометрично задані площі та вулиці визначили вигляд міста до наших днів. Вирішальну роль у цьому відіграв Петро I, адже він особисто вибрав місце Невського проспекту, Адміралтейства, Петропавлівської фортеці, ввів жорстку містобудівну дисципліну. Всі будівлі в Санкт-Петербурзі за указом Петра мали будуватися з каменю (одночасно з цим у всіх інших містах Росії було заборонено використовувати камінь як основний будівельний матеріал). У ті часи набув поширення стиль петровського бароко, представниками якого є італійці Д. Трезіні, Джованні Марія Фонтана, Ніколо Мікетті, француз Жан-Батист Леблон, німці Андреас Шлютер, Георг Йоганн Маттарнові, російський Михайло Земцов. У місті збереглося кілька будівель, побудованих в цьому стилі: Петропавлівська фортеця з Петропавловським собором, Літній палац, Кунсткамера, Будівля Дванадцяти колегій, Меншиковський палац. У середині XVIII століття став переважати стиль єлизаветинського бароко, представленого архітекторами Франческо Бартоломео Растреллі (Зимовий палац, Смольний монастир, Великий Петергофський палац у Петергофі, Великий Катерининський палац в Царському Селі) та Сава Чевакинським (Нікольський морський собор).
У 1844 році імператор Микола I видав указ про заборону будувати цивільні будівлі в місті вище карниза Зимового палацу. З другої половини XVIII століття в архітектурі міста став переважати класицизм. Основні архітектори цього стилю: Василь Баженов (Михайлівський замок), Жан-Батист Валлєн-Деламот (будівля Академії мистецтв, Великий гостинний двір), Антоніо Рінальді (Мармуровий палац), Іван Старов (Таврійський палац, Троїцький собор Олександро-Невської лаври), Джакомо Кваренгі (Будівля Смольного інституту, Олександрівський палац в Царському Селі), Чарлз Камерон (Павловський палац); та більш пізнього (з початку XIX століття) його різновиду, стилю російського ампіру: Андрій Вороніхін (Казанський собор), Андріян Захаров (Головне адміралтейство), Жан Тома де Томон (Стрілка Васильєвського острова), Карл Россі (Михайлівський палац, будівля Головного штабу, Александрінський театр, будівля Сенату і Синоду), Василь Стасов (Спасо-Преображенський собор, Троїце-Ізмайлівський собор), Огюст Монферран (Ісаакіївський собор). У середині XIX століття в архітектурі стала переважати еклектика: Андрій Штакеншнейдер (Маріїнський палац, палац Білосольських-Білозерських), Олександр Брюллов (Лютеранська церква Святих Петра і Павла), Костянтин Тон (будівля Московського вокзалу), Альфред Парланд (храм Спаса-на-Крові). З середини століття починається спорудження нових набережних і мостів, йде велике будівництво прибуткових будинків. Саме в цей період формуються Ливарний, Володимирський і Заміський проспекти.
На початку XX століття в місті з'являються будівлі в стилі модерну, серед них Будинок компанії «Зінгер», Єлисеєвський магазин, готель «Асторія», Вітебський вокзал. Відтак прийшов стиль неокласицизму («Будинок з вежами» на площі Льва Толстого), що змінився з 1920-х років конструктивізмом (Палац культури імені О. М. Горького, Великий будинок на Ливарному проспекті) і сталінським ампіром (ансамблі Московської площі, Московського проспекту, проспекту Страйків, площі Калініна, станції першої черги Ленінградського метрополітену). З 1923 року починається житлове будівництво в нових районах за принципом комплексної забудови (житлові масиви). З початку 1960-х років почалося масове зведення «хрущовок», а з 1970-х років «будинків-кораблів». В той самий час з'являються будівлі, побудовані за індивідуальними проектами: Палац спорту «Ювілейний», ансамбль площі Перемоги, готель «Прибалтійський», спортивно-концертний комплекс ім. В. І. Леніна, будівля аеропорту «Пулково».
Ряд нових будівельних проектів, які активно підтримують міською адміністрацією та зацікавленими фірмами (наприклад, «Охта-центр», раніше носив назву «Газпром-сіті»), реконструкції існуючих архітектурних комплексів («Нова Голландія»), наростаючий обсяг зносу будівель фонової забудови центру (в тому числі і виявлених пам'яток історії та архітектури) і поява в центрі нових будівель, що розривають ансамблі і спотворюють вид, викликають заперечення у громадськості і професійних організацій. Все частіше звучать думки, що такі дії можуть зруйнувати унікальну міське середовище петербурзького центру. Ці явища викликають також заклопотаність Всесвітнього фонду охорони пам'яток і UNESCO.

## Охорона здоров'я

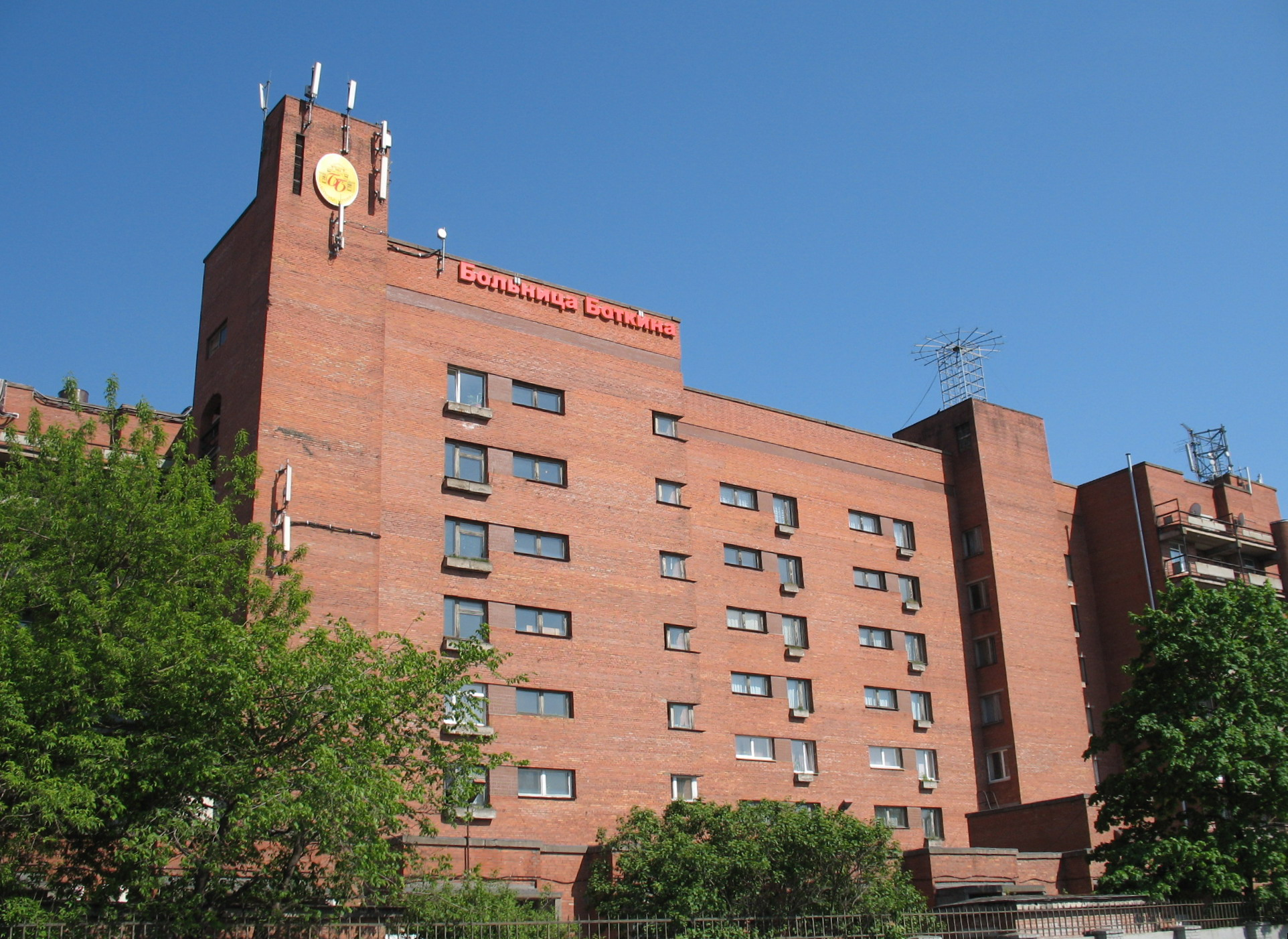
Клінічна інфекційна лікарня ім. С. П. Боткіна

Більшість закладів охорони здоров'я Санкт-Петербурга входять в систему Міністерства охорони здоров'я Російської Федерації і діляться на три групи: ті, що підпорядковуються Комітету з охорони здоров'я Санкт-Петербурга, федеральні установи МОЗ РФ і установи Ленінградської області в межах міста. Комітет з охорони здоров'я Уряду Санкт-Петербурга є виконавчим органом державної влади з проведення міської політики в сфері охорони здоров'я. Крім установ, які входять в систему МОЗ РФ, в Санкт-Петербурзі розташовані установи охорони здоров'я інших відомств, а також недержавні установи.
У Санкт-Петербурзі 106 амбулаторно-поліклінічних закладів, 33 стоматологічних поліклініки, 44 диспансери різного профілю, 83 стаціонарних лікувальних установи, 24 лікарні, 57 станцій швидкої допомоги. Серед них: Військово-медична академія імені С. М. Кірова, Олександрівська лікарня, госпіталь ветеранів війн, міські психіатричні лікарні імені Кащенка, імені Святого Миколи Чудотворця, клінічна інфекційна лікарня імені Боткіна, НДІ грипу, НДІ акушерства і гінекології імені Отта, дитяча лікарня імені Раухфуса, дитяча клінічна лікарня імені Філатова та інші. З 2005 року в місті реалізується Національний пріоритетний проект «Здоров'я», що передбачає модернізацію системи міської охорони здоров'я.

## Спорт

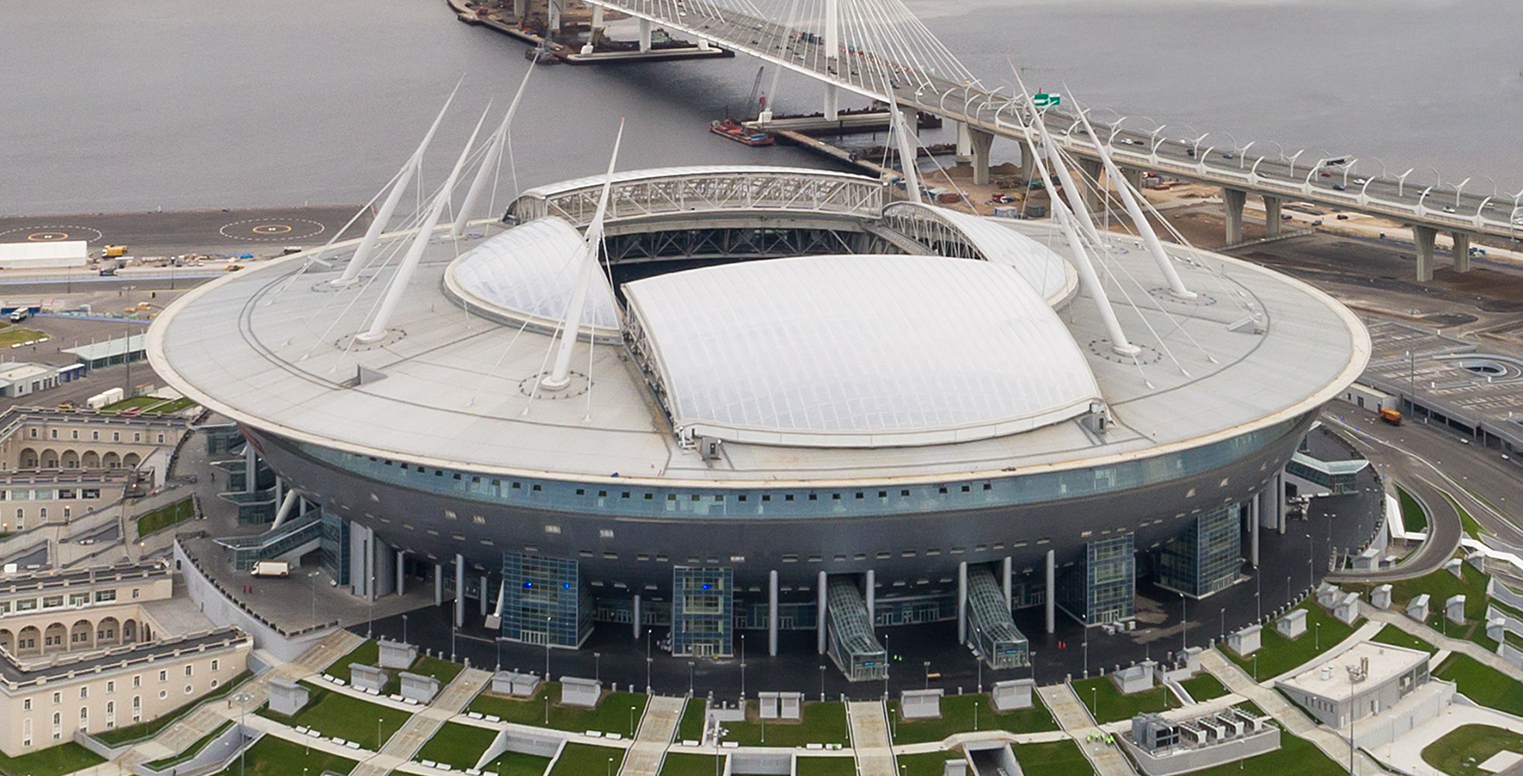
Стадіон «Крестовський»

У Санкт-Петербурзі розвинений як аматорський, так і професійний спорт. У місті 13 стадіонів з трибунами понад 1500 місць, 1649 спортивних зали, 10 палаців спорту, 17 критих об'єктів зі штучним льодом, 118 басейнів, велотрек, 18 лижних баз, 11 веслувальних баз і каналів. Серед них стадіон «Петровський», палац спорту «Ювілейний», Льодовий палац, Зимовий стадіон, Спортивно-концертний комплекс «Петербурзький», плавальний басейн СКА. В 2017 році на заході Крестовського острова побудовано футбольний стадіон місткістю 69 тисяч глядачів. Важливим центром спортивної культури є Національний державний університет фізичної культури, спорту і здоров'я імені П. Ф. Лесгафта.
У місті базуються професійні клуби:
- Футбол: «Зеніт» — один із найсильніших клубів прем'єр-ліги чемпіонату Росії; «Динамо» і «Зеніт–2» — виступають у ФНЛ; «Динамо–2–Спб»— виступає у другому дивізіоні.
- Хокей: СКА — один з найсильніших клубів КХЛ; ХК «Динамо Спб» та «СКА-Нева» виступають в Вищій хокейній лізі; «СКА-1946», «СКА-Срібні Леви» и МХК «Динамо Санкт-Петербург» в чемпіонаті МХЛ.
- Баскетбол: «Зеніт» — виступає в Єдиній лізі ВТБ; «Спартак»; «Динамо» (існував у 2004—2006 роках); ЖБК «Ладога».
- Волейбол: «Автомобіліст» — виступає у Вищій лізі Б Чемпіонату Росії; «Зеніт» — виступає в суперлізі; «Ленінградка» — виступає в Суперлізі Чемпіонату Росії.
- Міні-футбол: «Політех», виступає в Суперлізі; «Аврора» (жіночий міні-футбольний клуб).
- Гандбол: «Університет Лесгафта-Нева» — один із найсильніших клубів суперліги чемпіонату Росії серед чоловіків.
- Хокей на траві: «Метробуд» (жіночий хокейний клуб).

На Літніх Олімпійських іграх 1980 року в Ленінграді на стадіоні імені Кірова пройшло декілька матчів футболу.

## Видатні особи, пов'язані з Санкт-Петербургом

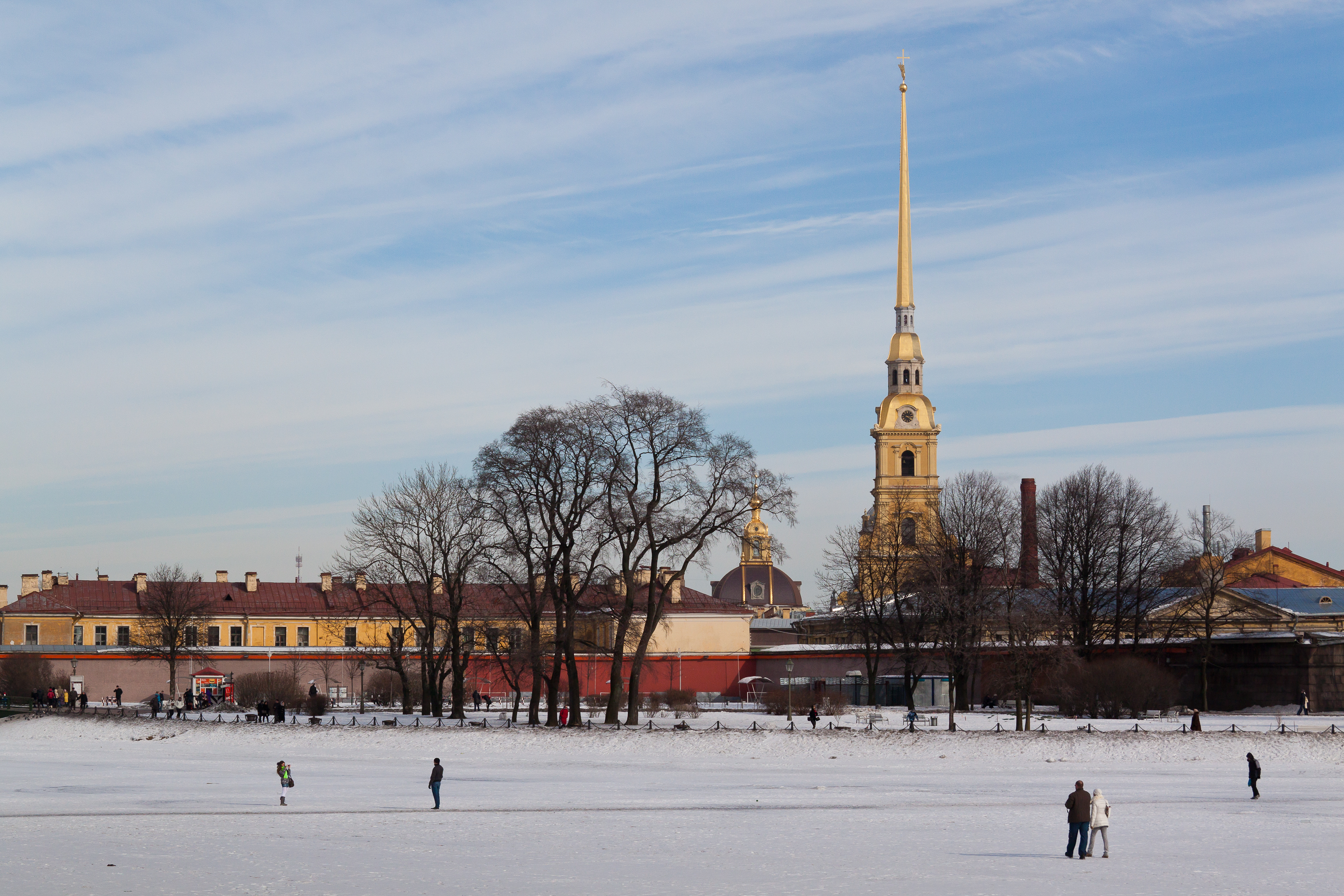
Петропавлівська фортеця взимку

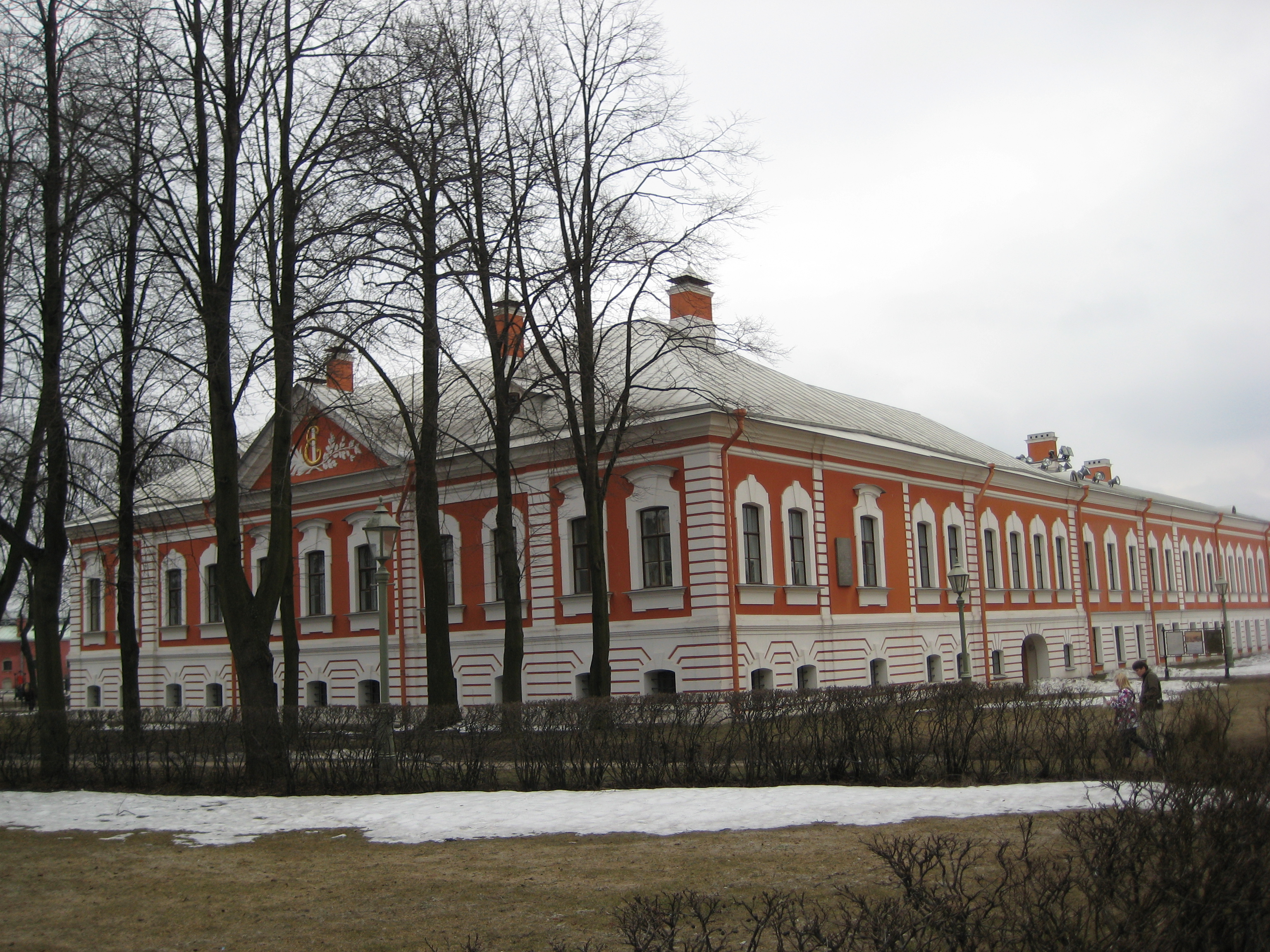
Петропавлівська фортеця, двір, Будинок коменданта фортеці.

### Почесні громадяни
Вищим почесним званням Санкт-Петербурга є звання «Почесний громадянин Санкт-Петербурга», яке присвоюється громадянам Російської Федерації та інших держав, а також особам без громадянства, які зробили видатний внесок у розвиток міста, підвищення його ролі і авторитету в Росії і на міжнародній арені, зміцнення демократії та захисту прав людини, науку, мистецтво, духовний та моральний розвиток суспільства.

### Народились у місті
- Альтфатер Дмитро Васильович (1874—1931) — начальник артилерії корпусу Дієвої армії Української Народної Республіки
- Бенуа Олександр Миколайович (1870—1960) — російський та французький художник, історик мистецтва, художній критик
- Жан Беро (1849—1935) — французький салонний живописець
- Біляїв Митрофан Петрович (1836—1904) — музичний видавець і меценат
- Бітов Андрій Георгійович (1937—2018) — російський письменник
- Блок Олександр Олександрович (1880—1921) — російський поет, драматург, перекладач
- Боярський Михайло Сергійович (нар. 1949) — радянський та російський актор театру і кіно
- Брюллов Карл Павлович (1799—1852) — художник
- Бродський Йосип Олександрович (1940—1996) — поет, нобелівський лауреат з літератури
- Вавілов Володимир Федорович (1925—1973) — музикант, гітарист, лютніст, композитор
- Вишневський Всеволод Віталійович (1900—1951) — радянський драматург, письменник і журналіст.
- Галкін Володимир Ісидорович (1880—1931) — генерал-хорунжий Армії УНР
- Гаральд Рііпалу (1912—1961) — естонський військовий діяч, командир 45-го полку 20-ї гренадерської дивізії СС (1-ї Естонської)
- Дитятін Іван Іванович (1847—1892) — український вчений-правознавець
- Довгопільський Анатоль (1907—1943) — керівник «Летючої естради» (мистецького рою Карпатської Січі), керівник українського театру в Рівному
- Каришева Ксенія Олександрівна (1883—1962) — український радянський лікар-дерматовенеролог
- Михайлів Володимир Якович — підполковник Дієвої армії УНР[83]
- Михайлів Олександр Павлович (1868–?) — генерал-поручник Армії УНР[83]
- Мнушкін Олександр Олександрович (1908—1993) — французький кінопродюсер російського походження.
- Пороховщіков Олександр Сергійович (1865 — після 1938) — генерал-хорунжий Армії УНР
- Лоський Костянтин Володимирович (1874—1933) — член Української Центральної Ради

### Проживали
- Петро І (1672—1725) — російський цар, з 1721 р. — імператор, засновник міста.
- Айвазовський Іван Костянтинович (1817—1900) — художник-мариніст
- Венеціанов Олексій Гаврилович (1780—1847) — художник
- Шевченко Тарас Григорович (1814—1861) —— український поет, письменник, художник, графік, громадський діяч.
- Гоголь Микола Васильович (1809—1852) — російський та український прозаїк, драматург, поет, історик, фольклорист.
- Лермонтов Михайло Юрійович (1814—1841) — поет
- Рєпін Ілля Юхимович (1844—1930) — художник
- Чайковський Петро Ілліч (1840—1893) — композитор
- Врубель Михайло Олександрович (1856—1910) — художник
- Менделєєв Дмитро Іванович (1834—1907) — науковець, хімік
- Павлов Іван Петрович (1849—1936) — науковець, фізіолог
- Єлисеєв Сергій Григорович, японіст, мистецтвознавець
- Ландау Лев Давидович (1908—1968) — науковець, фізик, нобелівський лауреат з фізики
- Бехтерєв Володимир Михайлович (1857—1827) — науковець, невропатолог, психіатр і психолог
- Вавилов Микола Іванович (1887—1943) — науковець, генетик, засновник банку диких рослин світу
- Шаляпін Федір Іванович (1873—1938) — оперний співак
- Вотяків Михайло Гаврилович — полковник Армії УНР.
- Герасимів Микола Сергійович — підполковник Армії УНР.
- Григоров Михайло Михайлович — старшина Дієвої армії УНР.
- Анна Ахматова (1889—1966) — поет
- Кедринський Олександр Олександрович (1917—2003), архітектор і реставратор

З Петербургом пов'язані життя та діяльність українських гетьманів Павла Полуботка, Петра Дорошенка, Кирила Розумовського, Данила Апостола, письменників Григорія Скороводи, Івана Котляревського, Тараса Шевченка, С. Гулака-Артемовського, Павла Гребінки, Миколи Костомарова, композиторів П. Ніщинського, М. Вербицького, А. Чужбинського, В. Боровиковського, художника Івана Сошенка та інших.

## Галерея

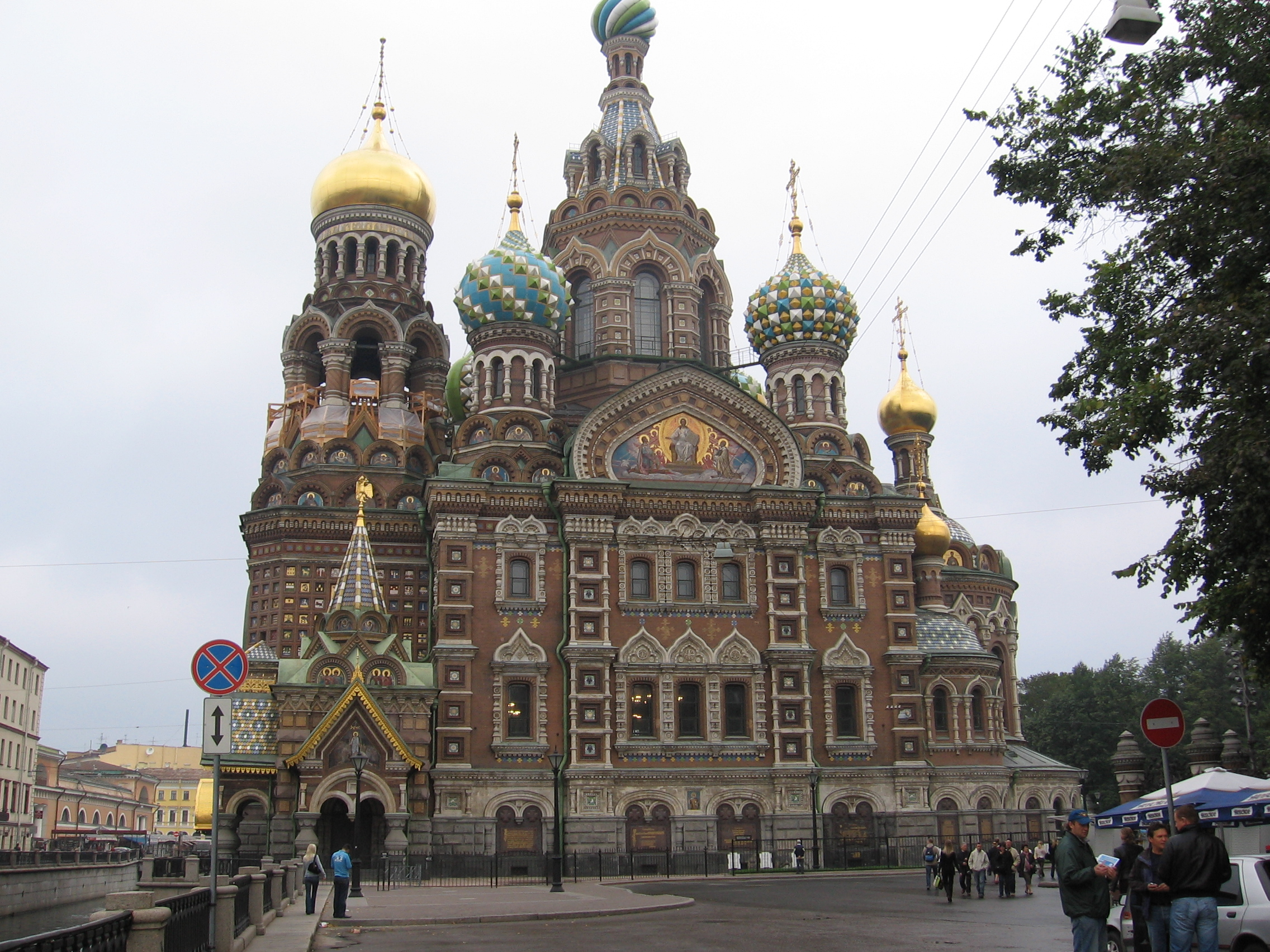
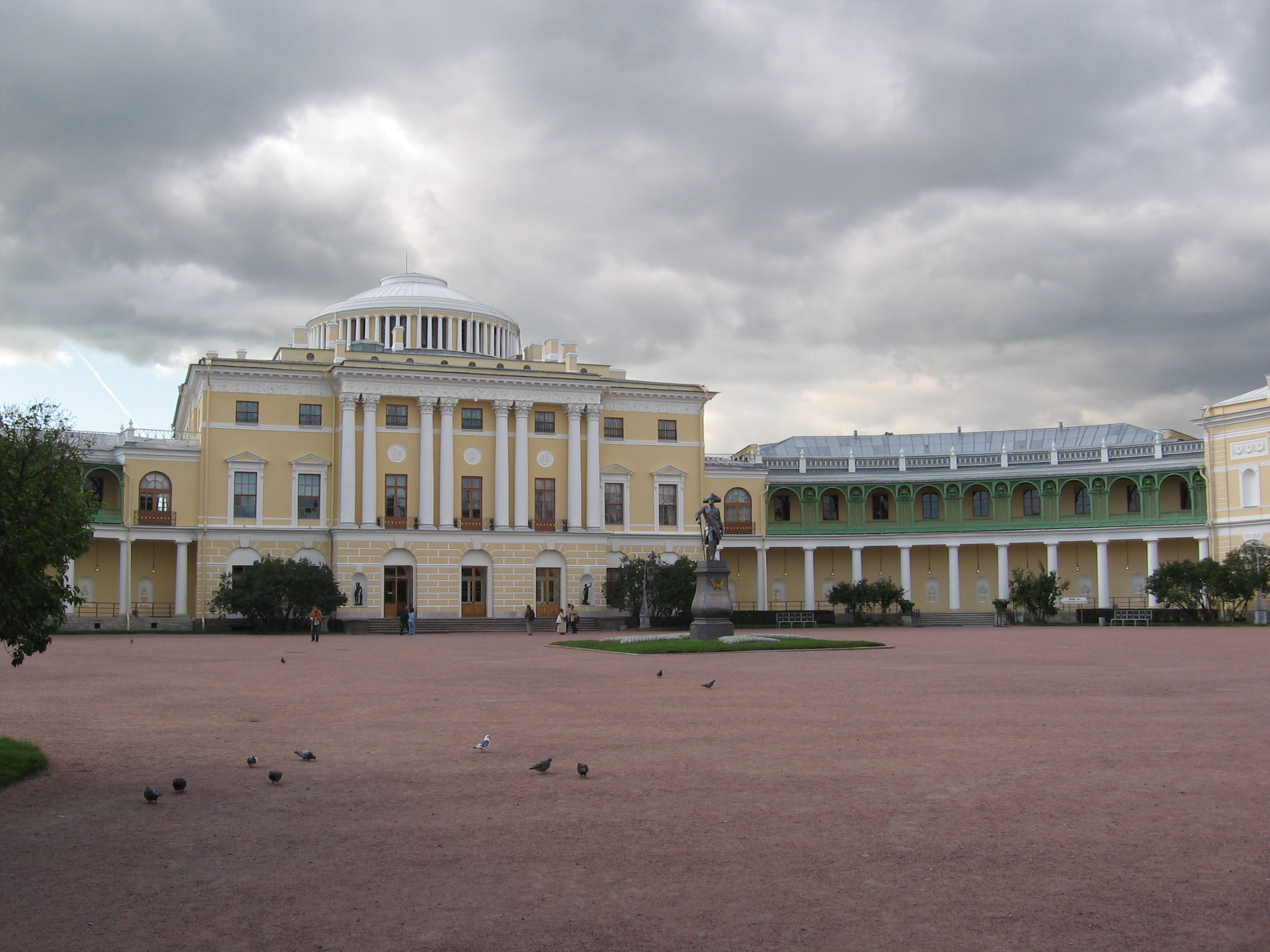
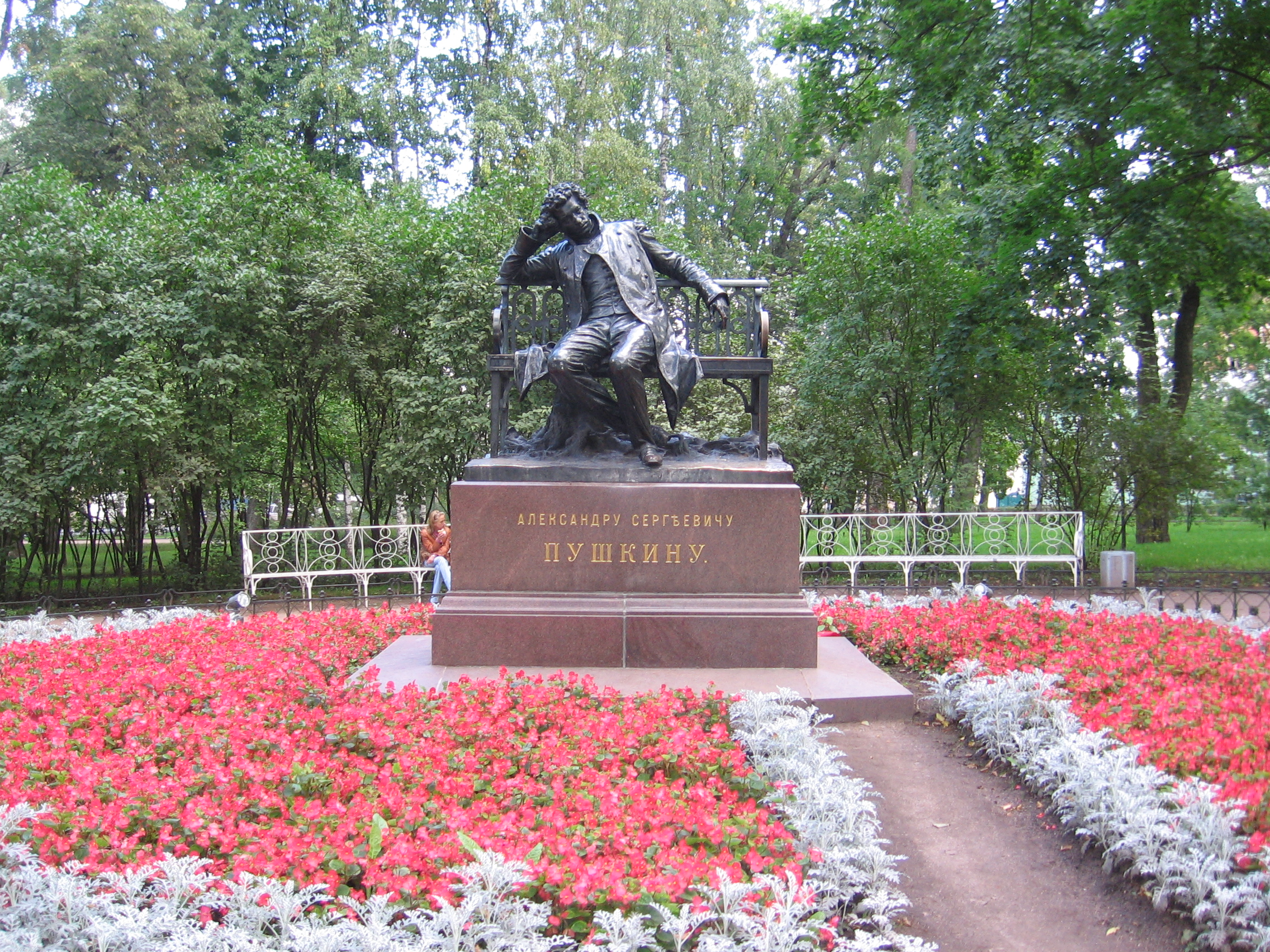
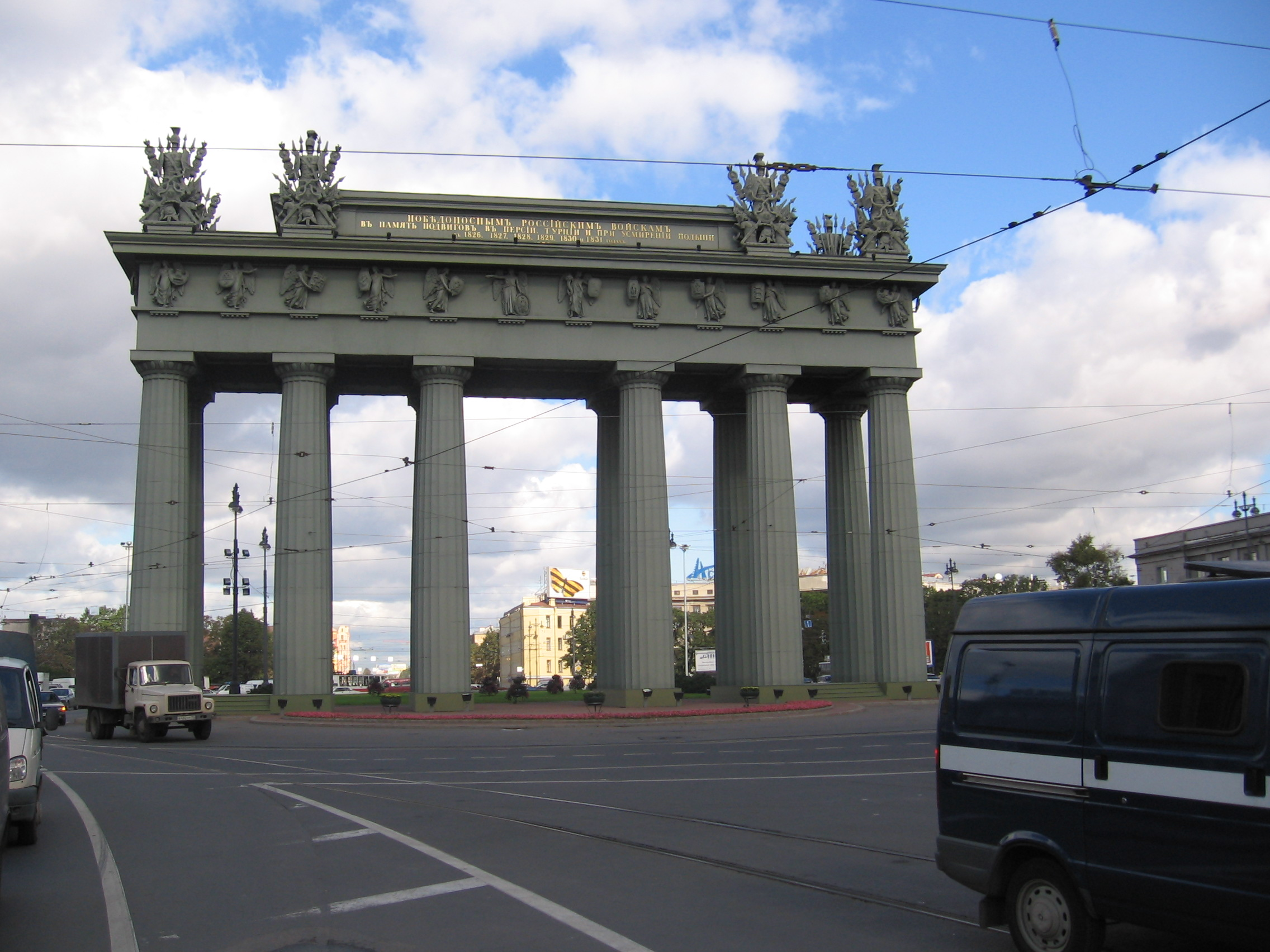
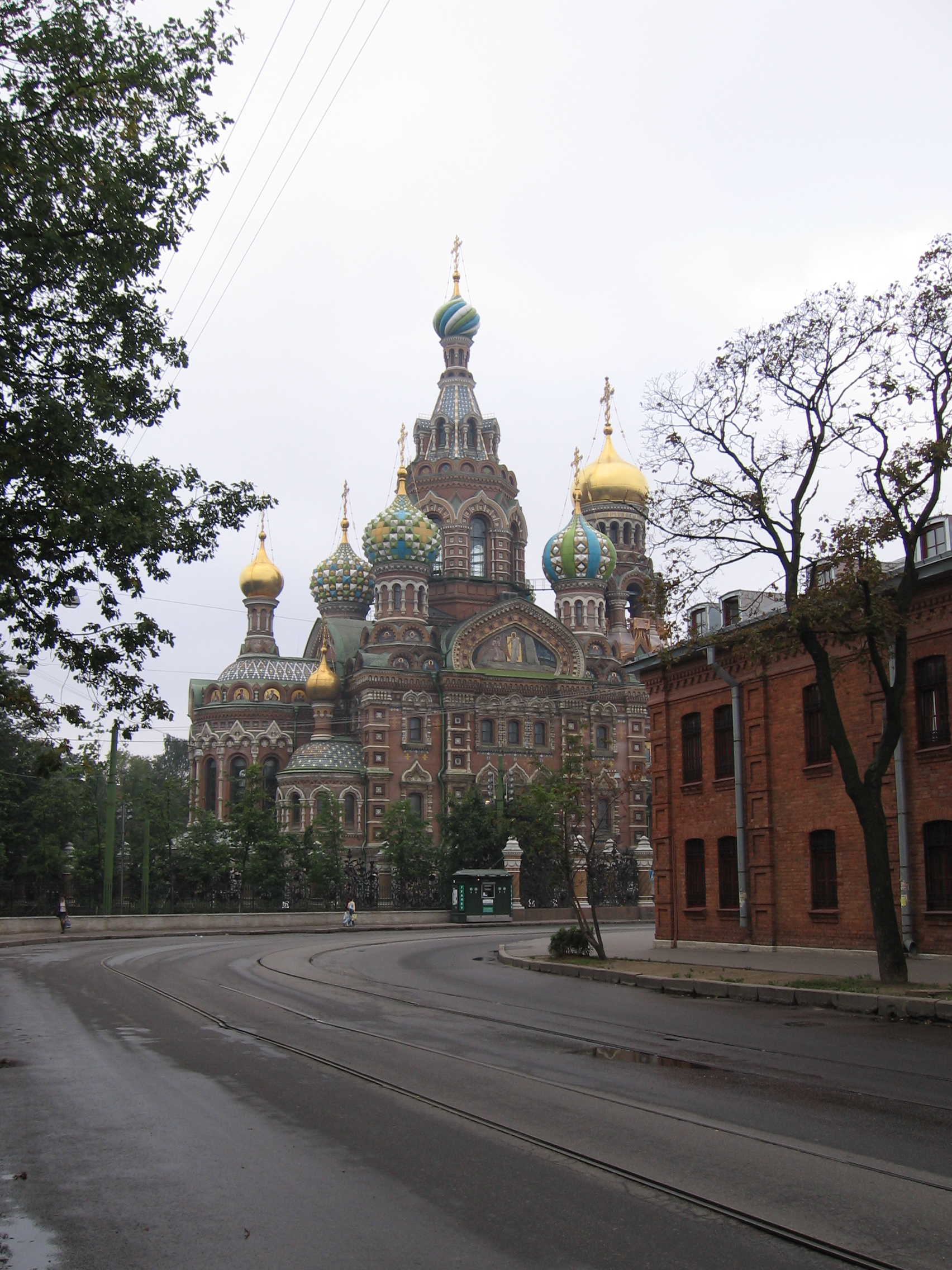
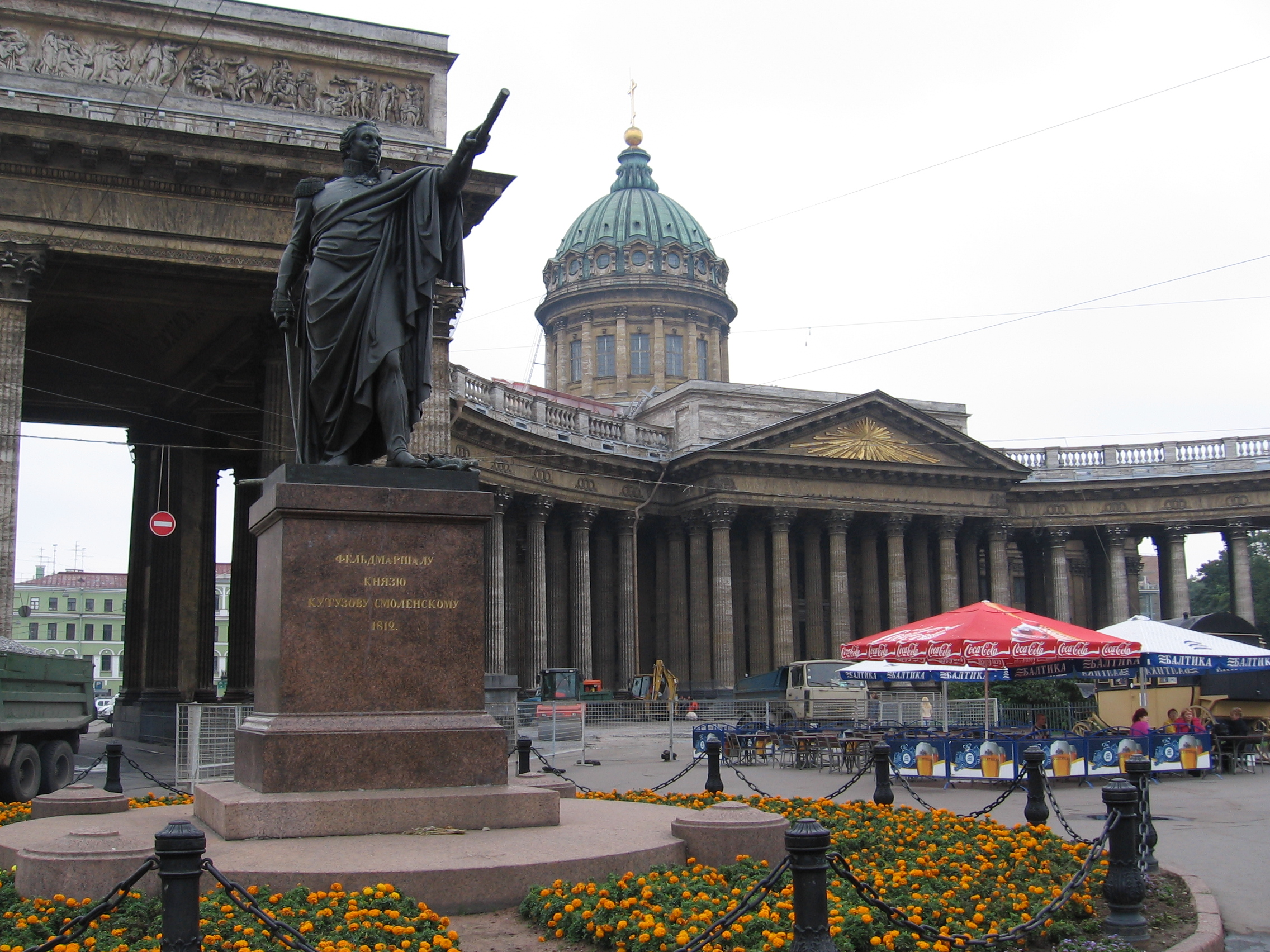
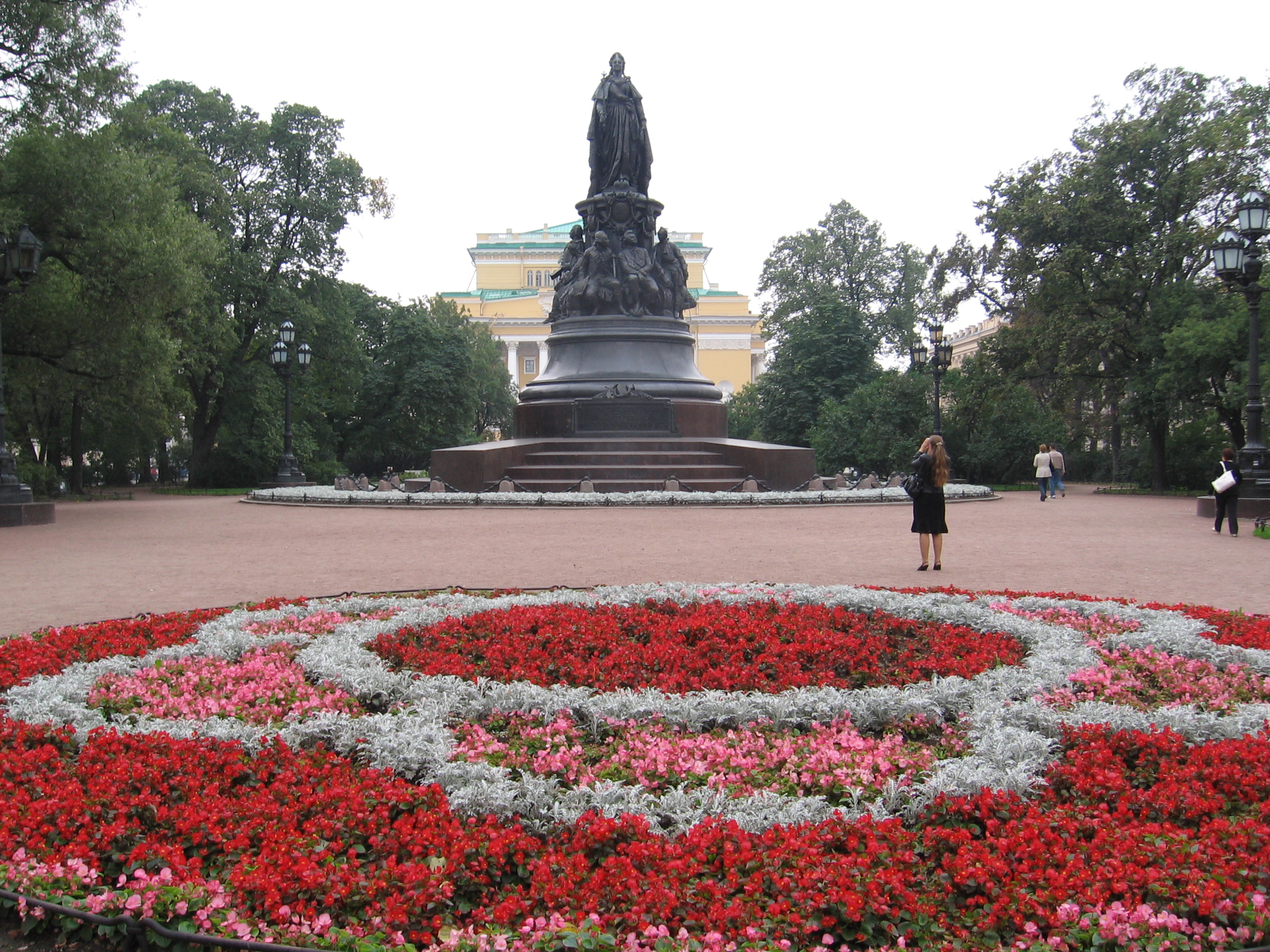
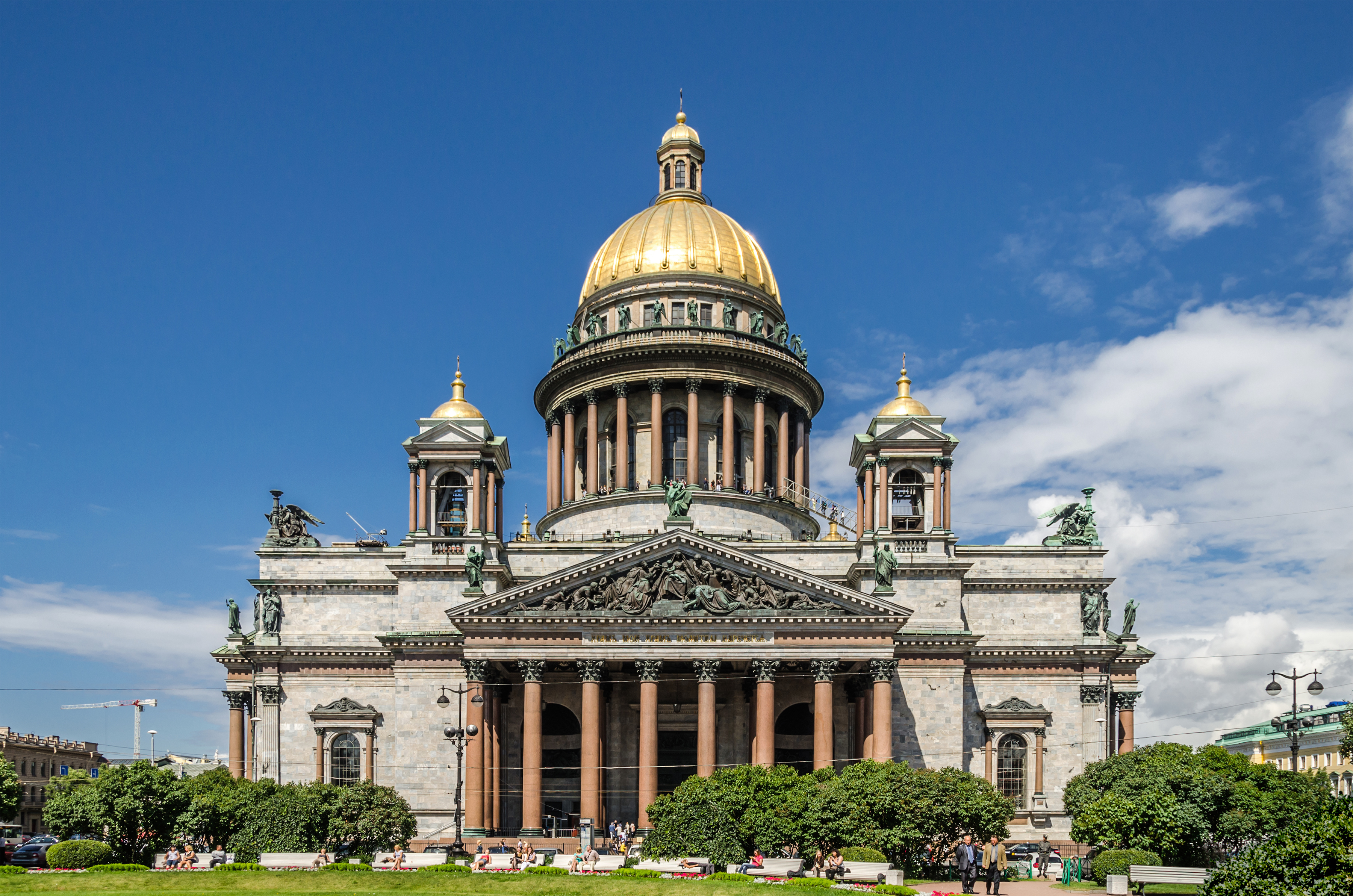
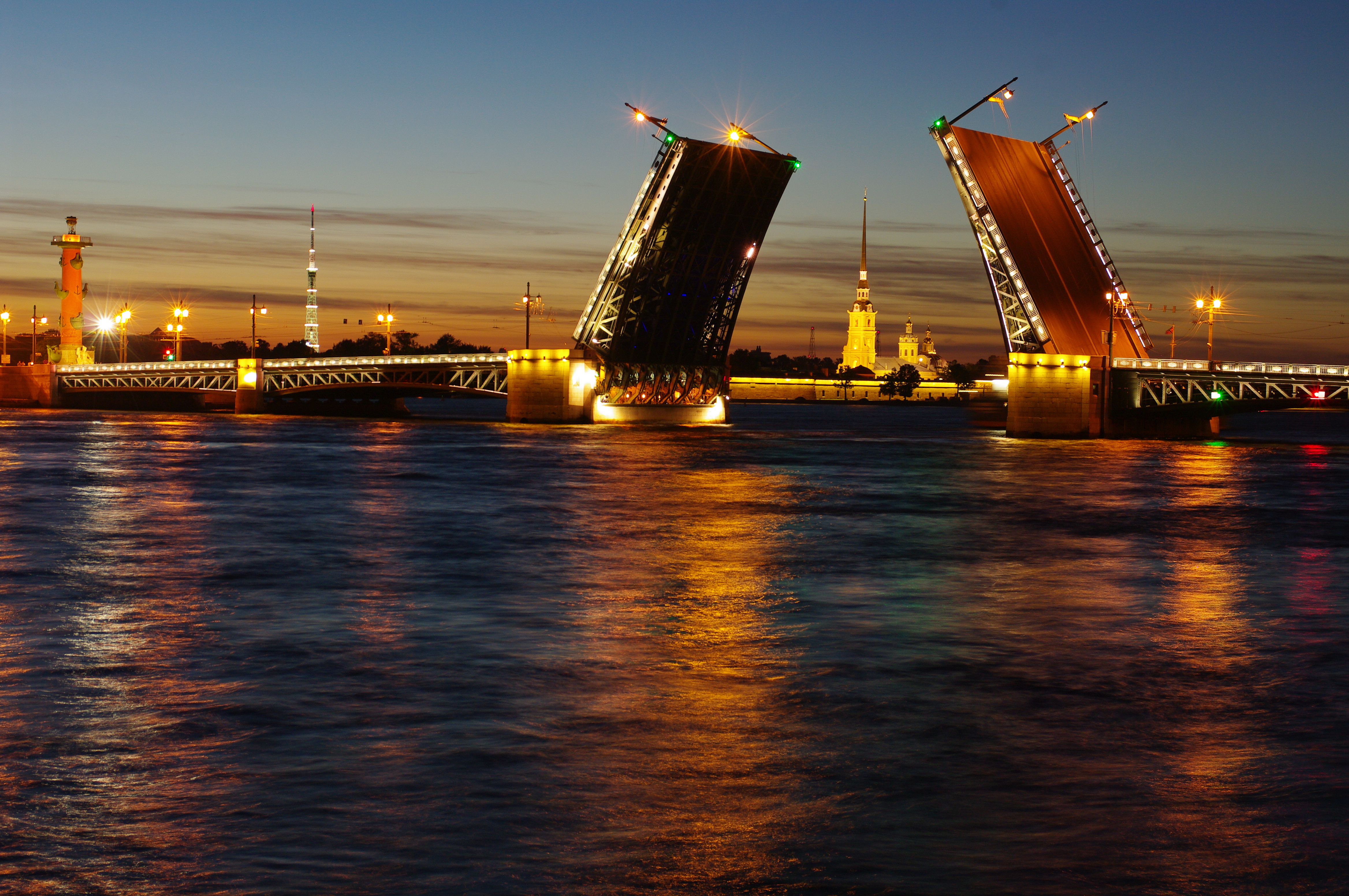
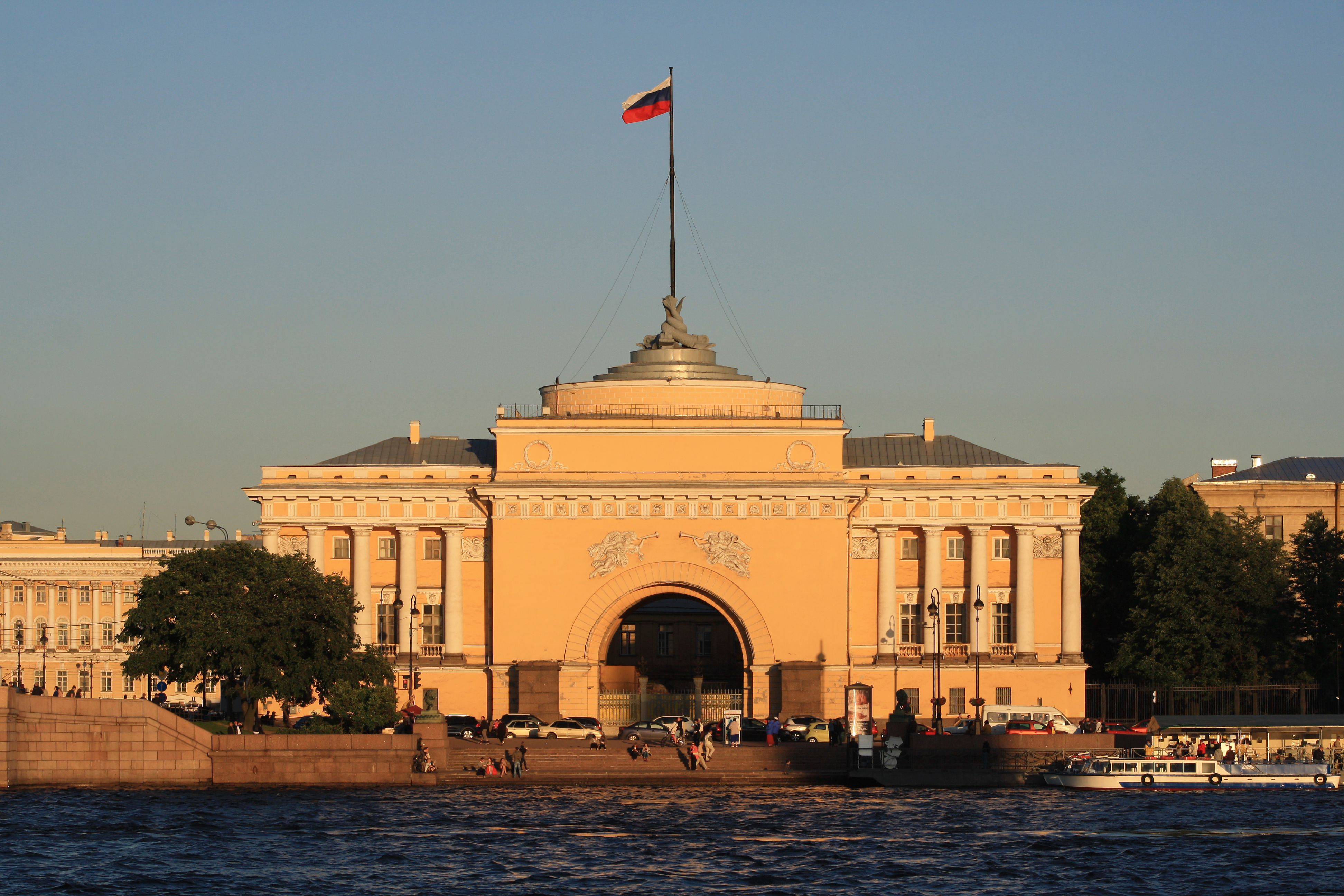
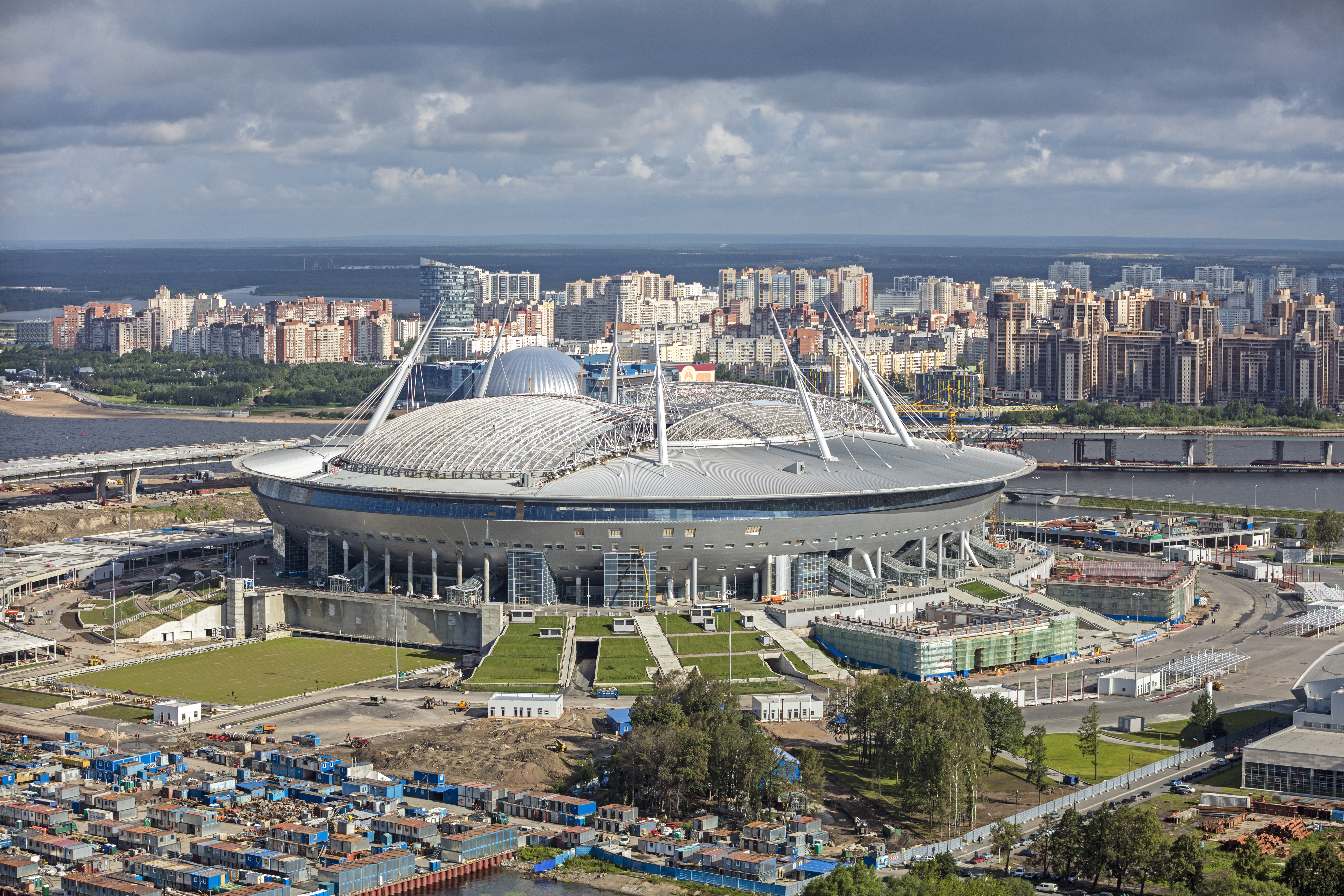
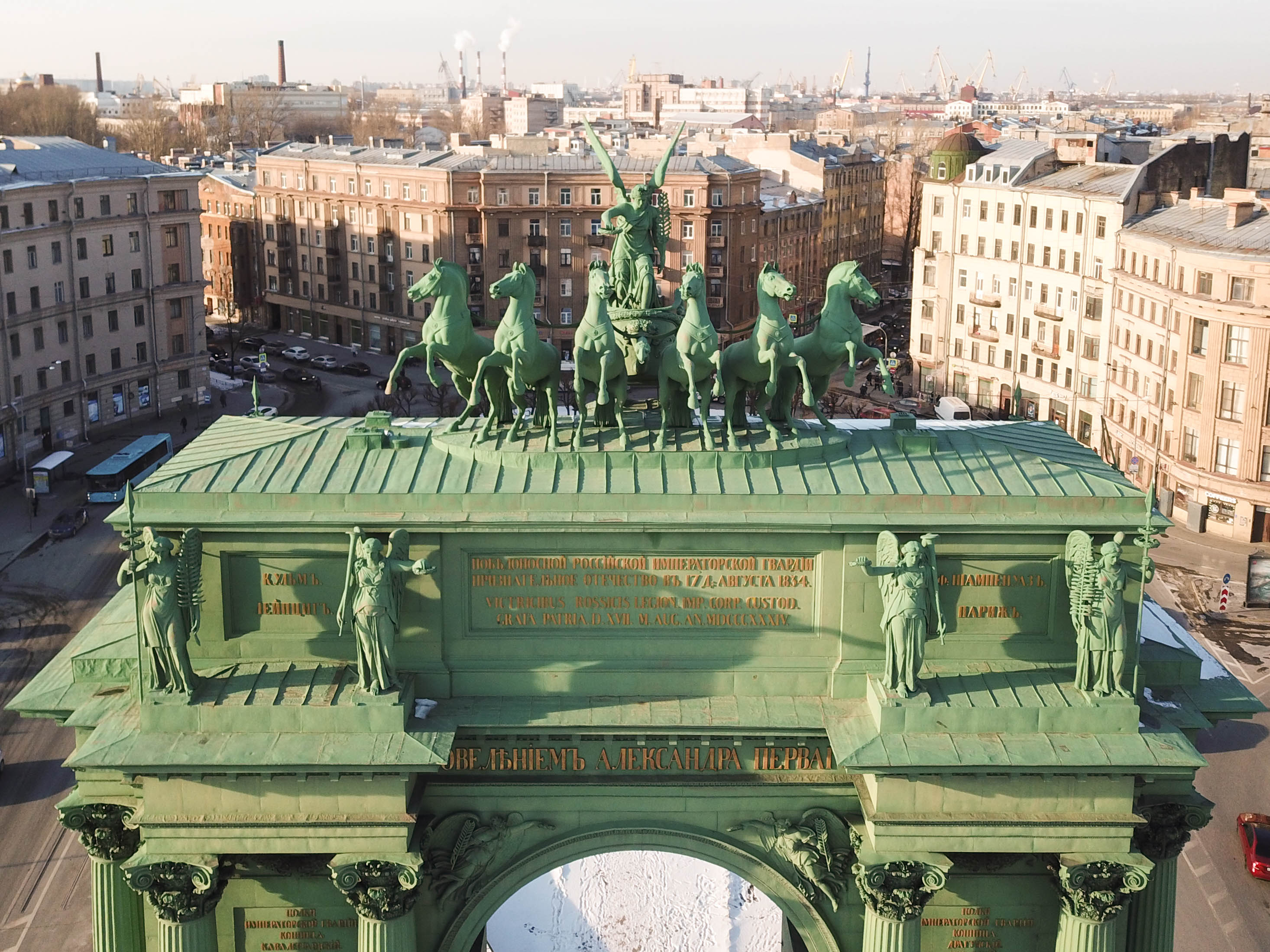
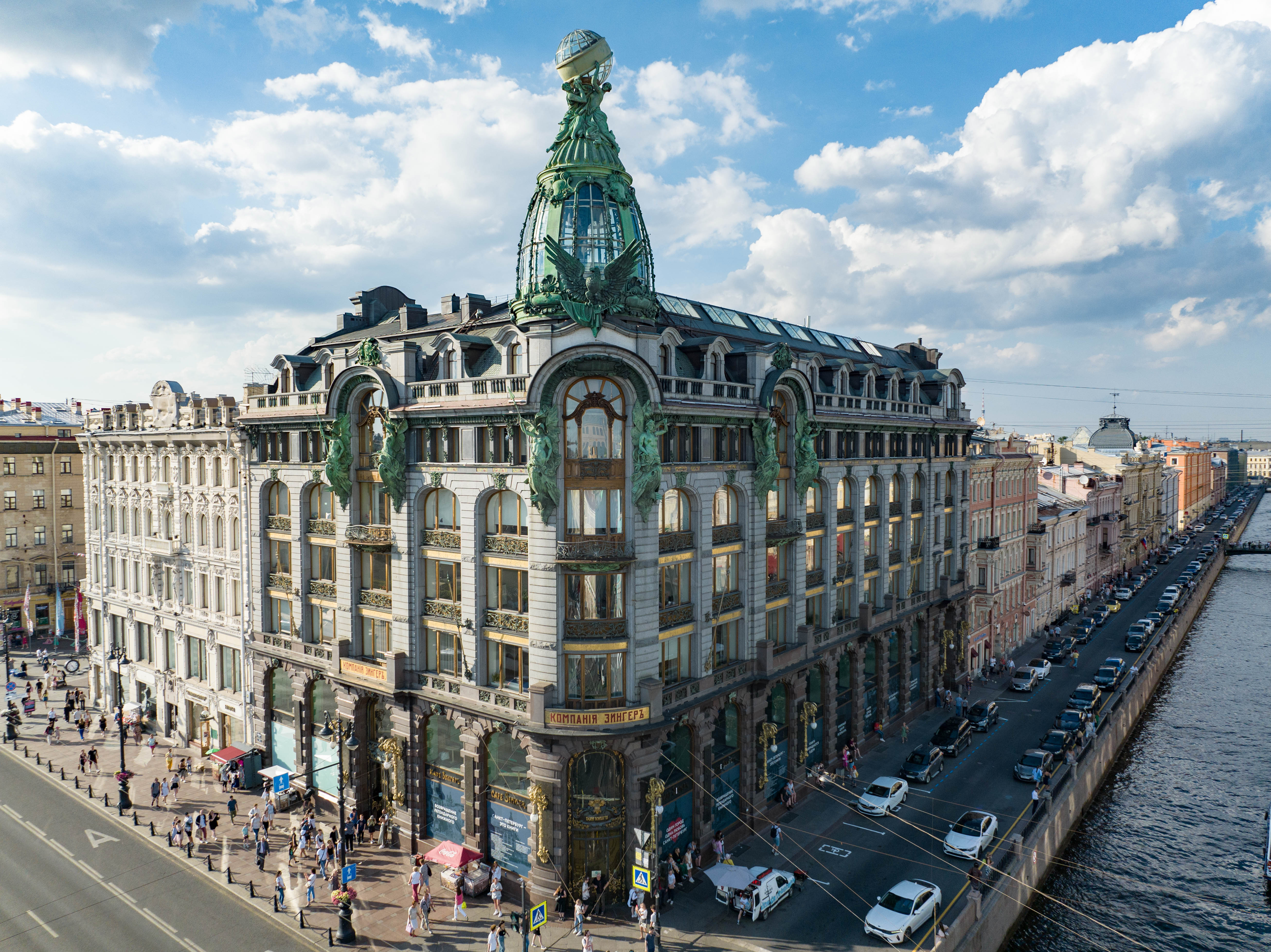
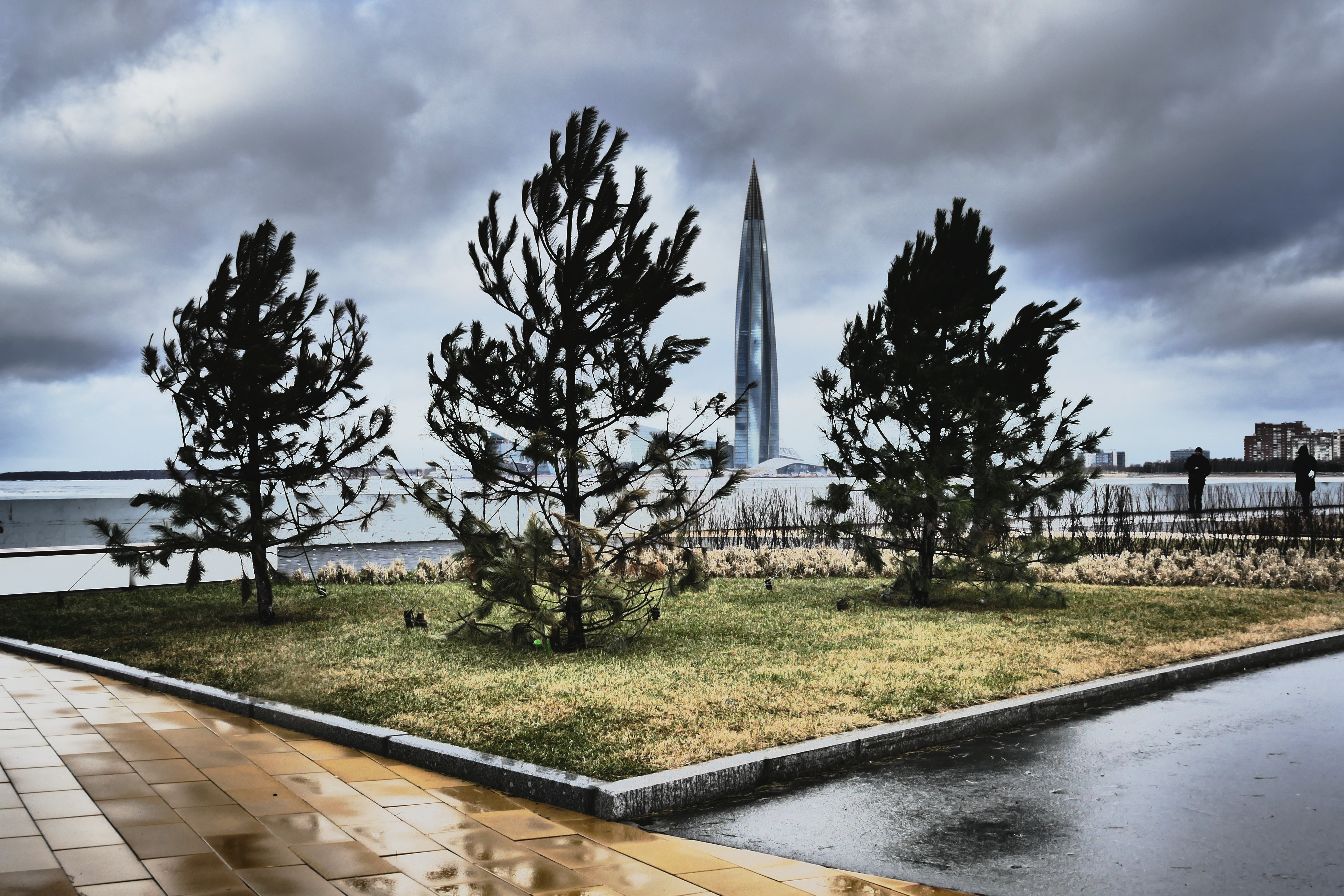
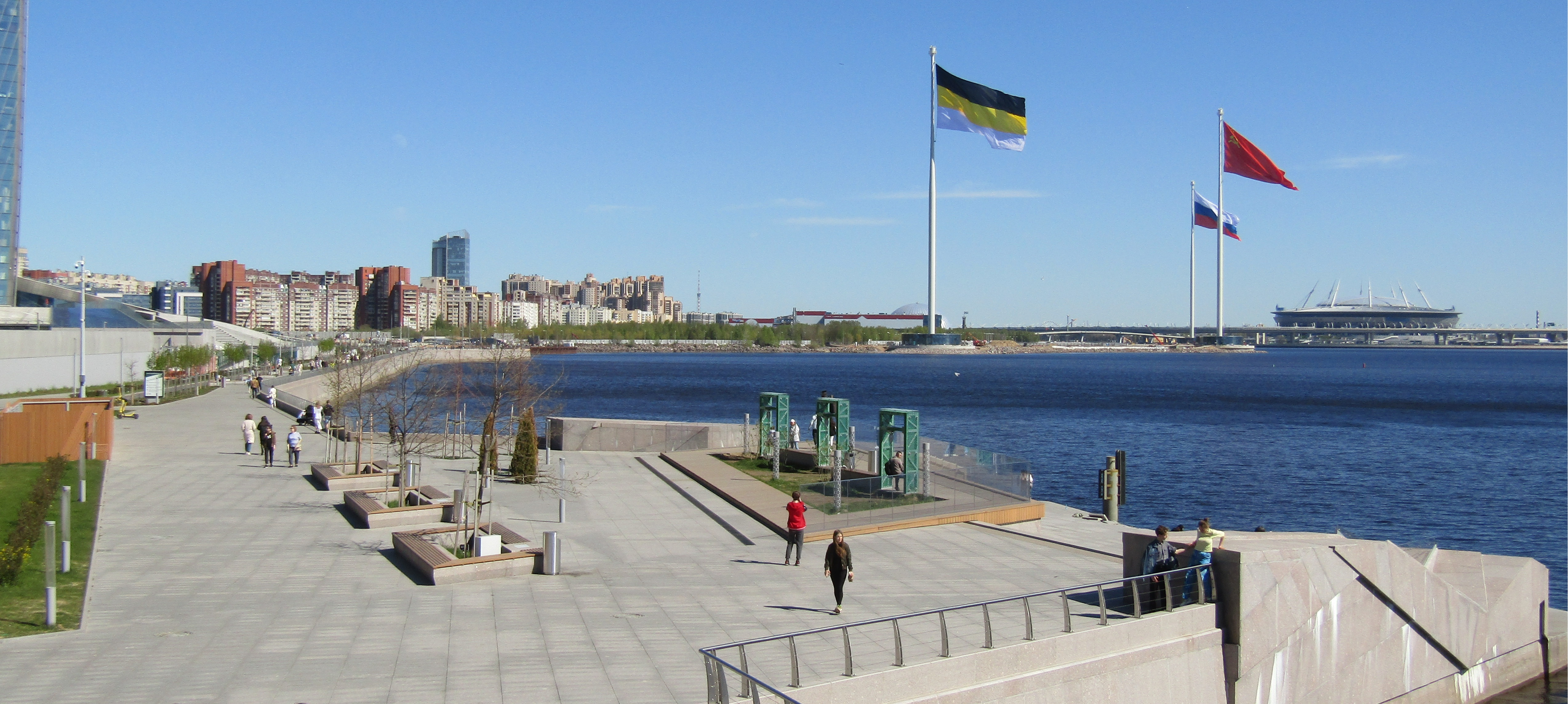
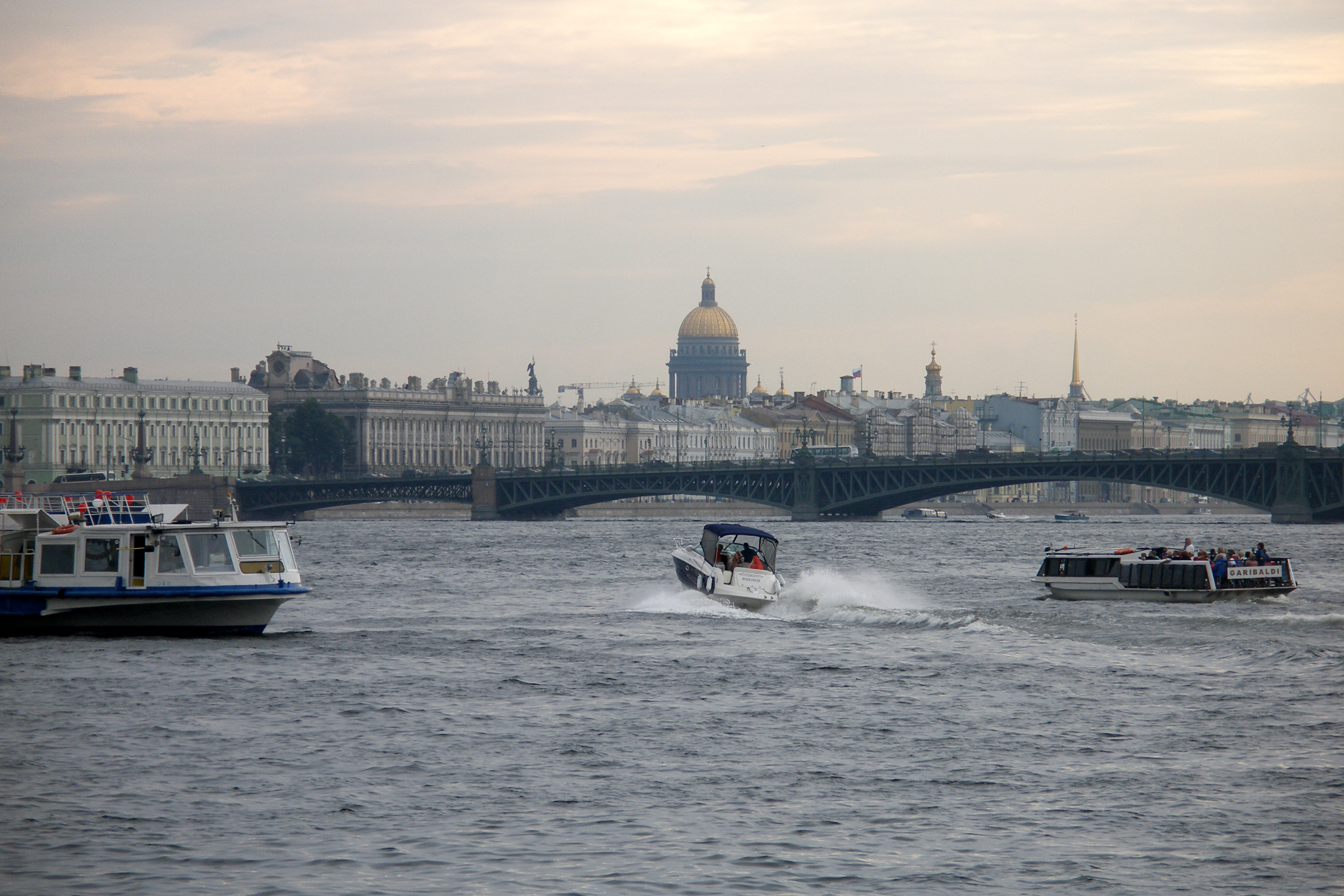
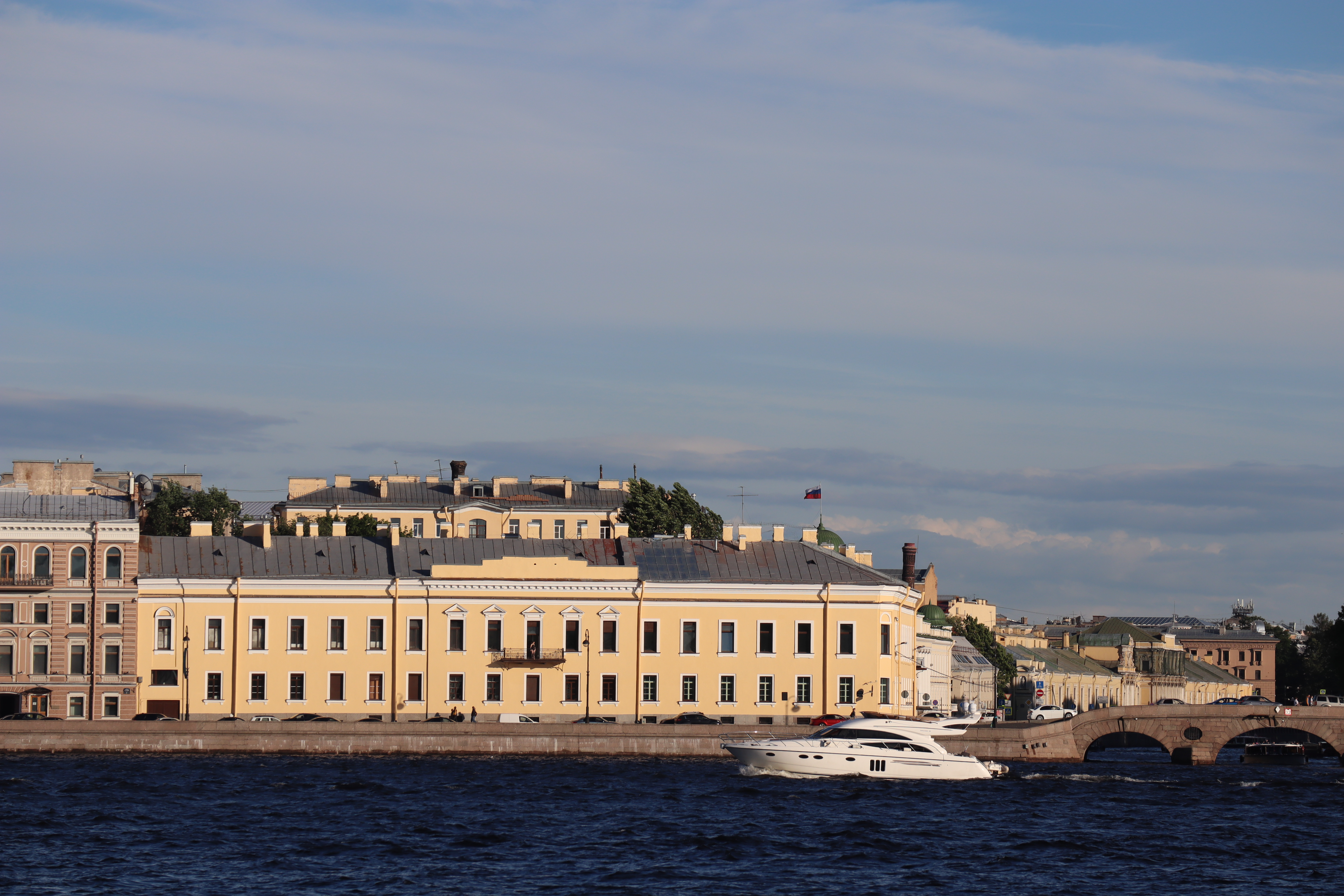
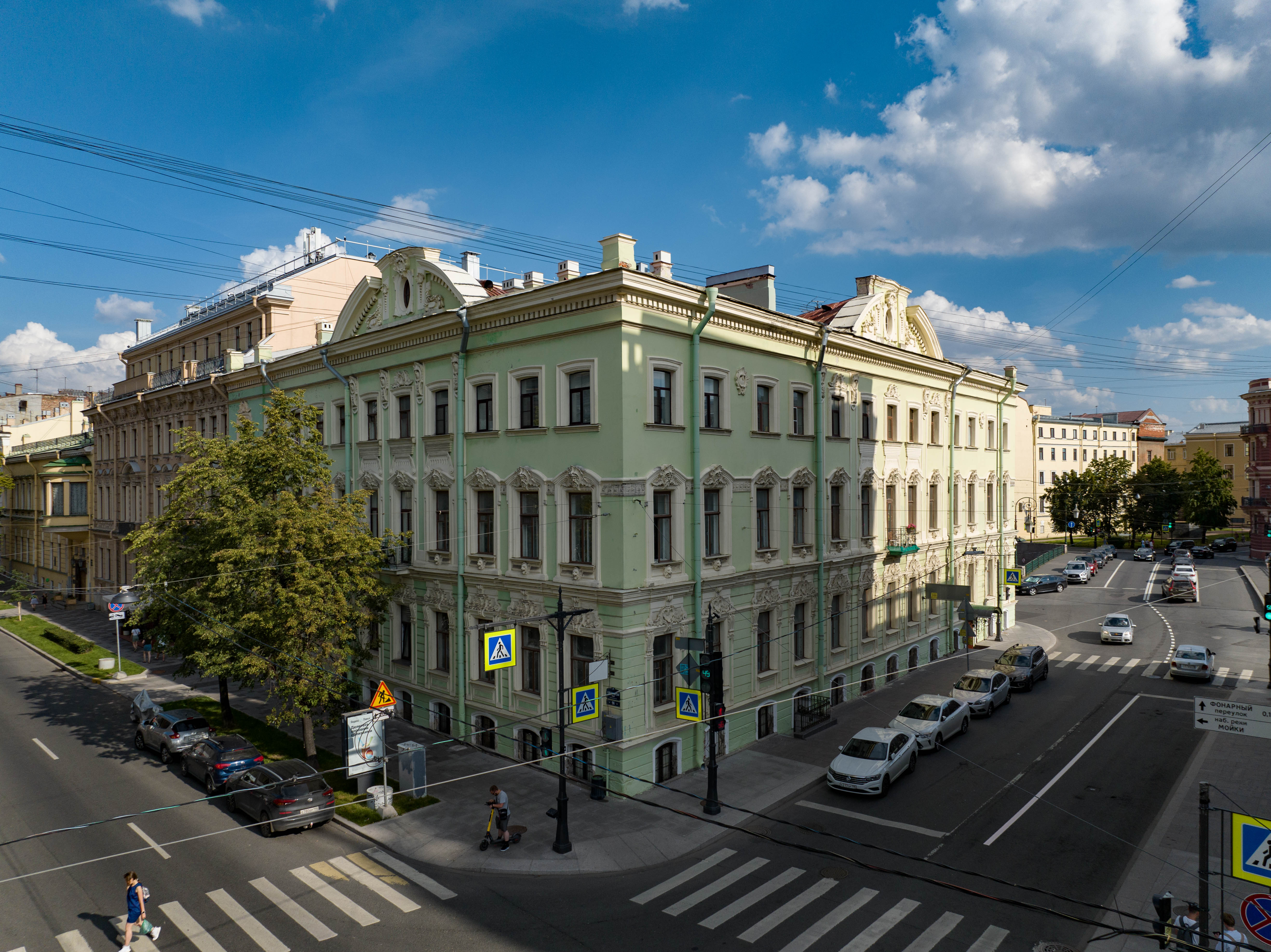
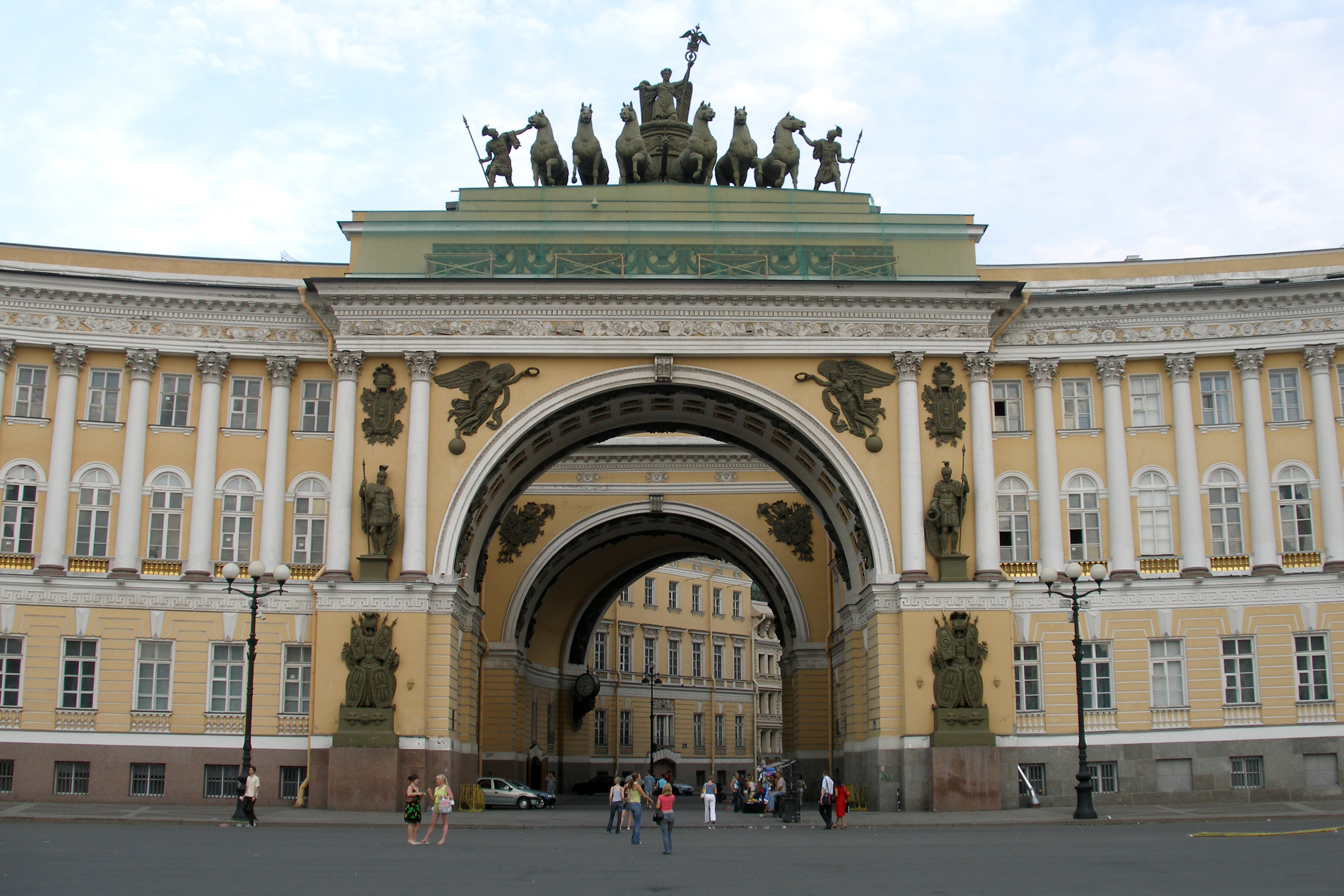
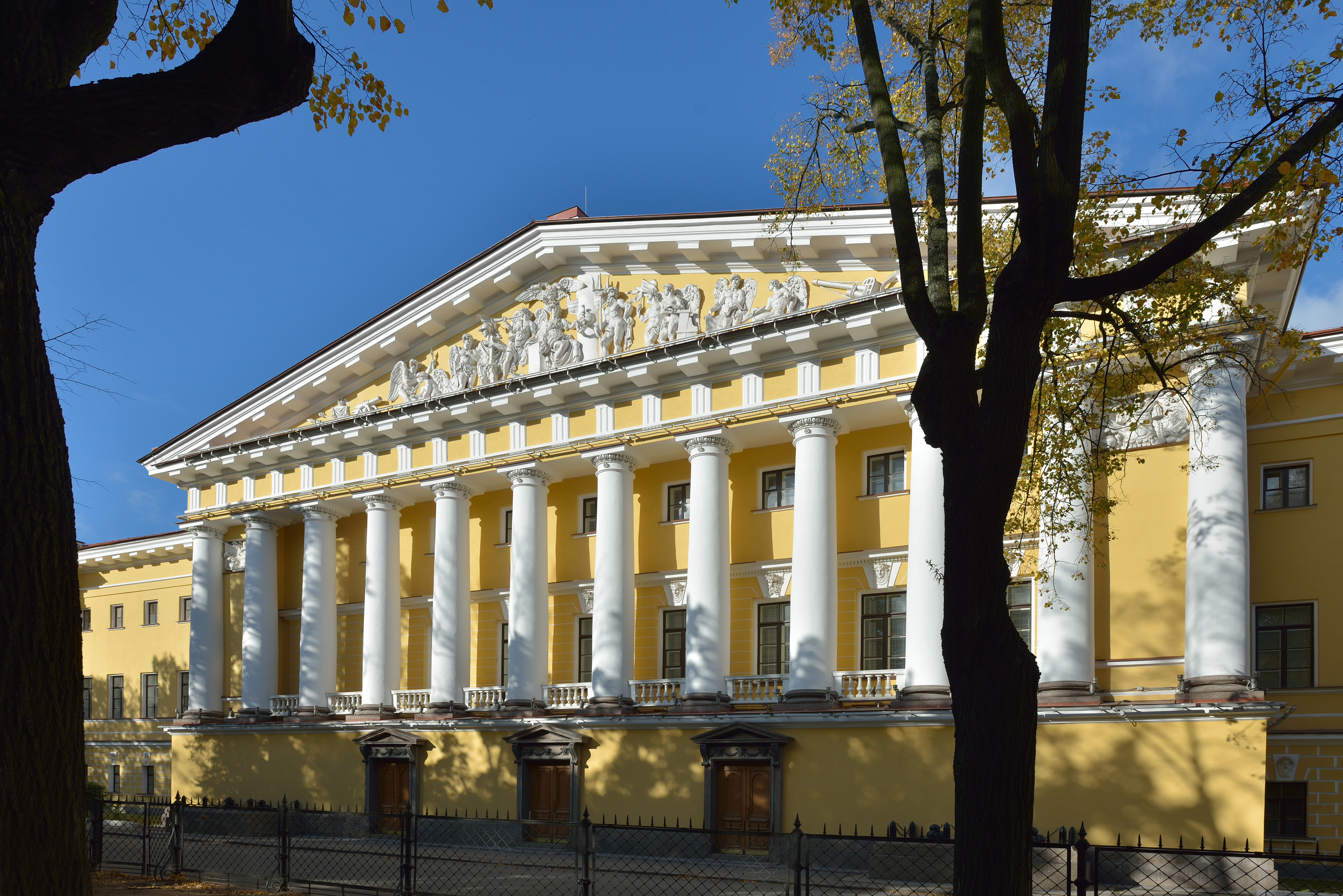
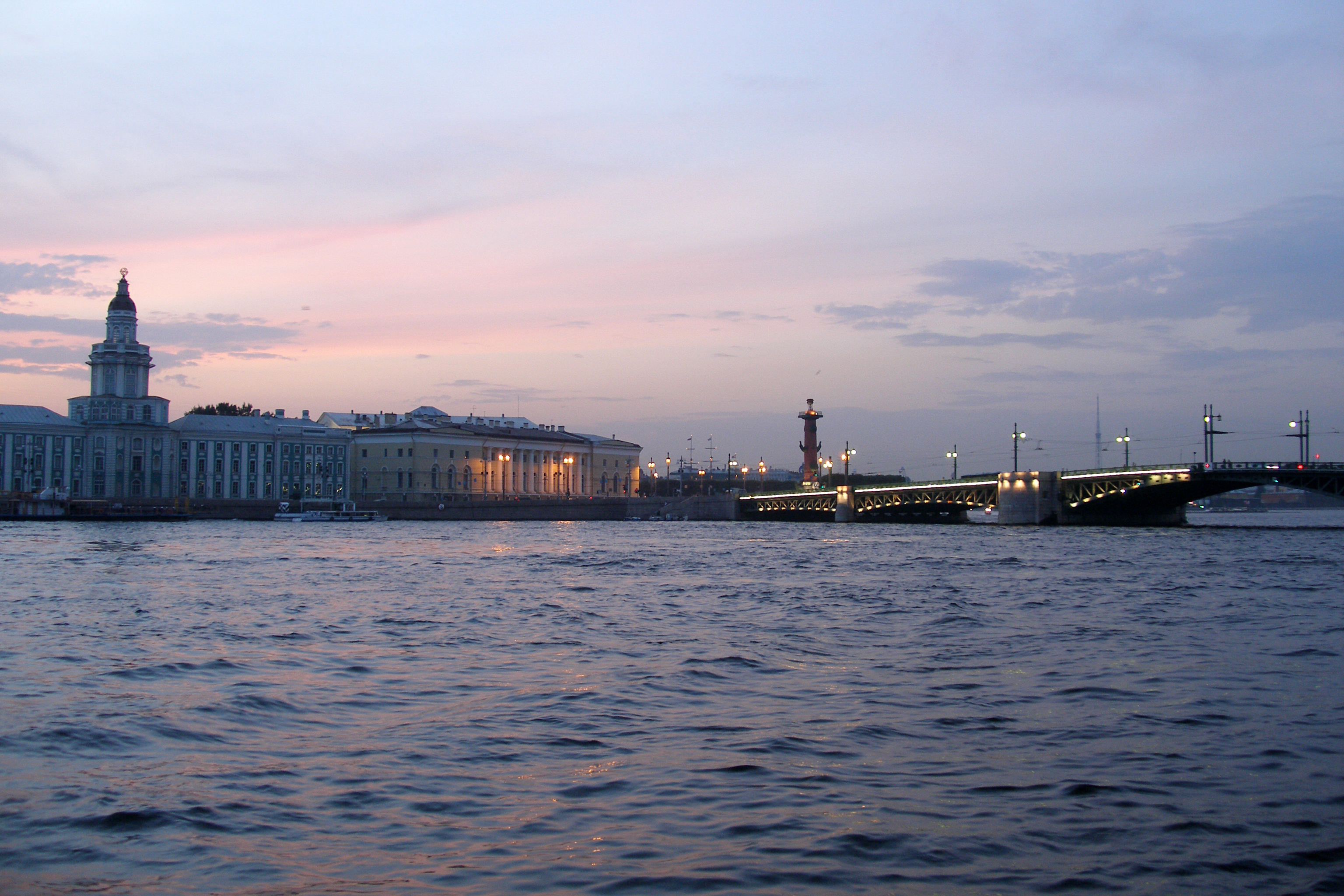
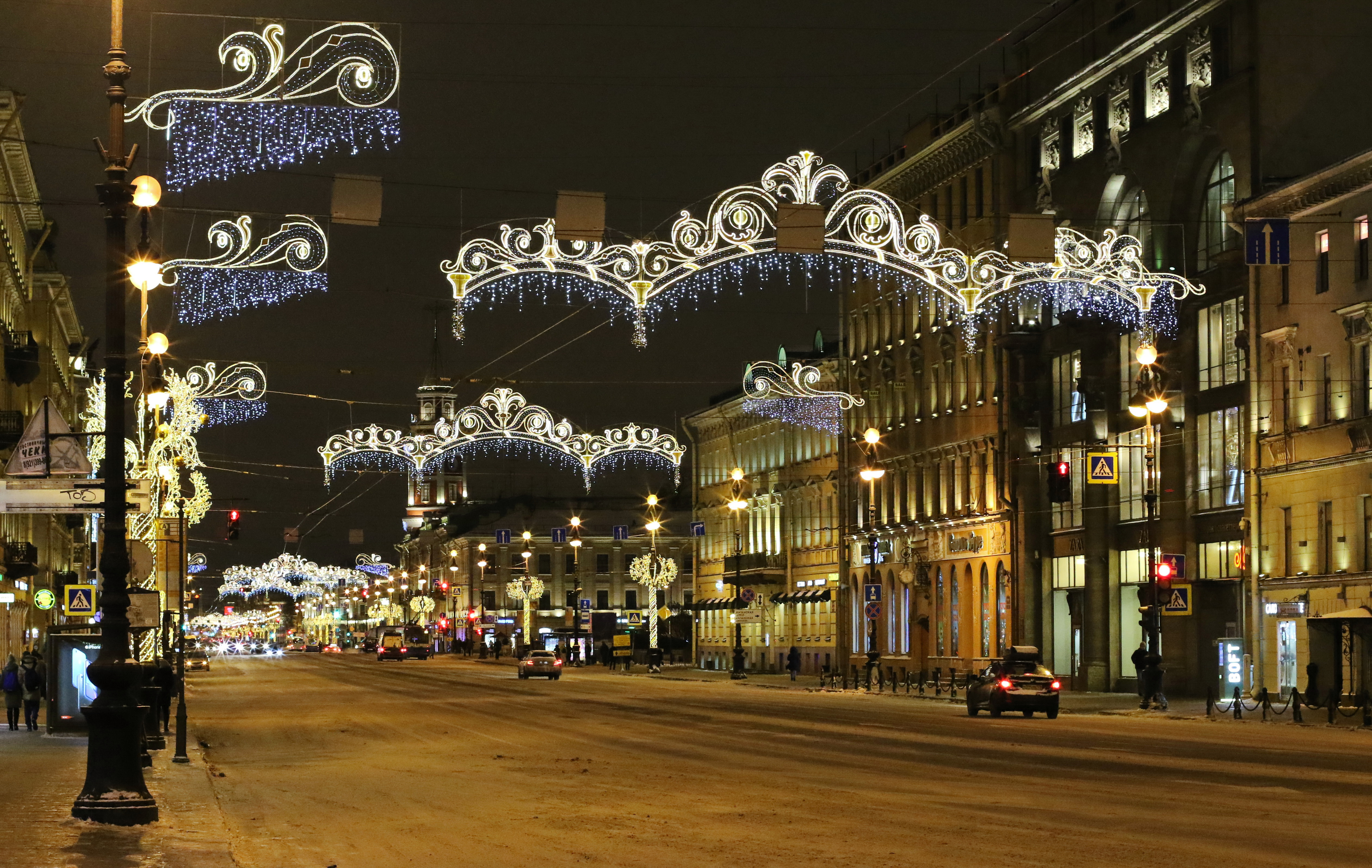
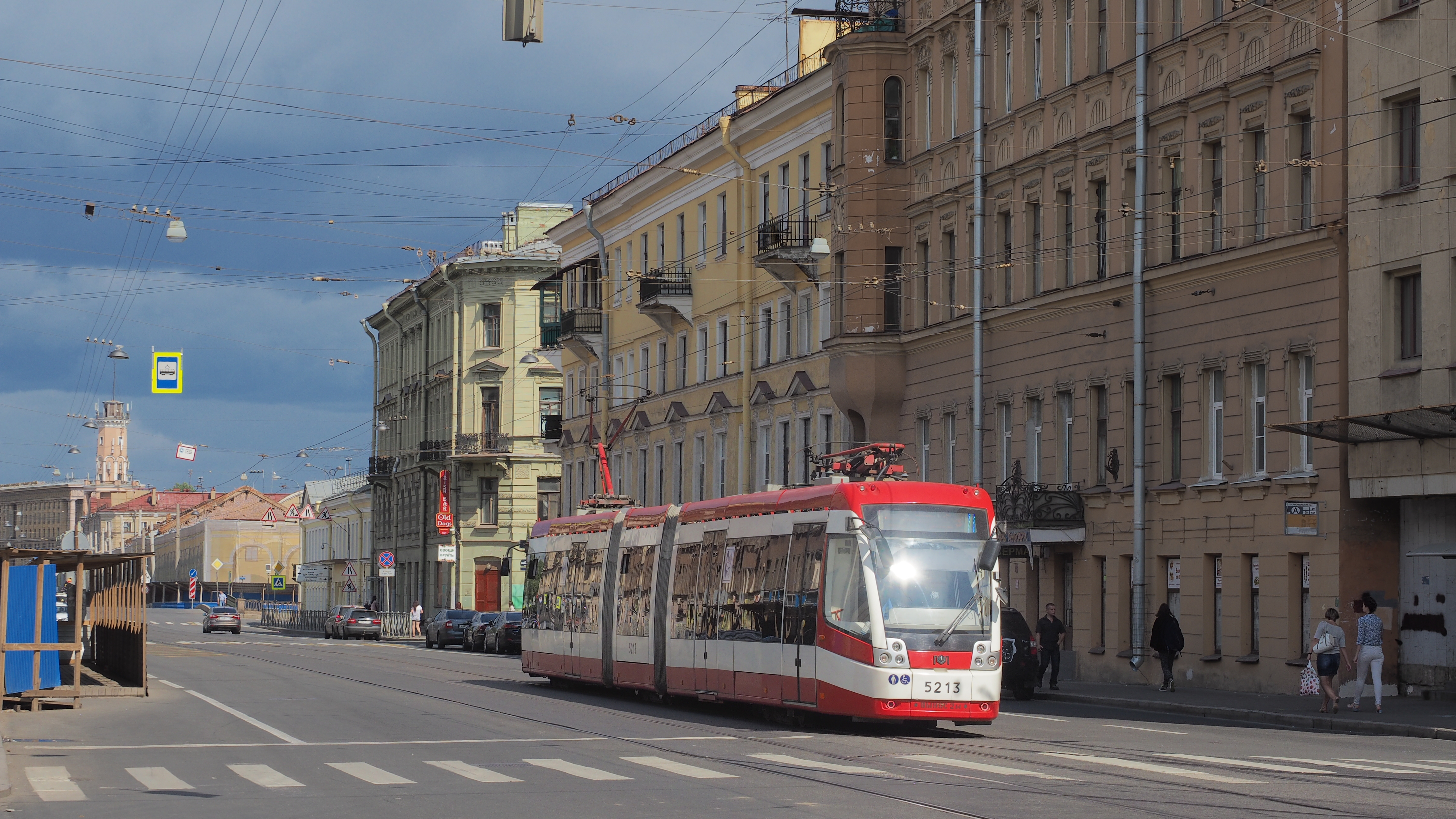
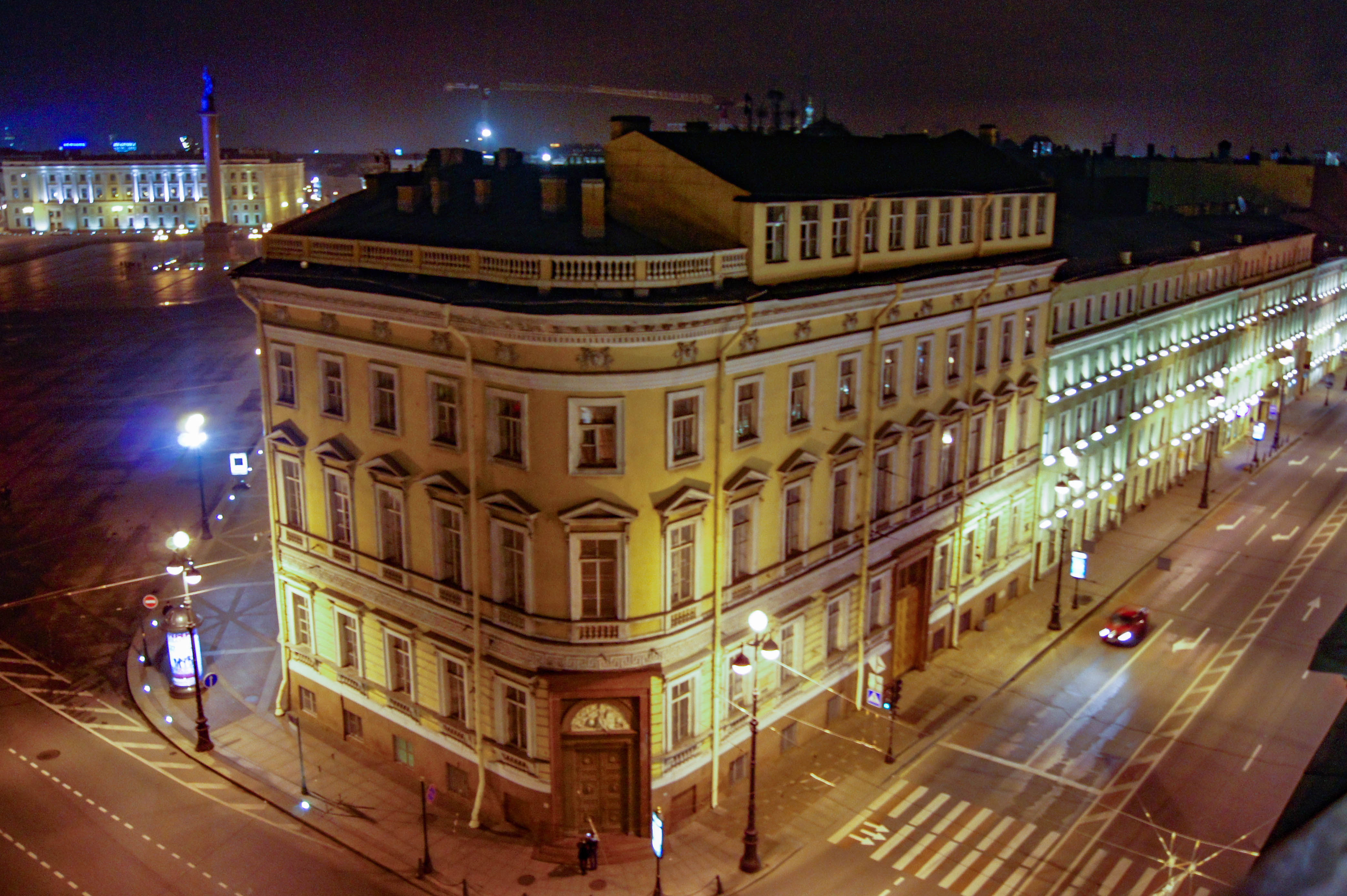
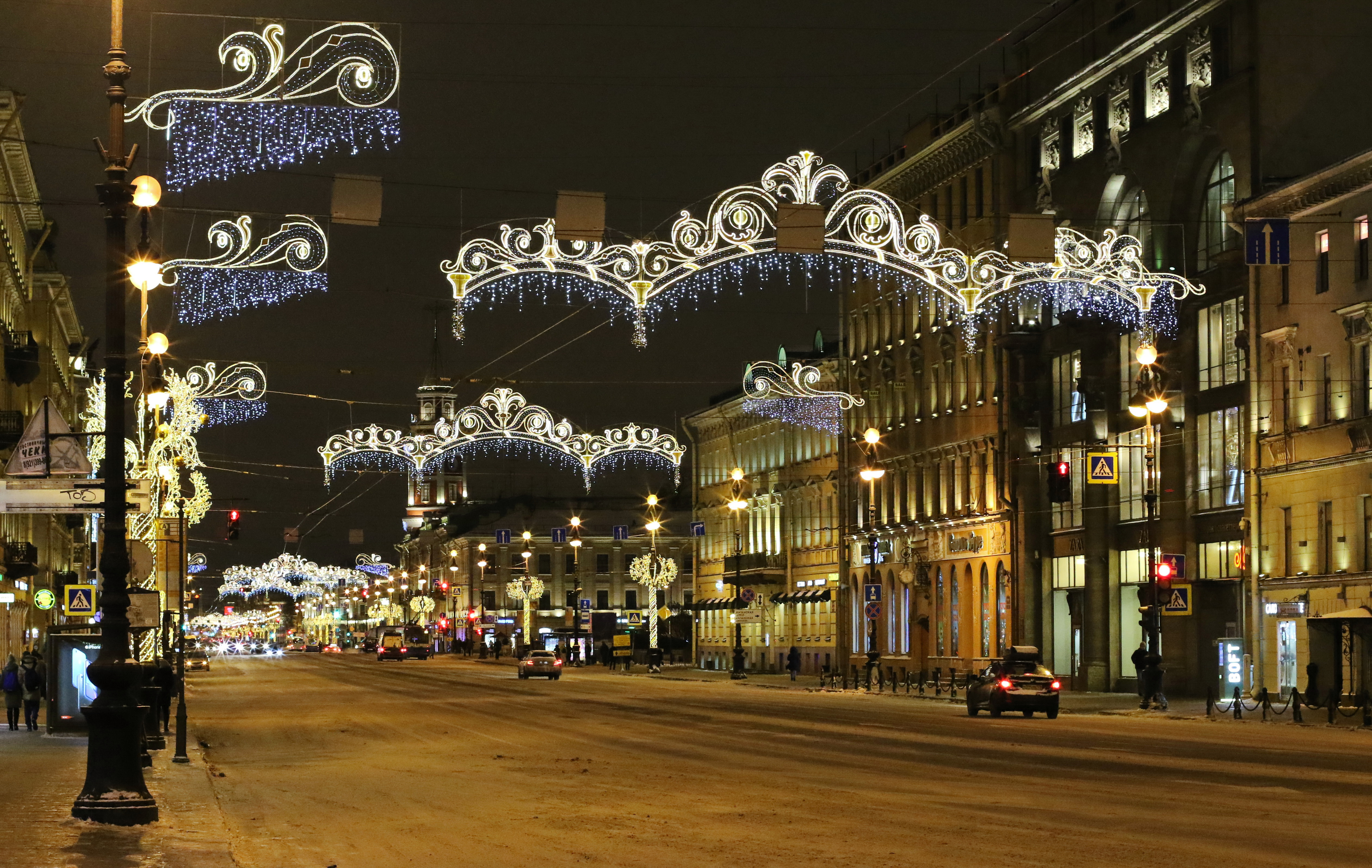
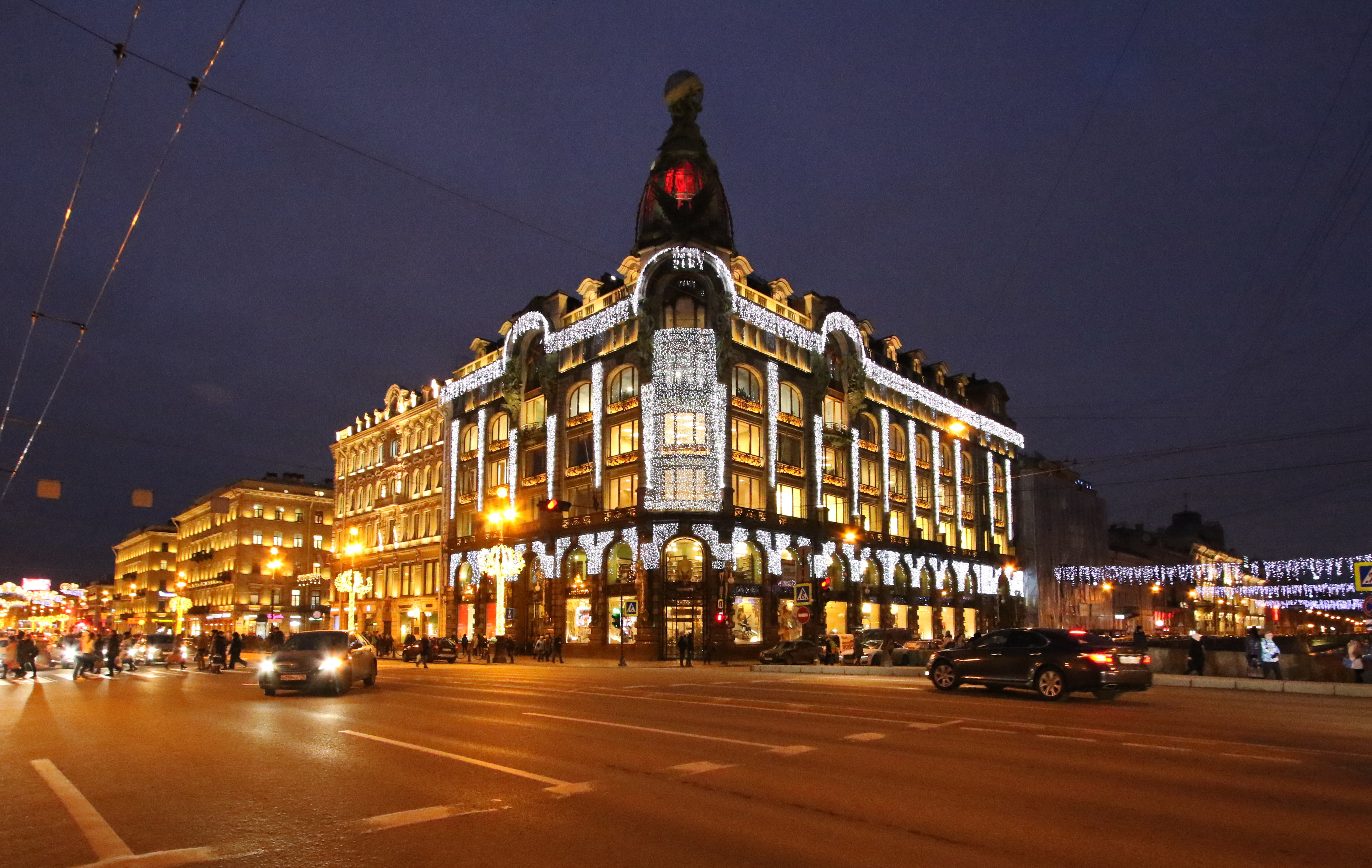
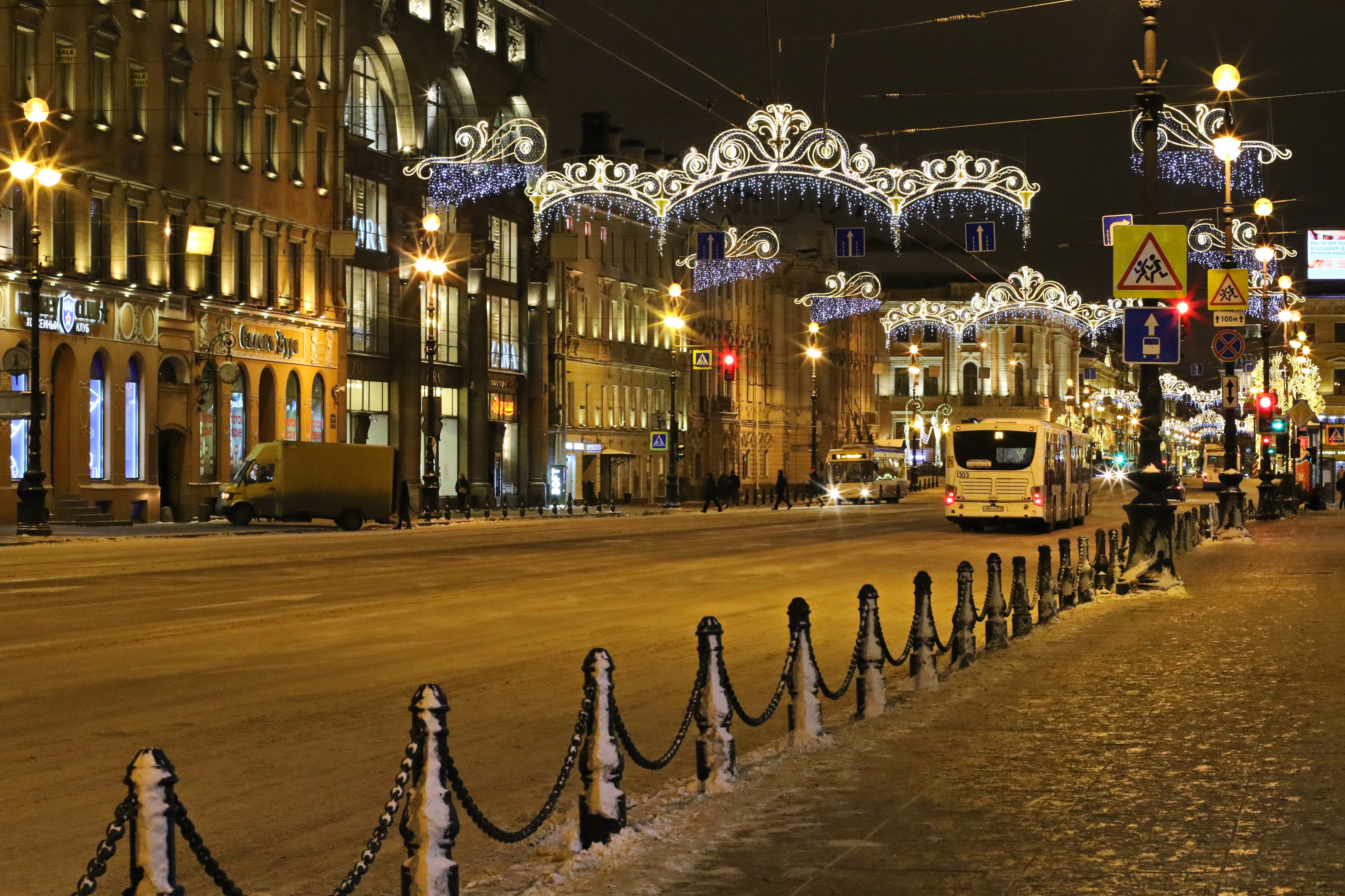
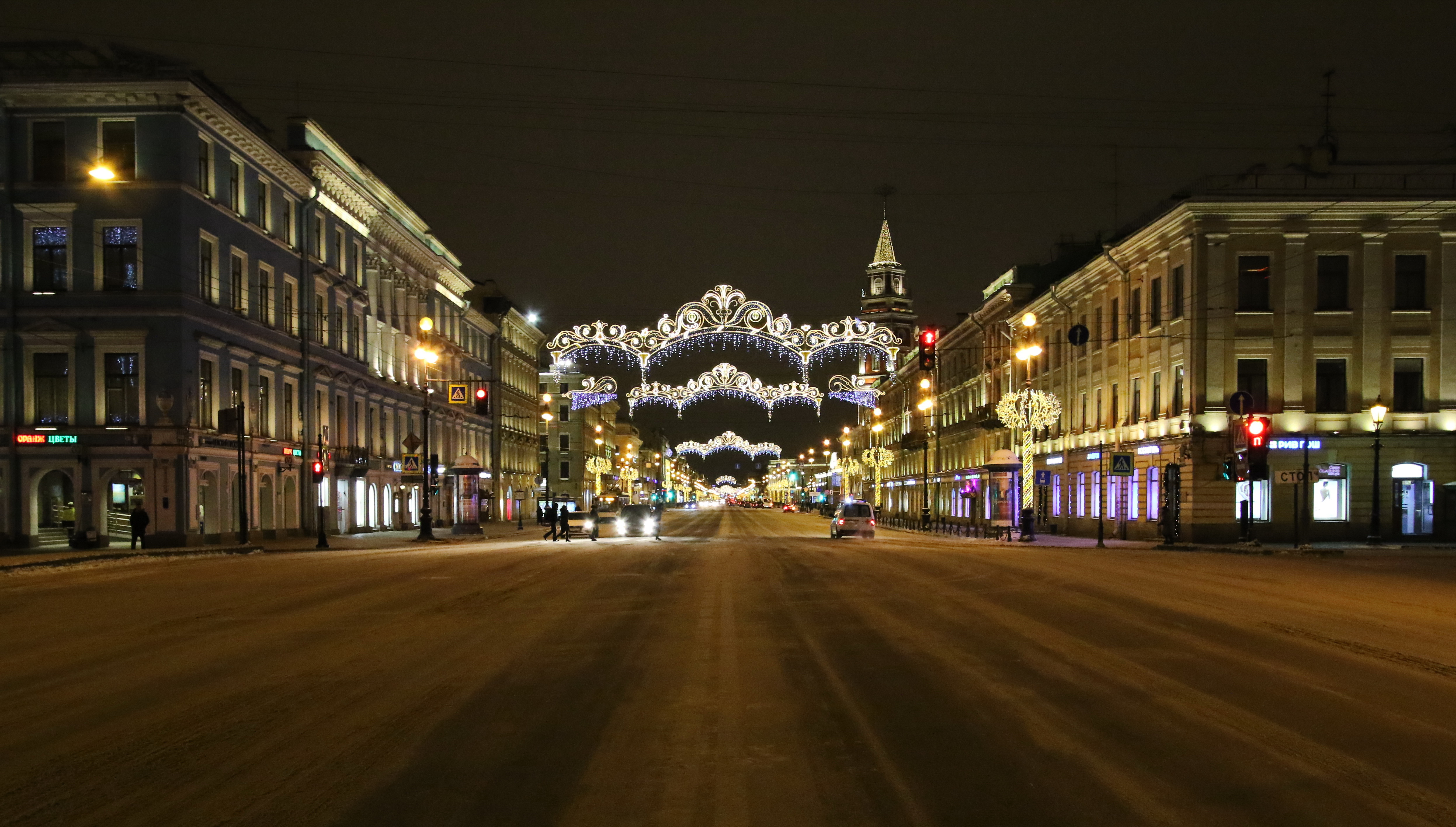
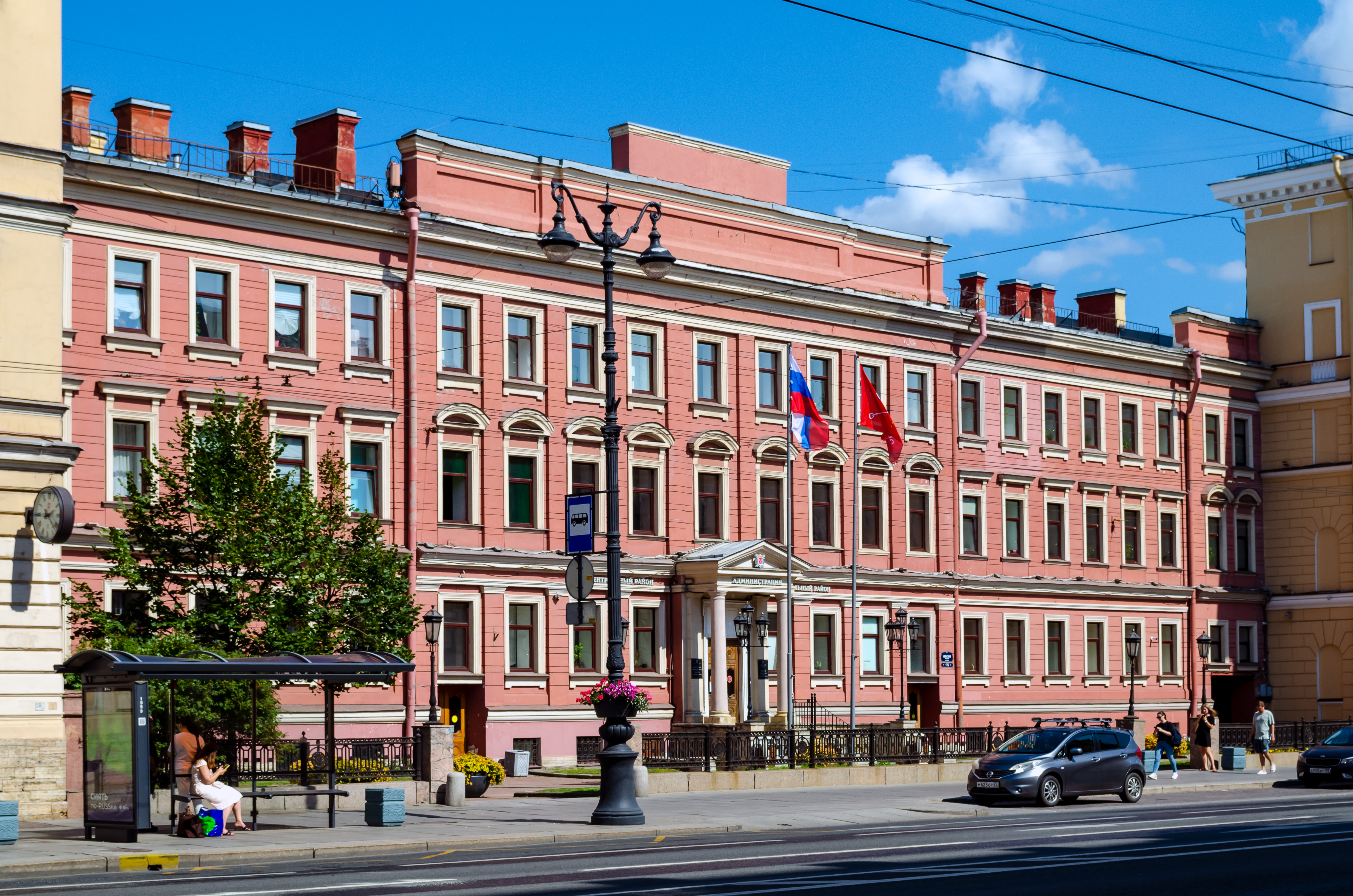
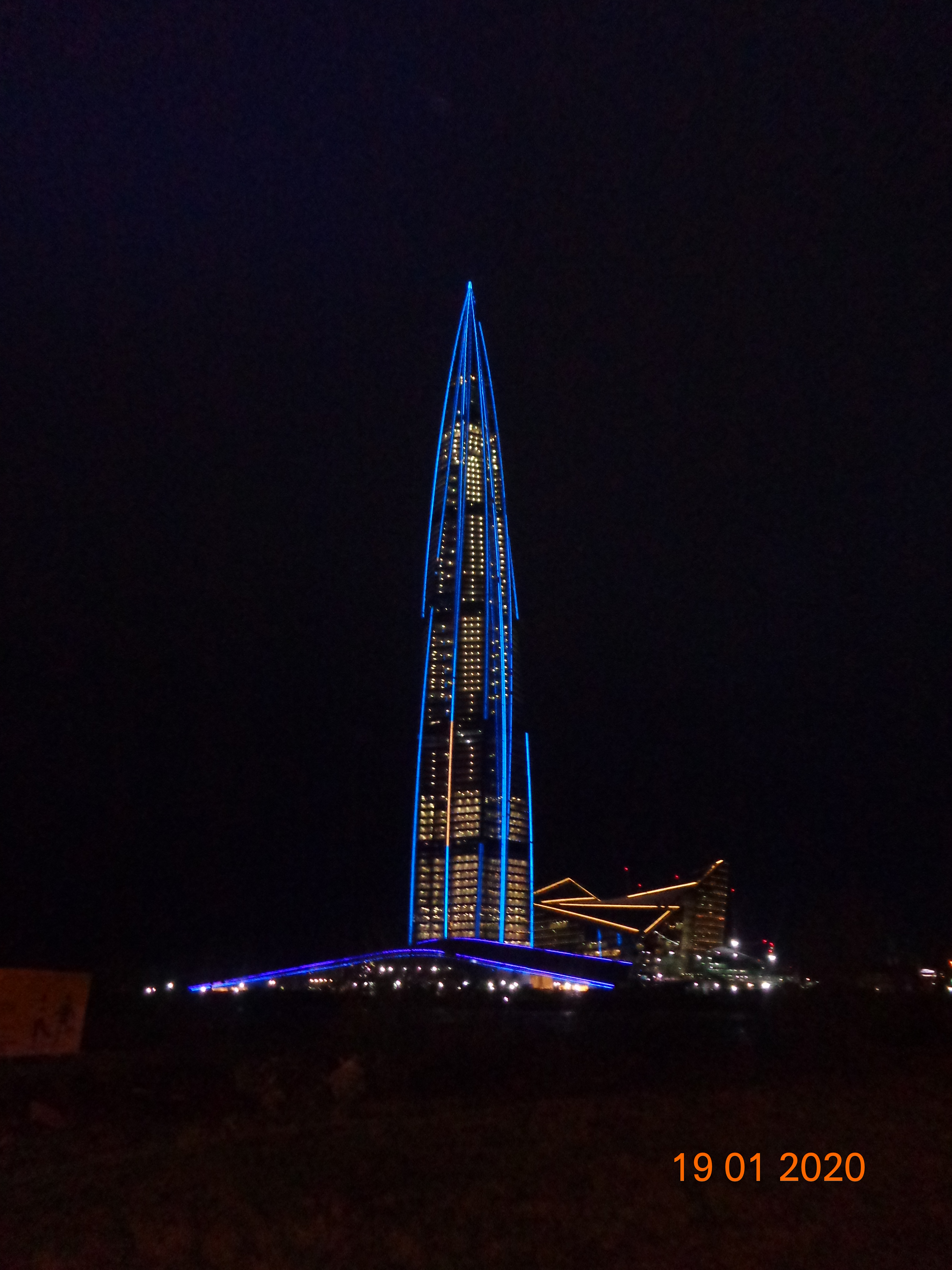
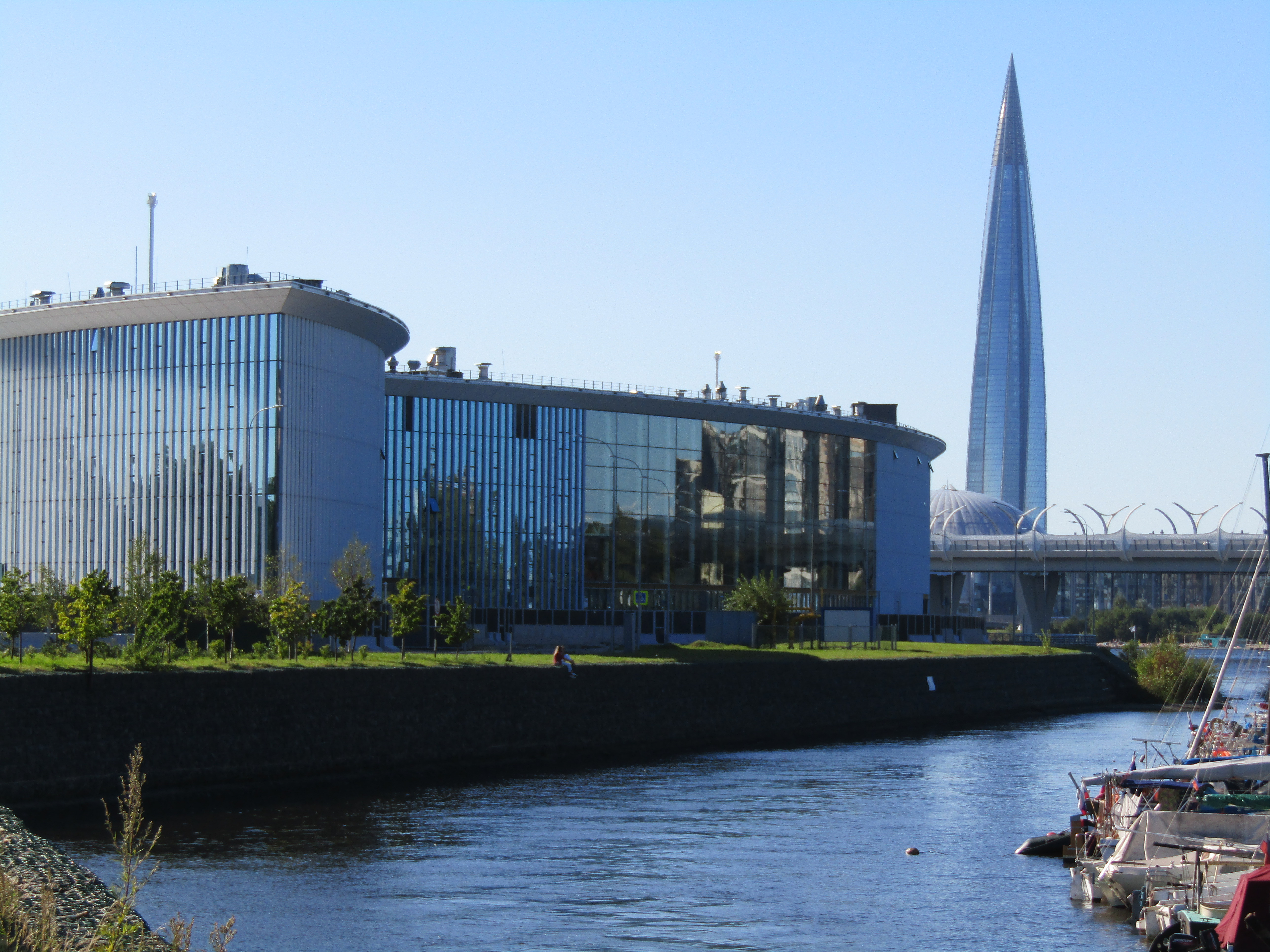
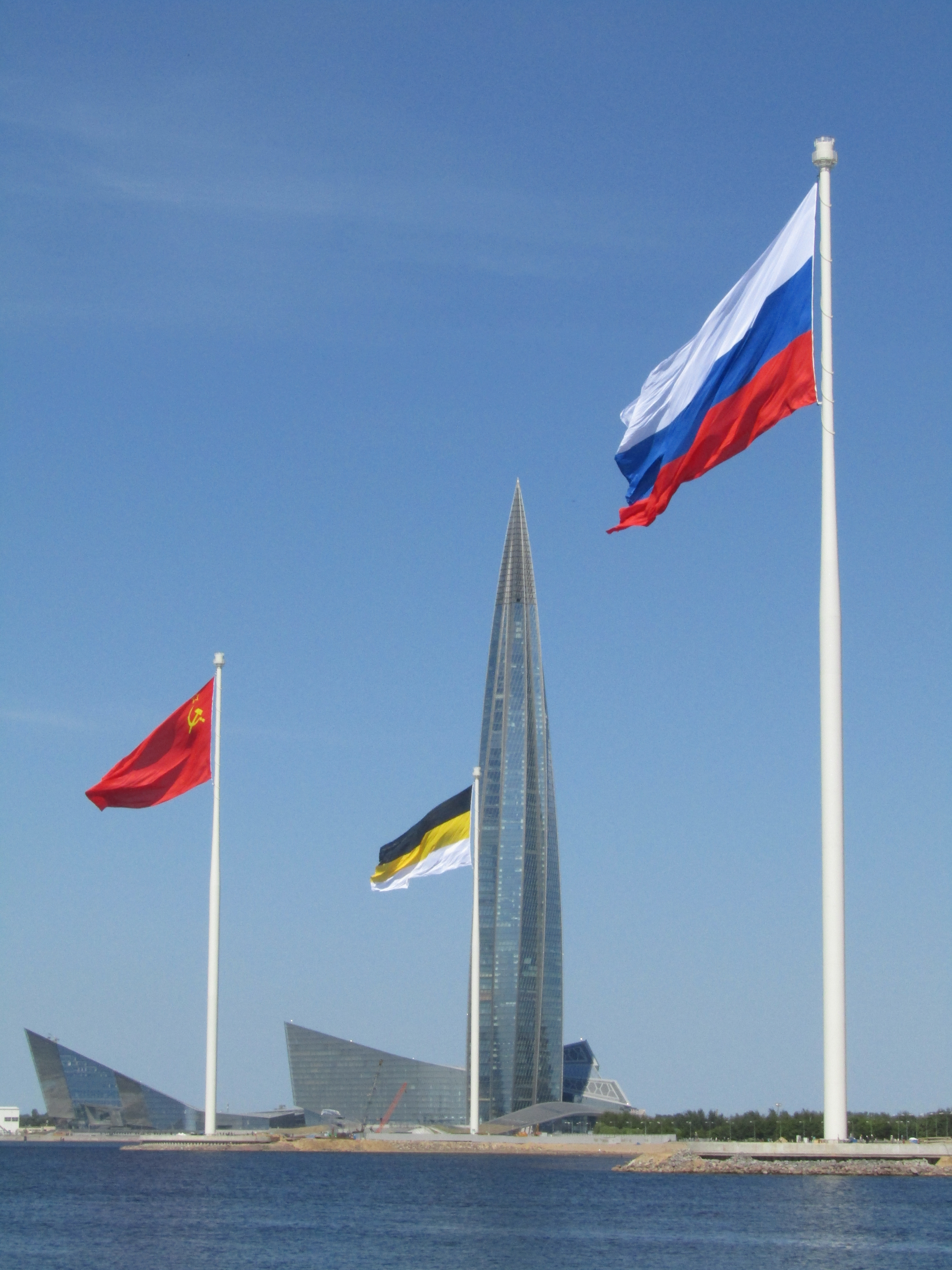
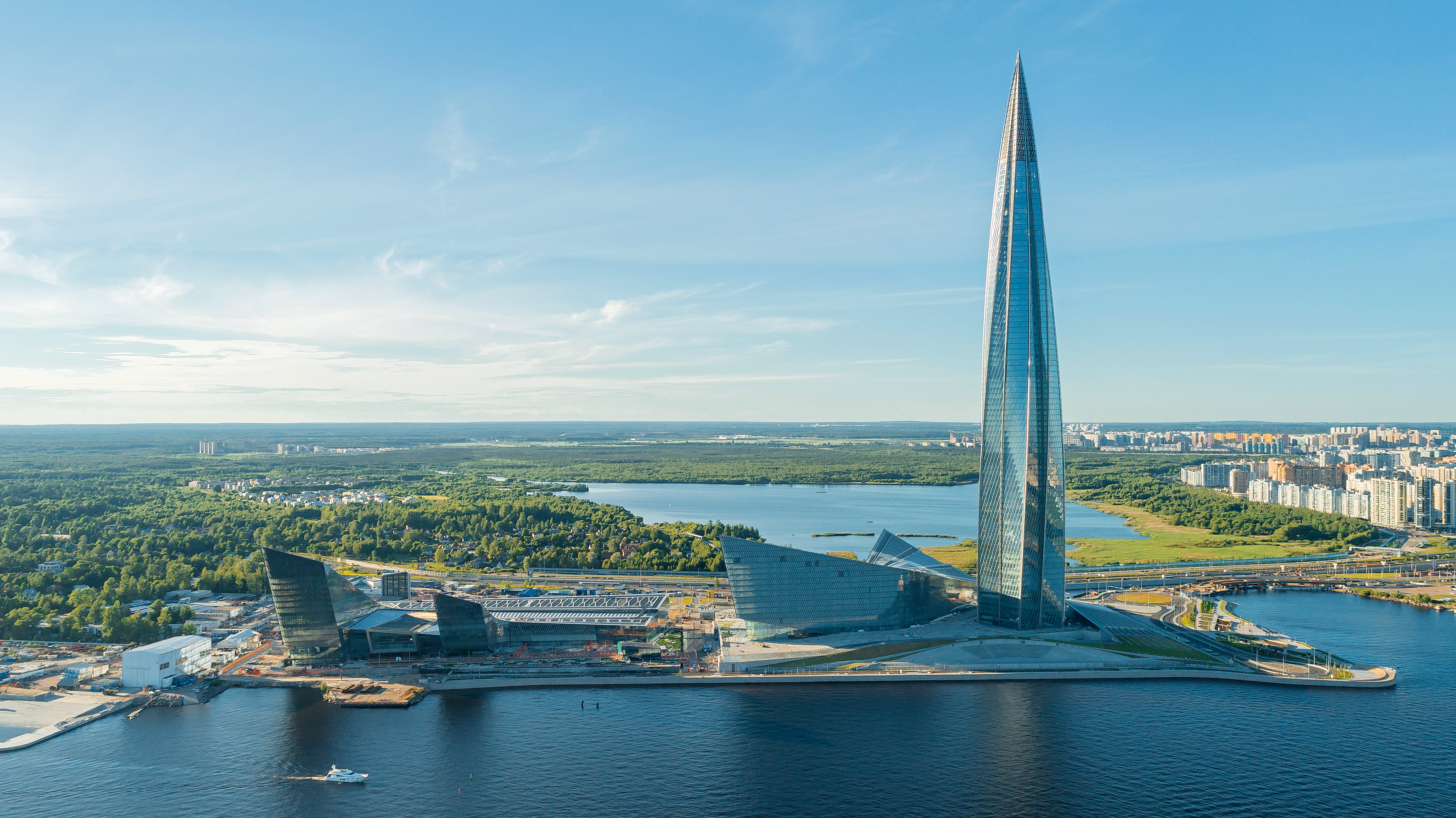
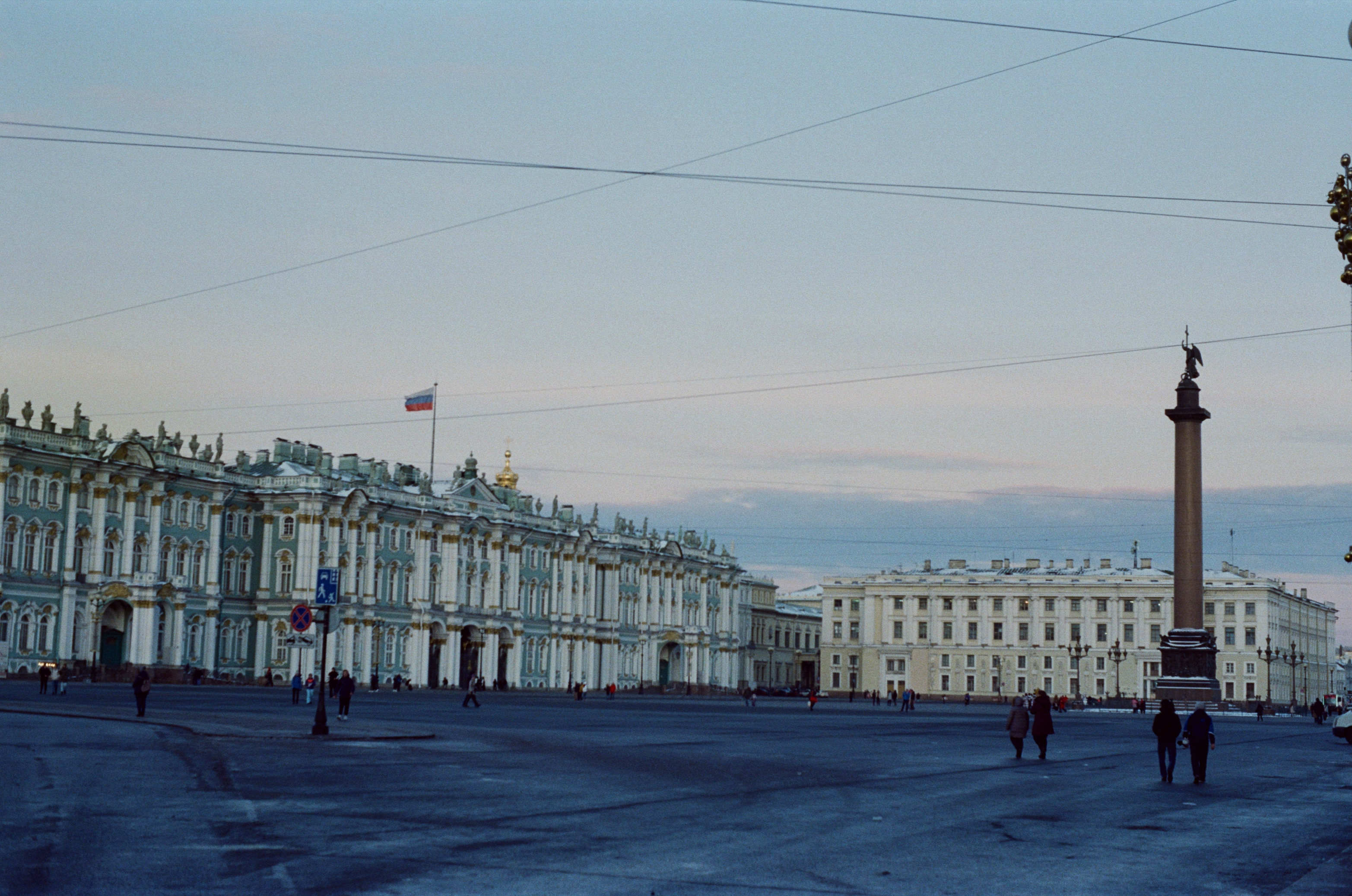
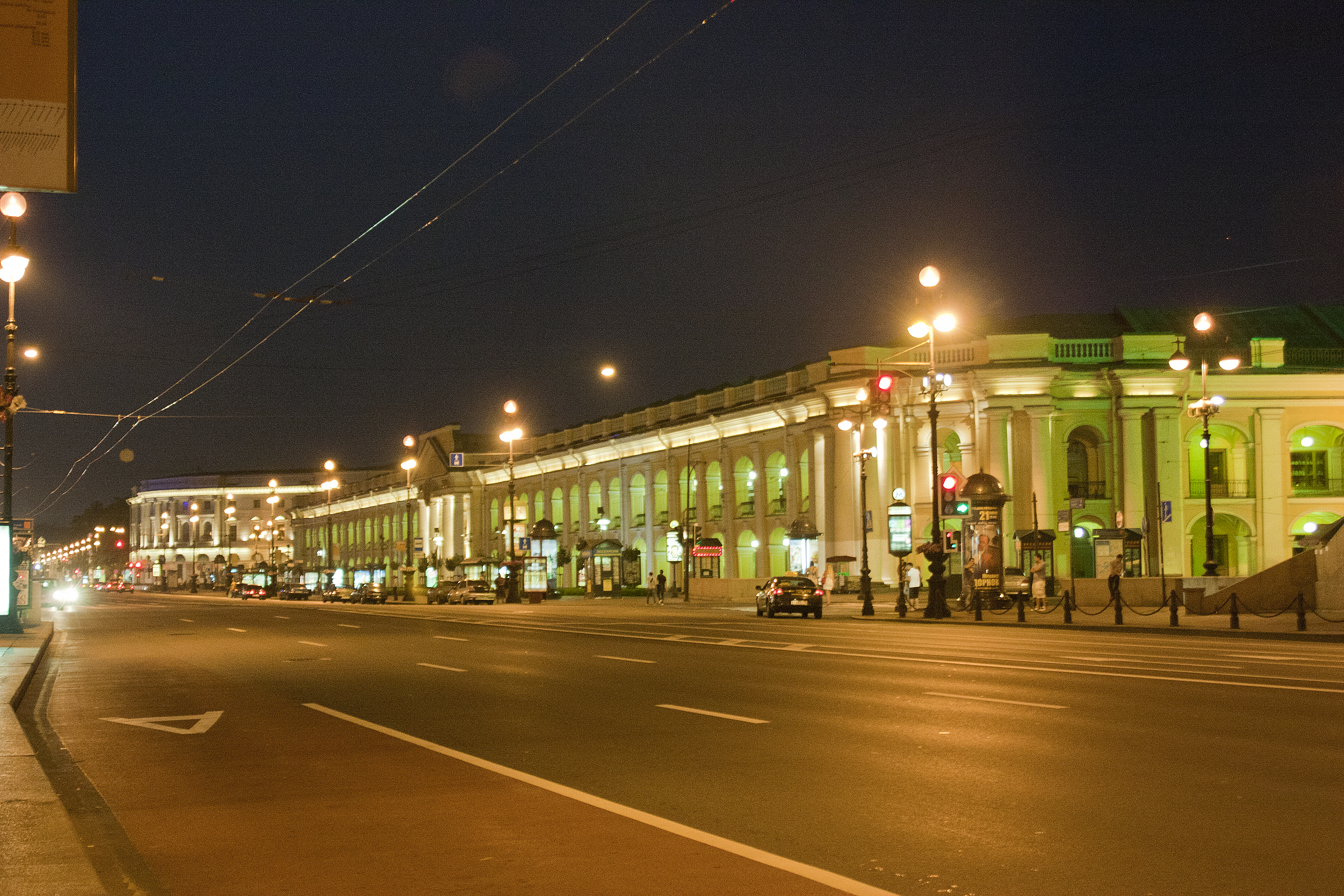
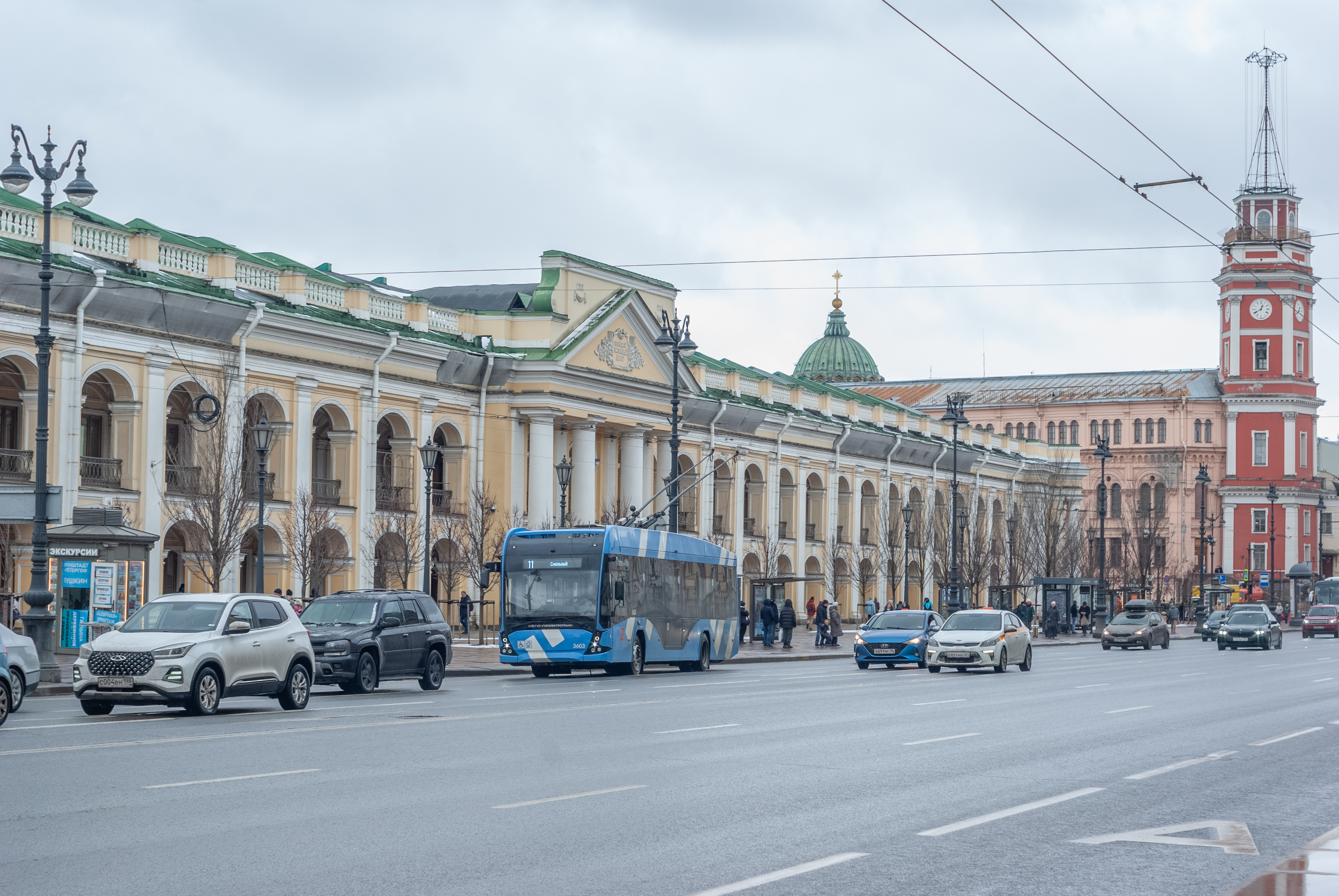
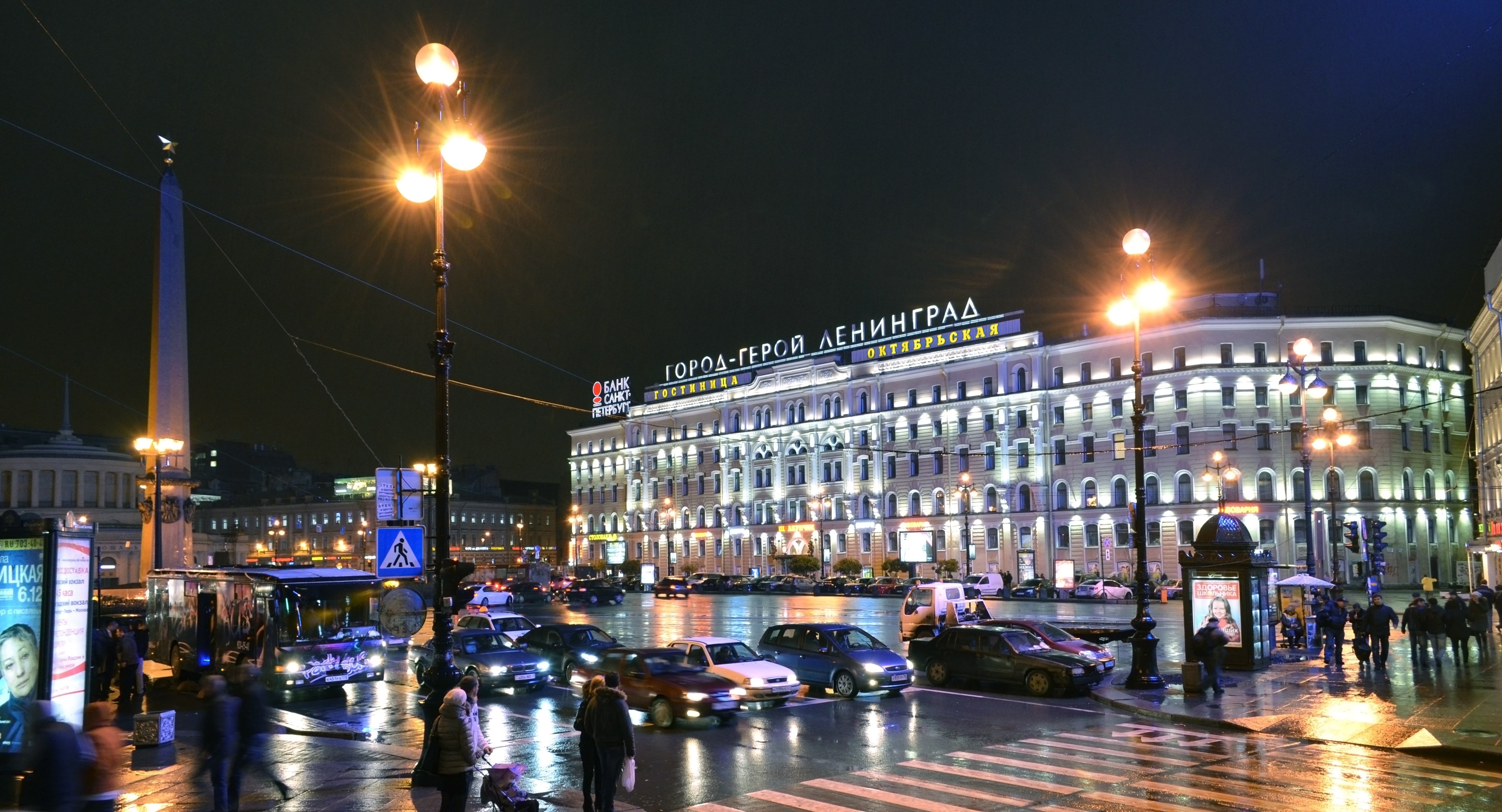
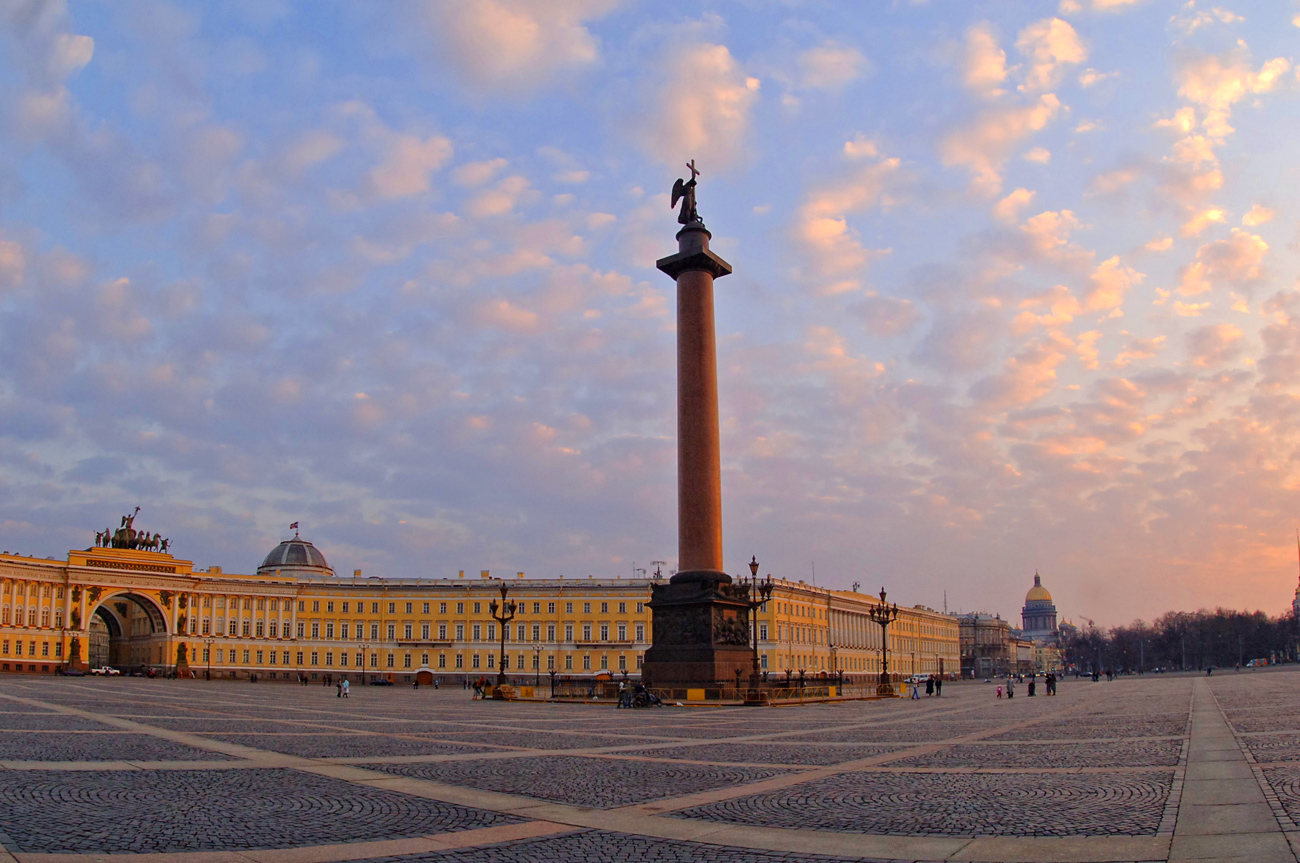
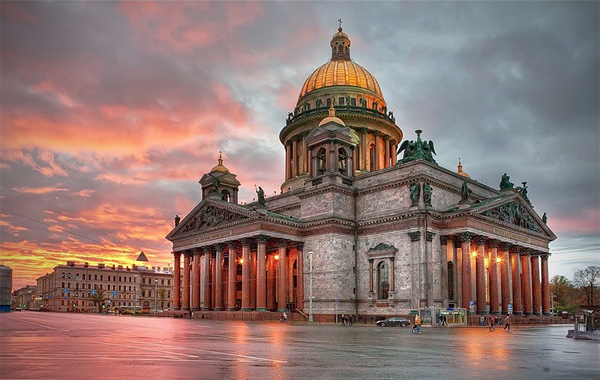
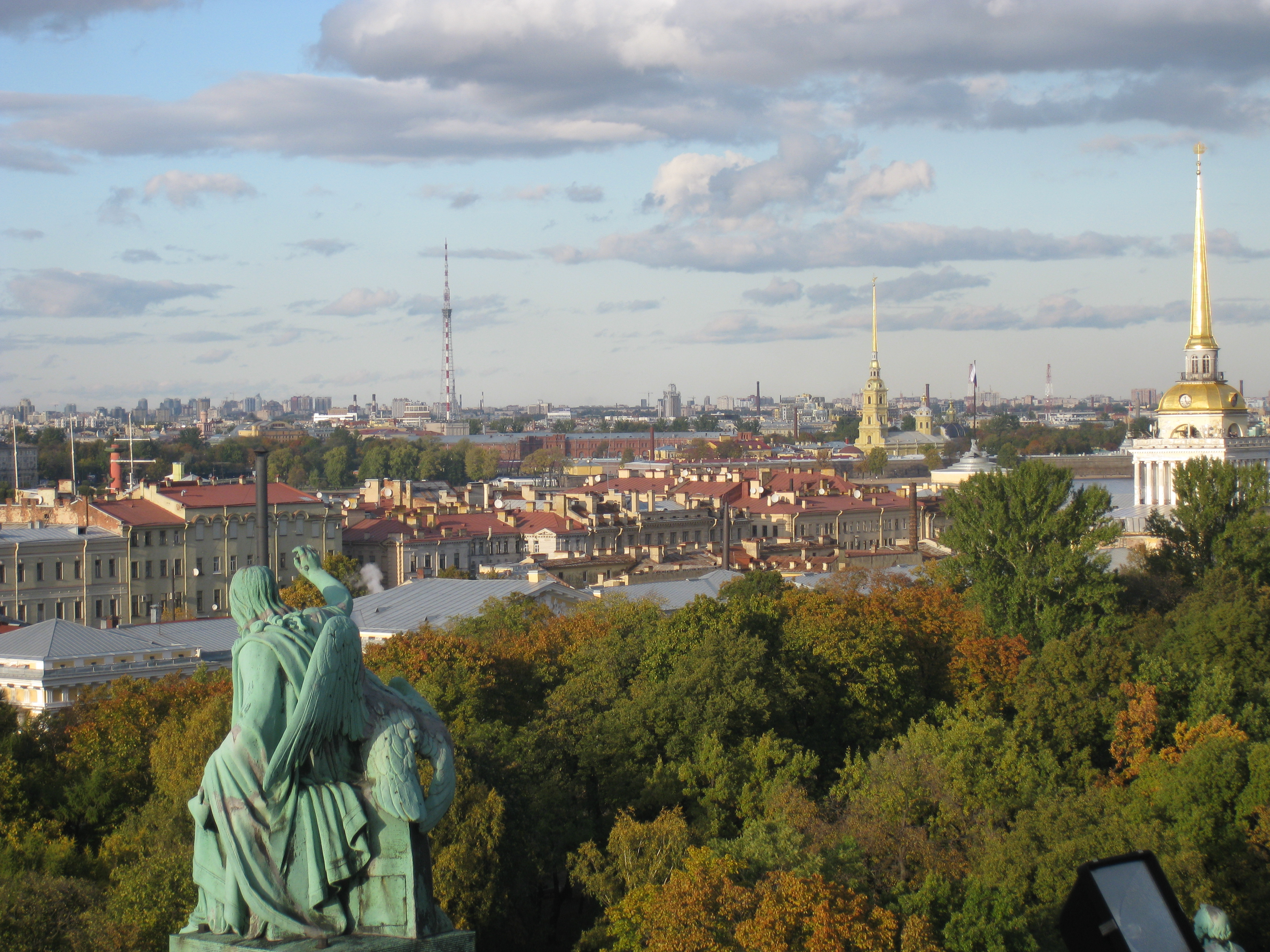
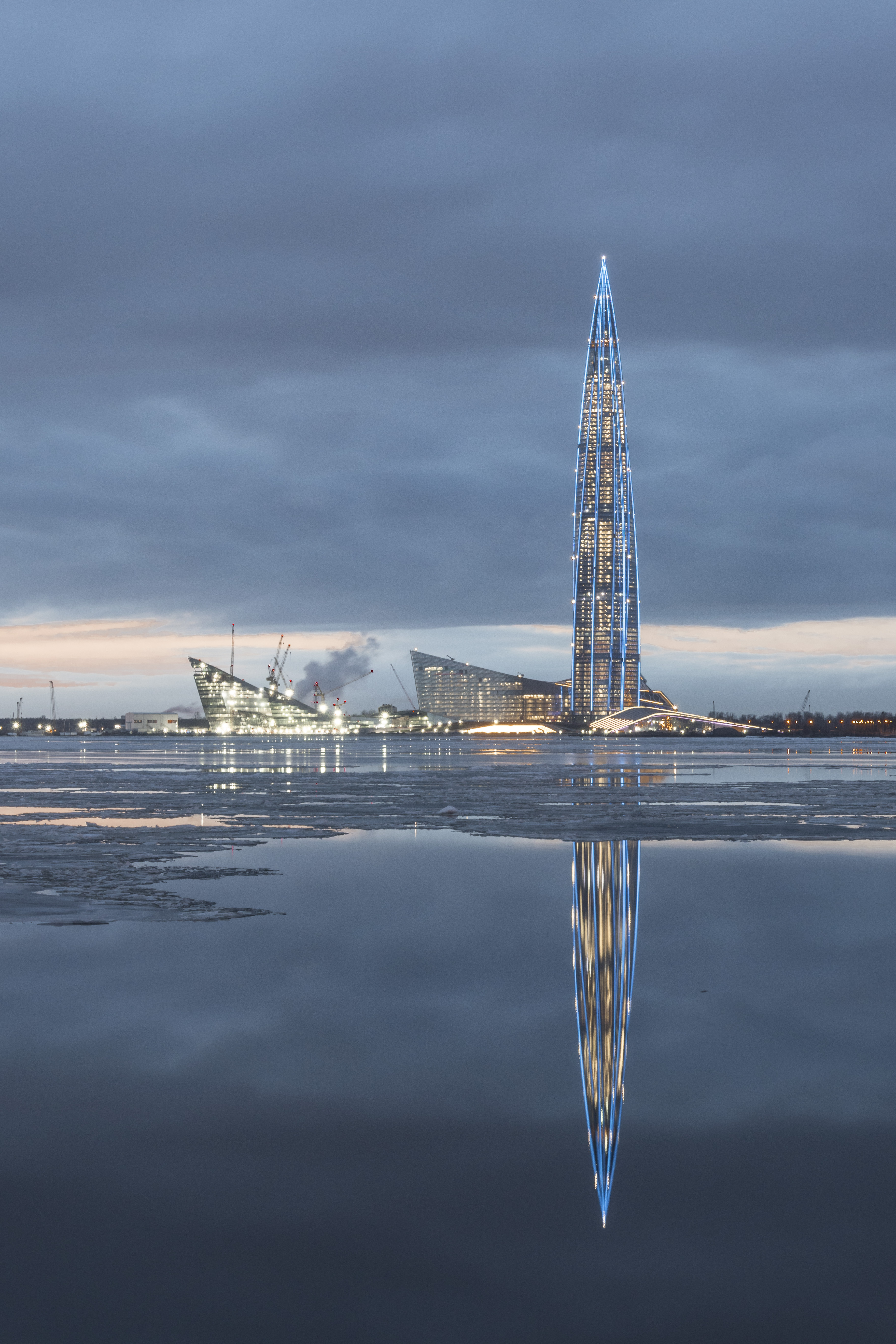
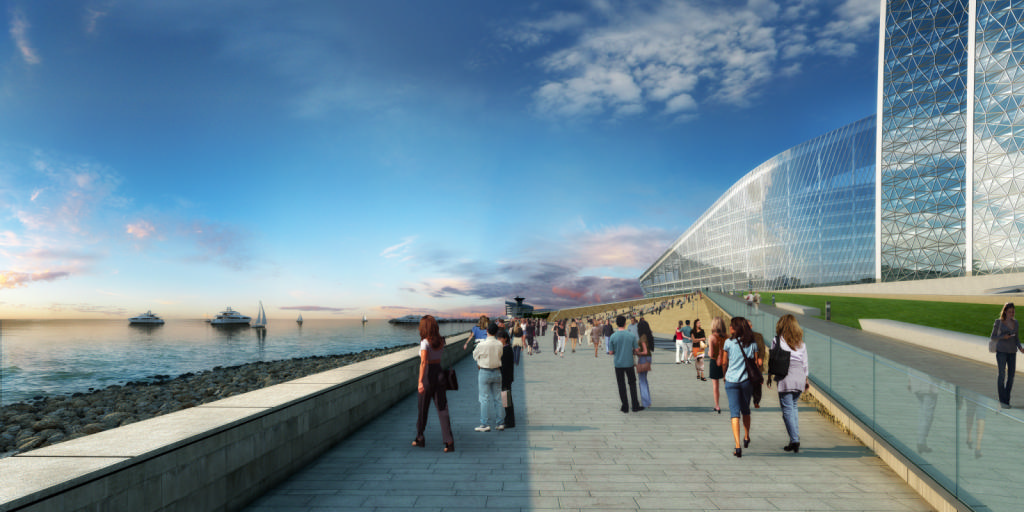